# Kalendarium inwazji Rosji na Ukrainę – czerwiec 2025
| 2022        | 2023        | 2024        | 2025        |
| ----------- | ----------- | ----------- | ----------- |
| –           | styczeń     | styczeń     | styczeń     |
| luty        | luty        | luty        | luty        |
| marzec      | marzec      | marzec      | marzec      |
| kwiecień    | kwiecień    | kwiecień    | kwiecień    |
| maj         | maj         | maj         | maj         |
| czerwiec    | czerwiec    | czerwiec    | czerwiec    |
| lipiec      | lipiec      | lipiec      | lipiec      |
| sierpień    | sierpień    | sierpień    | sierpień    |
| wrzesień    | wrzesień    | wrzesień    | wrzesień    |
| październik | październik | październik | październik |
| listopad    | listopad    | listopad    | listopad    |
| grudzień    | grudzień    | grudzień    | grudzień    |

## Czerwiec 2025

### 1 czerwca

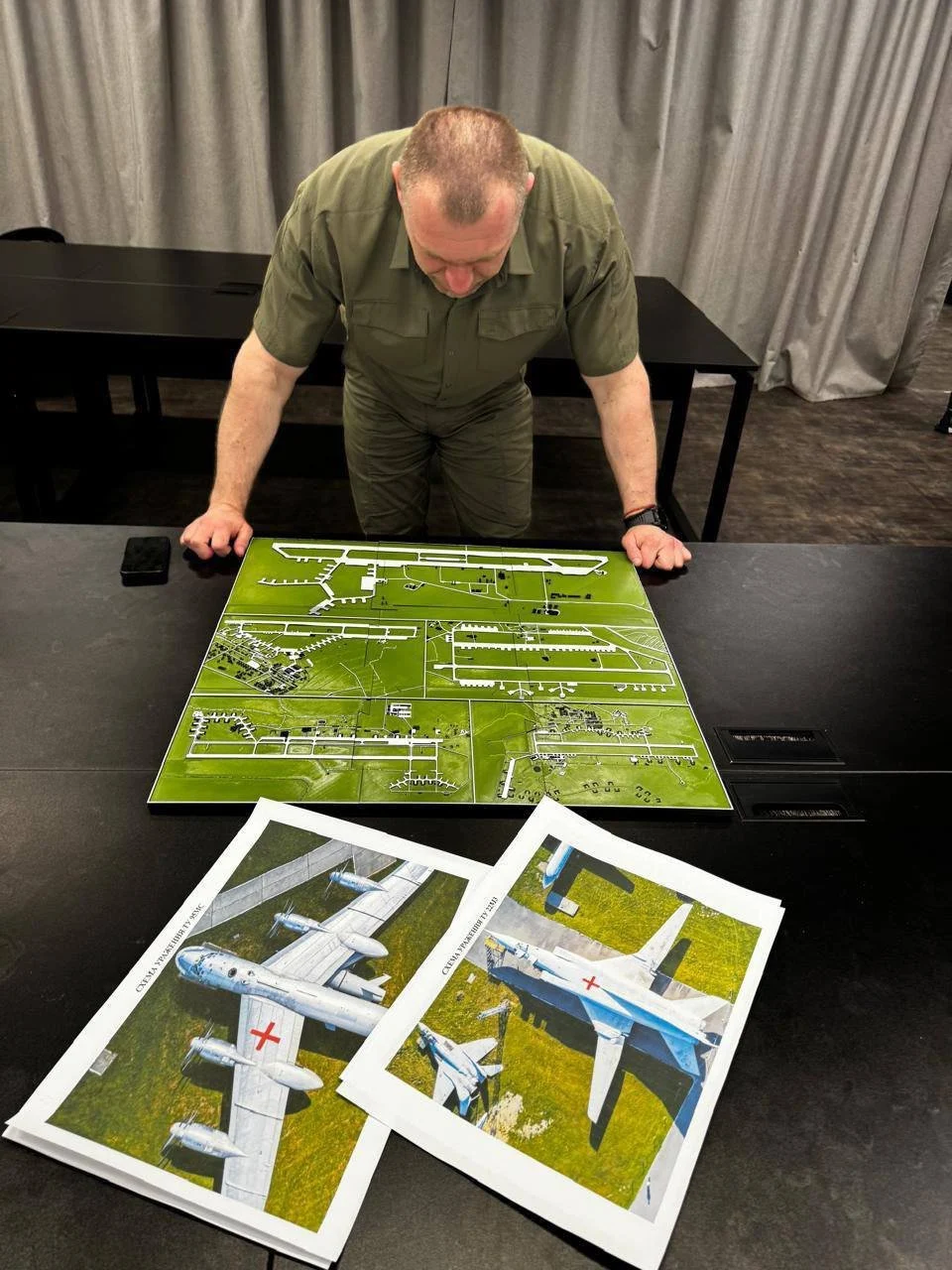
Szef SBU generał porucznik Wasyl Maluk przegląda zdjęcia satelitarne kilku rosyjskich lotnisk wojskowych (zgodnie z ruchem wskazówek zegara: Olenja, Iwanowo, Ukrainka, Biełaja i Diagilewo), a także bombowców strategicznych, w tym Tu-95MS (po lewej) i Tu-22M3 (po prawej).

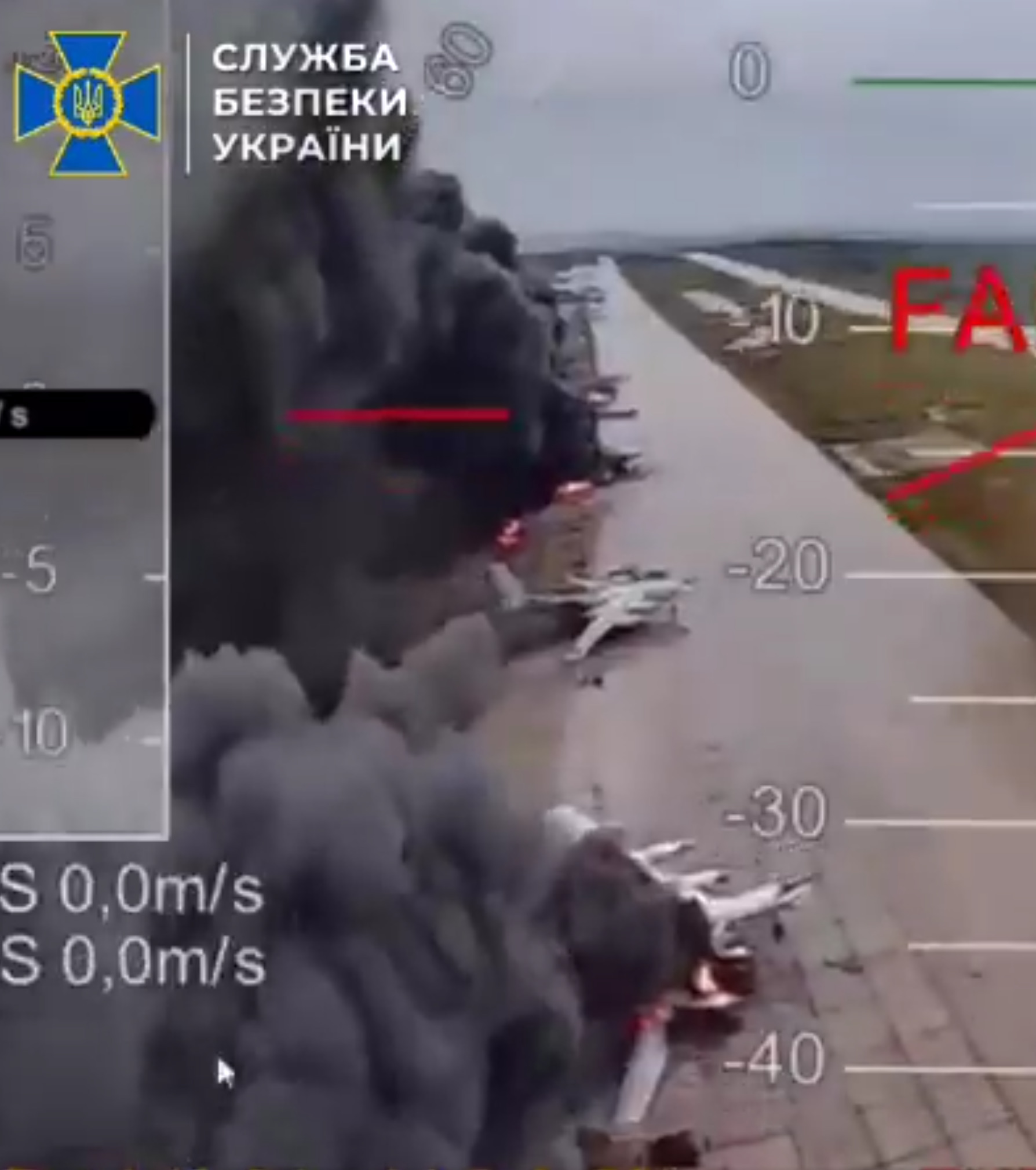
Ukraiński atak dronów na rosyjskie lotnisko, na którym rozmieszczono bombowce strategiczne Tu-95.

Materiały geolokalizacyjne pokazywały, że siły rosyjskie zajęły miejscowości Zoria, Dylijiwka i Daczne, w pobliżu Torećka w obwodzie donieckim. Ministerstwo Obrony Rosji poinformowało, że Rosjanie zajęli wsie Kindrasziwka i Ołeksijiwka w obwodzie sumskim. Rzecznik Państwowej Służby Granicznej Andrij Demczenko powiedział, że wojska rosyjskie nadal atakowały ukraińskie pozycje na granicy obwodu sumskiego. Najbardziej aktywne działania odnotowano w kierunku Basiwki i Żurawki. DeepState poinformował o postępie wojsk rosyjskich w pobliżu wsi Ołeksandria w obwodzie sumskim.
Według Institute of the Study of War (ISW) Ukraina nadal wprowadzała innowacje w technologii i taktyce dronów, aby osiągnąć zaskoczenie operacyjne i skutecznie atakować rosyjską infrastrukturę wojskową na tyłach. Atak dronów na rosyjskie samoloty strategiczne przez Ukrainę może przynajmniej tymczasowo ograniczyć zdolność Rosji do przeprowadzania ataków dronów i rakiet dalekiego zasięgu. Z kolei siły rosyjskie nadal dostosowywały swoje pakiety uderzeniowe, aby przytłoczyć ukraińską obronę powietrzną. Siły rosyjskie posunęły się naprzód w obwodzie sumskim i w pobliżu Torećka.
Sztab Generalny (SG) Ukrainy poinformował, że Rosja atakowała w kierunkach Charkowa, Kupiańska, Łymanu, Siewierska, Kramatorska, Torećka, Pokrowska, Nowopawłowska i Zaporoża, gdzie doszło do 146 starć. W ciągu doby wojska rosyjskie przeprowadziły pięć ataków rakietowych, 66 nalotów (używając osiem rakiet i 158 bomb lotniczych), 3634 ataków dronów i 104 ostrzałów na pozycje i miejscowości ukraińskie. Operacja w obwodzie kurskim trwała; wojska rosyjskie przeprowadziły 19 ataków, 215 ataków artyleryjskich, sześć ostrzałów i 10 nalotów, używając 28 bomb lotniczych na pozycje ukraińskie. Ukraińskie lotnictwo i artyleria zaatakowały 13 miejsc koncentracji, dwa punkty kontroli dronów, siedem jednostek artylerii i stację walki radioelektronicznej. Według ukraińskich źródeł o 12:50 czasu lokalnego co najmniej 12 ukraińskich żołnierzy zginęło, a ponad 60 zostało rannych w rosyjskim ataku rakietowym na 239 Poligon na północ od Dniepru. Po ataku dowódca Wojsk Lądowych Ukrainy generał major Mychajło Drapatyj ogłosił swoją rezygnację ze stanowiska.
Według Sił Powietrznych Ukrainy w nocy z 31 maja na 1 czerwca Rosja przeprowadziła zakrojony na szeroką skalę atak powietrzny na Ukrainę, wykorzystując trzy rakiety balistyczne Iskander-M/KN-23 (wystrzelone z obwodów kurskiego i woroneskiego), cztery pociski manewrujące Ch-101 i Iskander-K oraz 472 drony Shahed 136/131 (z Millerowa, Szatałowa, Kurska, Orła, Briańska i Primorsko-Achtarska). Główne kierunki ataków to obwody charkowski, sumski, żytomierski, odeski, doniecki, dniepropetrowski i zaporoski. Ukraińska obrona przeciwlotnicza zniszczyła i trzy Ch-101/Iskander-K i 213 dronów na wschodzie, południu, północy, zachodzie i w centrum kraju, a kolejne 172 zaginęły na Ukrainie w ramach walki elektronicznej. Drony zostały trafione w 18 lokalizacjach. Jak dotąd był to największy rosyjski atak dronów od rozpoczęcia wojny, w 2022 roku. Rosjanie zaatakowali Zaporoże co najmniej siedmioma dronami Shahed. Jedna osoba została ranna oraz została uszkodzona infrastruktura krytyczna i domy prywatne. Nad ranem armia rosyjska ostrzelała wieś Ternuwate w obwodzie zaporoskim, zabijając trzy kobiety.
Według doniesień mediów Służba Bezpieczeństwa Ukrainy (SBU) przeprowadziła operację Pajęczyna, atak dronów, w ramach którego zniszczono lub uszkodzono „ponad 40” samolotów strategicznych w czterech bazach lotniczych, w tym lotnisku Biełaja (obwód irkucki; ponad 4 tys. km od granicy z Ukrainą), Diagilewo (obwód riazański), Iwanowo (obwód iwanowski) i Olenja (obwód murmański). Wśród nich znalazły się bombowce strategiczne Tu-95 i Tu-22M3, z których Rosja wystrzeliwuje pociski manewrujące w kierunku Ukrainy, a także samolot wczesnego ostrzegania A-50. Według SBU operacja Pajęczyna zniszczyła lub uszkodziła ok. 34% rosyjskich bombowców strategicznych, na łączną kwotę ok. 7 miliardów dolarów. Piąty atak w obwodzie amurskim, który graniczy z Chinami (lotnisko wojskowe w pobliżu Sieryszewa), został podobno odparty. Według prezydenta Zełenskiego atak był planowaną ponad 1,5 roku, skoordynowaną operacją z udziałem łącznie 117 dronów, każdy z własnym pilotem. Drony zostały przemycone do Rosji i ukryte w drewnianych skrzyniach, które następnie załadowano na ciężarówki. Kiedy ciężarówki znalazły się w pobliżu baz lotniczych, drewniane skrzynie zostały otwarte zdalnie, a drony wystartowały. Władze amerykańskie zostały ostrzeżone o przygotowywanej operacji eliminacji rosyjskich samolotów.
Według wywiadu ukraińskiego doszło do eksplozji na odcinku kolejowym w pobliżu okupowanej Jakymiwka w rejonie melitopolskim w obwodzie zaporoskim, gdzie wysadzony został rosyjski pociąg wojskowy przewożący paliwo i żywność. Według informacji wywiadowczych po eksplozji Rosjanie ogłosili „plan przechwytywania”. Wywiad nie przyznał się do odpowiedzialności, ale zauważył, że walka z rosyjskimi władzami okupacyjnymi o logistykę wojskową trwała, i stwierdził, że Rosja ścigała tych, którzy zaplanowali atak, i nasilała poszukiwania oraz zacieśniała punkty kontrolne w odpowiednich obszarach. Ukraińska grupa partyzancka „Atesz” stwierdziła, że zniszczono szafę przekaźnikową na linii kolejowej Wołnowacha–Mariupol w okupowanym obwodzie donieckim.
Prezydent Wołodymyr Zełenski ogłosił, że ukraińska delegacja weźmie udział kolejnej turze rozmów w Stambule w Turcji. „Nakreśliłem stanowisko [Ukrainy] przed poniedziałkowymi rozmowami w Stambule”. Zełenski dodał, że delegacji ukraińskiej tym razem również będzie przewodniczył również minister obrony Ukrainy Rustem Umierow.

### 2 czerwca
Ukraiński projekt DeepState poinformował, że siły rosyjskie zdobyły wioskę Konstantynówka w obwodzie sumskim i posuwały się naprzód w Ołeksijiwce, Ridkodubie i w pobliżu Karpiwki. Według eksperta wojskowego Iwana Stupaka wojska rosyjskie kontrolowały wówczas ok. 100 km² terytorium w obwodzie sumskim i nadal rozszerzały swoją obecność.
W opinii ISW delegacje ukraińska i rosyjska spotkały się w Stambule i osiągnęły porozumienie jedynie w sprawie wymiany jeńców wojennych. Odmowa Rosji przekazania Ukrainie memorandum z warunkami pokojowego porozumienia przed spotkaniem sprawiła, że spotkanie było w dużej mierze nieproduktywne i jeszcze bardziej przedłużyło proces negocjacji. Wojska rosyjskie wydawały się zwiększać wysiłki na rzecz poszerzenia linii frontu w północnym obwodzie sumskim wzdłuż trzech osi natarcia na północ i północny wschód od Sum. Siły ukraińskie posunęły się w pobliżu Wełykiej Nowosiłki, z kolei wojska rosyjskie poczyniły postępy pobliżu Łymanu, Czasiw Jaru i Torećka.
SG Ukrainy podał, że Rosja atakowała w kierunkach Charkowa, Kupiańska, Łymanu, Siewierska, Kramatorska, Torećka, Pokrowska, Nowopawłowska i Zaporoża, gdzie doszło do 142 starć. W ciągu doby wojska rosyjskie przeprowadziły dwa ataki rakietowe, 78 nalotów (używając trzy rakiety i 137 bomb lotniczych), 3270 ataków dronów i 106 ostrzałów na pozycje i miejscowości ukraińskie. Operacja w obwodzie kurskim trwała; wojska rosyjskie przeprowadziły 18 ataków, 182 ataki artyleryjskich, dwa ostrzały i 17 nalotów, używając 28 bomb lotniczych na pozycje ukraińskie. Ukraińskie lotnictwo i artyleria zaatakowały 10 miejsc koncentracji, cztery stanowiska dowodzenia, osiem jednostek artylerii i system przeciwlotniczy. Rzecznik Sił Powietrznych Jurij Ihnat powiedział, że w celu przeciwdziałania atakom dronów na Ukrainę, zostaną utworzone nowe jednostki obrony powietrznej.
Sił Powietrznych Ukrainy poinformowały, że wojska rosyjskie zaatakowały Ukrainę, używając trzech rakiet balistycznych Iskander-M/KN-23 (wystrzelonych z obwodu woroneskiego), jednego pocisku manewrujące Iskander-K (z obwodu briańskiego) oraz 80 dronów Shahed 136/131 i dronów-wabików różnych typów (z Kurska, Orła, Briańska i Primorsko-Achtarska). Główne kierunki ataków to obwody charkowski, czernihowski, doniecki i chersoński. Ukraińska obrona przeciwlotnicza zestrzeliła 15 dronów na wschodzie, południu, północy, zachodzie i w centrum kraju, a kolejne 37 zaginęło na Ukrainie w ramach walki elektronicznej. Odnotowano trafienia w 12 lokalizacjach. Nad ranem w wyniku rosyjskiego nalotu w Charkowie sześć osób zostało rannych, w tym jedno dziecko. W nocy i rano co najmniej 26 budynków w Charkowie zostało uszkodzonych przez rosyjskie ataki dronów i rakiet. „Łącznie wybito 195 okien, uszkodzono dziewięć dachów”. Służby miejskie usuwały skutki ataków: zabijały wybite okna, usuwały śmieci i sprzątały teren. Ok. 8:00 rano siły rosyjskie uderzyły w Chersoń, w wyniku czego trzy osoby zostały ranne, w tym 5-letnie dziecko. Ok. 17:00 Rosjanie zaatakowali dronem pojazd medyczny w Chersoniu, zabijając kierowcę i raniąc dwóch medyków. Gubernator Iwan Fedorow podał, że siły rosyjskie przeprowadziły „podwójny taktyczny atak” dronów na budynek Państwowej Służby Ratowniczej w obwodzie zaporoskim. Po przybyciu ratowników Rosja przeprowadziła dwa ataki w tym samym miejscu, raniąc co najmniej 12 ratowników.
Kanał na Telegramie „Astra” poinformował, że w nocy w wyniku ataku na ośrodek szkolenia lotniczego Borisoglebsk w obwodzie woroneskim zginęło dwóch żołnierzy. Gubernator Aleksandr Gusiew powiedział, że dron zerwał przewody wysokiego napięcia na autostradzie M-4 Don. Stwierdził także, że w regionie rzekomo przechwycono 15 dronów, nie było ofiar śmiertelnych, doszło jednak do uszkodzeń budynków i samochodów. Rosyjskie Ministerstwo Obrony oświadczyło, że w nocy obrona przeciwlotnicza przechwyciła 162 ukraińskie drony nad obwodami kurskim (57), biełgorodzkim (31), lipieckim (27), woroneskim (16), briańskim (11), riazańskim (11), orłowskim (6), tambowskim (1) i Krymem (2).
Pierwsza partia zdjęć satelitarnych udostępniona przez amerykańską firmę kosmiczną „Umbra Space” pokazała skutki ukraińskiego ataku dronów na rosyjską bazę lotniczą Biełaja w obwodzie irkuckim, ujawniając poważne szkody dla rosyjskiej floty bombowców strategicznych. Na zdjęciach znajdowały się zniszczone co najmniej trzy bombowce strategiczne Tu-95MS i jeden bombowiec Tu-22M3, a kolejny bombowiec strategiczny Tu-95MS został uszkodzony. Na innym zdjęciu widać, że zniszczono dwa bombowce Tu-22M3.
Rosja i Ukraina przeprowadziły drugą rundę negocjacji pokojowych w 2025 w Stambule w Turcji, zgadzając się jedynie na kolejną wymianę jeńców wojennych, ale nie osiągając zawieszenia broni. Strony zgodziły się przeprowadzić dużą wymianę, która obejmie ciężko rannych i młodych ludzi w wieku od 18 do 25 lat. Prezydent Zełenski powiedział, że następna wymiana obejmie co najmniej 1000 osób po każdej stronie oraz może dojść do wymiany formatu „1200” za „1200”, która prawdopodobnie obejmie również uwięzionych dziennikarzy i więźniów politycznych przetrzymywanych w Rosji. Po rozmowach Rosja zobowiązała się do przekazania Ukrainie 6 tys. ciał poległych ukraińskich żołnierzy i oficerów, a także zaproponowała zawieszenie broni na 2–3 dni na niektórych odcinkach linii frontu, aby móc odzyskać ciała zabitych żołnierzy.
Rosyjskie media opublikowały pełny tekst rosyjskiego „memorandum”, który rzekomo został przekazany Ukrainie podczas negocjacji w Stambule. Obejmował on: wycofanie wojsk ukraińskich z czterech obwodów (ługańskiego, donieckiego, zaporoskiego i chersońskiego), a także uznanie ich i Krymu za rosyjskie;
neutralność Ukrainy (odmowa NATO) oraz przeprowadzenie wyborów prezydenckich i parlamentarnych, a następnie podpisanie traktatu pokojowego; zakaz przegrupowania SZ Ukrainy, z wyjątkiem ruchów w celu wycofania wojsk; zakaz rozmieszczania broni jądrowej na Ukrainie, a także dostarczania zachodniej broni i wywiadu; zniesienie wszystkich sankcji wobec Rosji i odrzucenie nowych, a także odrzucenie reparacji dla Ukrainy ze strony FR; amnestia dla rosyjskich więźniów politycznych i ochrona „ludności rosyjskojęzycznej”.
Agencja prasowa Reuters uzyskała kopię proponowanego przez Ukrainę „memorandum” o zawieszeniu broni i poinformowała, że Ukraina zaproponowała plan zawieszenia broni, rozpoczynający się od kompleksowego 30-dniowego zawieszenia broni, po którym nastąpi wymiana jeńców między Rosją a Ukrainą, uwolnienie ukraińskich dzieci uprowadzonych przez Rosję oraz zorganizowanie spotkania między prezydentem Zełenskim a prezydentem Putinem. Plan zakładał, że Rosja i Ukraina, przy udziale Stanów Zjednoczonych i Europy, wynegocjują warunki zakończenia wojny, która trwała już ponad trzy lata. Ukraina wymagała również, aby porozumienie o zawieszeniu broni nie ograniczało siły armii ukraińskiej, a społeczność międzynarodowa nie uznała terytorium okupowanego przez Rosję oraz uznała odszkodowania wojenne dla Ukrainy. Ponadto Ukraina zaproponowała wykorzystanie ówczesnej linii frontu jako punktu wyjścia do negocjacji rosyjsko-ukraińskich w sprawie zakresu terytorium. Doniesienia wskazywały, że treść „memorandum” o zawieszeniu broni zaproponowanego przez Ukrainę była mniej więcej taka sama, jak wcześniejsze warunki zawieszenia broni proponowane przez stronę ukraińską.
Spiker Izby Reprezentantów USA Mike Johnson wyraził poparcie dla ustawy Senatu mającej na celu zaostrzenie sankcji wobec Rosji, w tym nałożenie 500% cła importowego na kraje, które kupują rosyjską ropę, produkty naftowe, gaz ziemny lub uran.

### 3 czerwca

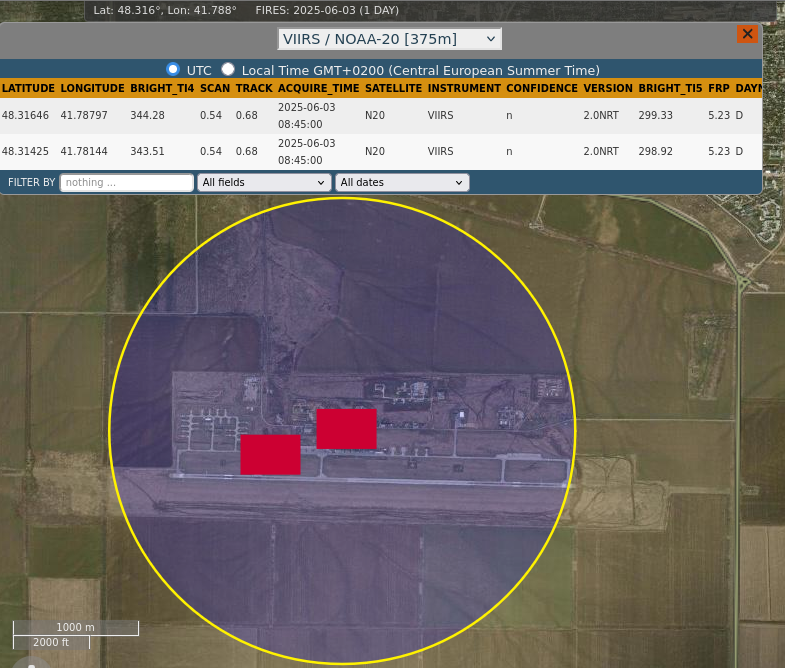
Zdjęcia NASA FIRMS pokazujące pożary 3 czerwca 2025 roku o 8:45 (UTC) w bazie lotniczej Morozowsk.

Ministerstwo Obrony Rosji stwierdziło, że wojska rosyjskie zajęły wsie Andrijiwka w obwodzie sumskim oraz Mykołajiwka w pobliżu Pokrowska w obwodzie donieckim.
W ocenie ISW urzędnicy rosyjscy publicznie przyznali, że Rosja dążyła do „całkowitego zniszczenia” Ukrainy, co wskazywało na brak zainteresowania Rosji negocjacjami pokojowymi w dobrej wierze i szybkim rozwiązaniem wojny. Rosja nadal produkowała oraz gromadziła rakiety i drony, aby uderzyć na Ukrainę, co pokazywało, że Rosja nadal dąży do wygrania wojny środkami militarnymi. Siły ukraińskie posunęły się naprzód w obwodzie kurskim, a wojska rosyjskie zrobiły postępy w pobliżu Kurachowego.
Według ukraińskich Sił Powietrznych w nocy Rosjanie zaatakowali Ukrainę przy pomocy 112 dronów Shahed 136/131 i dronów-wabików różnych typów (z Kurska, Orła, Millerowa, Primorsko-Achtarska i Krymu). Główne kierunki ataków to obwody czernihowski, charkowski, sumski, połtawski, odeski i doniecki. Ukraińska obrona przeciwlotnicza zneutralizowała 75 dronów na wschodzie, południu i północy kraju, a kolejne 15 zaginęło na Ukrainie w ramach walki elektronicznej. Odnotowano trafienia w 11 lokalizacjach.
Cztery osoby zginęły, a 28 zostało rannych, w tym troje dzieci, w rosyjskim ataku Sum; według wstępnych raportów Rosja przeprowadziła pięć ostrzałów przy użyciu wyrzutni rakietowych Smiercz. Ataki odnotowano jednocześnie w różnych częściach miasta. Ostrzał podpalił dwa samochody, całkowicie je niszcząc. Uszkodzone zostały również placówka medyczna i budynki mieszkalne. Władze lokalne ogłosiły 3 i 4 czerwca dniem żałoby w Sumach. Dwie osoby zginęły, a trzy zostały ranne w wyniku ostrzału wsi Czistowodiwka w rejonie iziumskim przez wojska rosyjskie przy pomocy wyrzutni rakietowych.
SBU po raz trzeci od początku wojny zaatakowała Most Krymski, zaminowując pod wodą podpory strategicznej rosyjskiej przeprawy. Agenci przez kilka miesięcy podkładali materiały wybuchowe („1100 kg ekwiwalentu trotylu”) na filarach podtrzymujących most kerczeński. O 4:44 nad ranem zdetonowano pierwsze materiały wybuchowe, pozostawiając konstrukcję wsporczą w „stanie krytycznym” (oraz nie powodując ofiar wśród cywilów). Podwodne podpory filarów zostały poważnie uszkodzone na dolnym poziomie. Most został zamknięty, podczas gdy trwało badanie konstrukcji. Niektóre rosyjskie media donosiły, że w nocy ukraiński dron został zestrzelony nad mostem w ramach masowego ukraińskiego ataku dronów na cele na Krymie, a jego szczątki spadły na drogę. Rzecznik prasowy Dmitrij Pieskow powiedział, że rzeczywiście doszło do eksplozji na Moście Krymskim, ale nie spowodowała ona żadnych szkód, krytykując Ukrainę za próbę ataku na rosyjską infrastrukturę. Wieczorem odnotowano duży pożar w pobliżu mostu Czongarskiego, który łączy okupowany Krym z Ukrainą kontynentalną.
Według rosyjskich władz okupacyjnych ukraińskie ataki dronów na infrastrukturę energetyczną spowodowały powszechne przerwy w dostawie prądu w okupowanych częściach obwodów zaporoskiego i chersońskiego. Prorosyjski szef obwodu zaporoskiego powiedział, że 457 miejscowości w regionie zostało pozbawionych prądu, co wpłynęło na ponad 600 tys. domów, z kolei szef obwodu chersońskiego Wołodymyr Saldo stwierdził, że szczątki drona uszkodziły podstacje w pobliżu okupowanego Geniczeska, a także w pobliżu Melitopola, co spowodowało przerwy w dostawie prądu w 150 miejscowości.
Według Ośrodka Studiów Wschodnich (OSW) Rosjanie zlikwidowali worek na południe od Konstantynówki i poczynili dalsze postępy w stronę miasta od strony Pokrowska i Torećka. Do postępów rosyjskich doszło na zachód od drogi Pokrowsk–Konstantynówka, pomiędzy Pokrowskiem a Wełyką Nowosiłką w kierunku granicy z obwodem dniepropetrowskim oraz na północ od Łymanu. W wyniku coraz intensywniejszych ataków Rosjan w przygranicznym obwodzie sumskim Ukraińcy musieli wycofać się z kolejnych miejscowości. Generał Ołeksandr Syrski uznał kierunek sumski za najbardziej zagrożony, obok głównych kierunków ataków w Donbasie. Ukraińskie dowództwo operacyjno-taktyczne „Charków” zaprzeczyło doniesieniom o przesunięciu sił rosyjskich z obwodu kurskiego do biełgorodzkiego z zamiarem ataku na Charków, przyznając jednak, że presja Rosjan na północ od miasta nasiliła się.
Minister obrony John Healey powiedział, że Wielka Brytania zobowiązała się dostarczyć Ukrainie 100 tys. dronów do końca bieżącego roku fiskalnego, tj. końca kwietnia 2026 roku, co stanowiło 10-krotny wzrost w stosunku do poprzedniej dostawy.
Prezydent Wołodymyr Zełenski ogłosił, że przyjął rezygnację Mychajło Drapatyja ze stanowiska dowódcy Sił Lądowych. Następnie Drapatyj został wezwany na spotkanie z Zełenskim. „Wyjaśniłem prezydentowi powody mojej decyzji [o rezygnacji]. Prezydent mnie wysłuchał, poparł i zasugerował, abyśmy skupili się na głównych kwestiach – wojnie, linii frontu i zwycięstwie. Otrzymałem zadanie od prezydenta. Pozostaję w szeregach, na linii frontu. Tam, gdzie muszę być, gdzie mogę zrobić najwięcej”. Podczas wieczornego przemówienia Zełenski stwierdził, że Drapatyj zostanie mianowany dowódcą Połączonych Sił SZ Ukrainy i skupi się „wyłącznie na kwestiach bojowych”. Ponadto zgodnie z dekretem podpisanym przez prezydenta Zełenskiego pułkownik Wadym Sucharewski został odwołany ze stanowiska dowódcy Sił Bezzałogowych Systemów, a zastąpi go major Robert „Magyar” Browdi, dowódca elitarnej jednostki dronów „Birds of Magyar”. Według ministra obrony Rustema Umierowa Sucharewski został mianowany zastępcą dowódcy Wschodniego Dowództwa Operacyjnego, gdzie ma wdrażać reformy i kierować działaniami modernizacyjnymi.
Premier Węgier Viktor Orbán powiedział, że zrobi wszystko, co w jego mocy, aby uniemożliwić Ukrainie przystąpienie do Unii Europejskiej, w przeciwnym razie nie będzie mógł stanąć twarzą w twarz ze swoim sumieniem. Uważał, że rozszerzenie UE było dobrym pomysłem, ale przystąpienie Ukrainy było wyjątkiem. Potępił brukselską biurokrację za naciskanie na Ukrainę, aby przystąpiła do UE, opisując jej przystąpienie jako sposób na kontrolowanie strat politycznych w nieudanej wojnie, ale szkodzący interesom Węgier i przynoszący szkody europejskiej gospodarce.
Centrum Studiów Strategicznych i Międzynarodowych (CSIS), amerykański think tank zajmujący się polityką publiczną, opublikował raport, według którego łączna liczba ofiar wojskowych między Rosją a Ukrainą wyniosła blisko 1,4 miliona, w tym ok. 400 tys. zabitych lub rannych żołnierzy ukraińskich, podczas gdy Rosja straciła ponad 950 tys. zabitych lub rannych żołnierzy, a na polu bitwy zginęło aż 250 tys. wojskowych. Straty te uwypukliły rażące lekceważenie przez prezydenta Władimira Putina własnych wojsk. Pomimo dużych strat Rosja nadal polegała na atakach na dużą skalę. Od stycznia 2024 roku ta metoda umożliwiła armii rosyjskiej zajęcie mniej niż 1% terytorium Ukrainy, zwykle posuwając się o zaledwie 50 m dziennie. Jednocześnie wskaźnik strat sprzętu wojskowego również był bardzo wysoki. Na niektórych obszarach walk wskaźnik strat rosyjskich osiągnął 5 jednostek sprzętu, podczas gdy Ukraina straciła tylko 1.

### 4 czerwca
Ministerstwo Obrony Rosji stwierdziło, że wojska rosyjskie zajęły miejscowości Waraczyne i Jabłuniwka, natomiast nagrania geolokalizacyjne potwierdziły, że Rosja sprawowała kontrolę nad miejscowością Wodołahy.
Według ISW Rosja skupiała się na ostatnich wykolejeniach pociągów, aby podtrzymać długotrwałe narracje, twierdzące, że Ukraina jest nielegalnym partnerem negocjacyjnym, który nie jest zainteresowany pokojem, co prawdopodobnie odwróciło uwagę szerszej przestrzeni informacyjnej od niedawnych oświadczeń urzędników rosyjskich o braku zainteresowania Rosji negocjowanym porozumieniem. Siły ukraińskie posunęły się w kierunku Pokrowska, a wojska rosyjskie poczyniły postępy w kierunku obwodu sumskiego i w kierunku Torećka.
Siły Powietrzne Ukrainy podały, że Rosja zaatakowała terytorium Ukrainy przy użyciu 95 dronów Shahed 136/131 i dronów-wabików różnych typów, wystrzelonych z Kurska, Orła, Millerowa, Primorsko-Achtarska i Krymu. Główne kierunki ataków to obwody charkowski, sumski, dniepropetrowski, odeski i doniecki. Ukraińska obrona przeciwlotnicza zestrzeliła 36 dronów, a kolejne 25 zaginęło na Ukrainie w ramach walki elektronicznej. Trafienia odnotowano w siedmiu lokalizacjach. Siły rosyjskie zrzuciły bombę lotniczą FAB-250 na osiedle mieszkaniowe Rodynśke w obwodzie donieckim. W ataku zostało rannych czterech cywilów. W nocy wojska rosyjskie zaatakowały społeczność Lebedyńska w obwodzie sumskim. Odnotowano 12 trafień dronów w zakład bioetanolu, w wyniku których uszkodzono zbiorniki i rozlano melasę.
Służba prasowa Wojsk Lądowych poinformowała, że Rosja przeprowadziła atak rakietowy na ośrodek szkoleniowy w obwodzie połtawskim, jednak obyło się bez ofiar śmiertelnych. „Niestety, są ranni. Wszystkie ofiary otrzymują opiekę w wyspecjalizowanych placówkach medycznych”. Prezydent Wołodymyr Zełenski powiedzia, że Rosja przeprowadziła ok. 48 600 ataków powietrznych od początku 2025 roku, wystrzeliwując prawie 27 700 bomb lotniczych, 11 200 dronów Shahed, ok. 9 tys. innych typów dronów szturmowych i ponad 700 pocisków.
W nocy w zakładach Jarosławskij Motornyj Zawod (JaMZ) w Jarosławiu wybuchł pożar, gdzie produkowane są silniki wysokoprężne, w szczególności do międzykontynentalnych systemów rakietowych RS-12M Topol i RS-24 Yars. Według oficjalnych danych pożar wybuchł w jednej z hal produkcyjnych podczas testowania 12-cylindrowego silnika. O 3:17 pożar objął obszar prawie 400 m². Żołnierze Brygady rozpoznania artyleryjskiego „Czornyj Las” zdołali wykryć i przeprowadzić atak na radar Zoopark-1M w momencie rozmieszczenia. Według otwartych źródeł szacunkowy koszt radaru wynosi ok. 24 mln dolarów. Hakerzy wywiadu ukraińskiego zaatakowali zasoby biura projektowego „Tupolewa”, uzyskując ważne dane o rosyjskim producencie lotnictwa. Cyberkorpus wywiadu ukraińskiego przez długi czas monitorował przepływ dokumentów tego przedsiębiorstwa i w rezultacie uzyskał dostęp do ponad 4,4 GB niezwykle ważnych danych. Dane obejmują dokumentację projektową, korespondencję biznesową i dane pracowników. Ponadto oficerowie wywiadu zhakowali oficjalną stronę internetową Tupolewa.
W Brukseli w Belgii odbyło się 28. spotkanie Grupy Kontaktowej ds. Obrony Ukrainy w formacie Ramstein. Minister obrony Rustem Umierow powiedział, że siedem krajów ogłosiło nowe pakiety pomocy wojskowej dla Ukrainy i inicjatywę na rzecz produkcji broni. Niemcy zatwierdziły pakiet pomocy wojskowej o wartości 5 mld euro, obejmujący finansowanie broni dalekiego zasięgu, która ma być produkowana na Ukrainie, a także transfer systemów obrony powietrznej, broni i amunicji. Holandia ogłosiła pomoc w wysokości 400 mln euro; pakiet będzie obejmował statek do usuwania min, łodzie i drony morskie. Belgia zobowiązała się do przekazania Ukrainie 1 mld euro rocznej pomocy do 2029 roku oraz statku do usuwania min. Norwegia przeznaczy 700 mln dolarów na drony, ze szczególnym uwzględnieniem wsparcia ukraińskiego kompleksu obronno-przemysłowego, a 50 mln dolarów na fundusz powierniczy NSATU. Kanada przeznaczy 45 mln dolarów na drony, sprzęt do walki elektronicznej, rozwiązania informatyczne, a także pojazdy opancerzone Coyote i Bison. Norwegia ogłosiła przeznaczenie 440 mln euro na międzynarodowe programy zakupu amunicji artyleryjskiej, dronów i innej broni dla Ukrainy. Dyrektor generalny Romash Shimonov oświadczył, że kanadyjski producent pojazdów opancerzonych Roshel przeniósł część swojej produkcji na Ukrainę. „Przedsiębiorstwo zostało otwarte dwa miesiące temu i obecnie aktywnie działa”.
Premier Dorin Recean, powołując się na dane wywiadowcze Mołdawii, powiedział, że Rosja zamierza rozmieścić 10 tys. żołnierzy w nieuznawanym Naddniestrzu, który graniczy z obwodem odeskim.
Centralne Biuro Śledcze Policji w Polsce dokonała przeszukania lokalnego aeroklubu we wsi Laszki (w pobliżu granicy z Ukrainą), po tym jak zaniepokojeni mieszkańcy zgłosili, że znaleźli „kilka” systemów obrony powietrznej i amunicję przeznaczoną dla Ukrainy, porzuconych i niezabezpieczonych w magazynie.

### 5 czerwca
Ministerstwo Obrony Rosji stwierdziło, że siły rosyjskie zajęły miasto Persze Trawina w obwodzie sumskim.
W opinii ISW siły rosyjskie ponosiły średnio 1140 ofiar dziennie. Były to nieproporcjonalnie wysokie straty w ludziach w zamian za marginalne zyski terytorialne. Siły ukraińskie posunęły się w pobliżu Hulajpola i w zachodnim obwodzie zaporoskim, z kolei wojska rosyjskie zrobiły postępy w północnym obwodzie charkowskim oraz w pobliżu Kupiańska, Łymanu i Torećka.
Sztab Ukrainy oświadczył, że Rosja atakowała w kierunkach Charkowa, Kupiańska, Łymanu, Siewierska, Kramatorska, Torećka, Pokrowska, Nowopawłowska, Hulajpola, Zaporoża i Chersonia, gdzie doszło do 204 starć. W ciągu doby wojska rosyjskie przeprowadziły jeden atak rakietowy, 53 naloty (używając 79 bomb lotniczych), ponad 3500 ataków dronów i 84 ostrzałów na pozycje i miejscowości ukraińskie. Operacja w obwodzie kurskim trwała; wojska rosyjskie przeprowadziły 16 ataków, 197 ataków artyleryjskich, pięć ostrzałów i 10 nalotów, używając 22 bomby lotnicze na pozycje ukraińskie. Ukraińskie lotnictwo i artyleria zaatakowały 12 miejsc koncentracji, sześć jednostek artylerii, skład amunicji i punkt kontroli dronów.
Według ukraińskich Sił Powietrznych w nocy Rosjanie zaatakowali Ukrainę przy wykorzystaniu pocisku balistycznego Iskander-M/KN-23 (wystrzelonego z obwodu rostowskiego) oraz 103 dronów Shahed 136/131 i dronów-wabików różnych typów (z Kurska, Orła, Millerowa, Primorsko-Achtarska i Krymu). Głównymi celami ataków były obwody czernihowski, charkowski i odeski. Ukraińska obrona przeciwlotnicza zniszczyła 28 dronów na wschodzie, południu i północy kraju, a kolejne 46 zaginęło na Ukrainie w ramach walki elektronicznej. Ataki odnotowano w 16 lokalizacjach.
Państwowa Służba Ratownicza Ukrainy podała, że w nocy pięć osób zginęło, w tym roczne dziecko, a dziewięć zostało rannych w rosyjskim ataku sześciu dronów Shahed na Pryłuki w obwodzie czernihowskim. Atak, który uderzył w dzielnice mieszkalne, wywołał duże pożary w sektorze mieszkaniowym.  Zniszczeniu uległy dwa budynki mieszkalne, dwa garaże, jeden budynek gospodarczy i samochód. Budynek Obwodowej Administracji Państwowej obwodu chersońskiego (i kilka okolicznych budynków) w Chersoniu został częściowo zniszczony w wyniku rosyjskiego nalotu, podczas któego zrzucono cztery bomby lotnicze KAB. Gubernator Ołeksandr Prokudin stwierdził, że: „W ciągu zaledwie 15 min. cztery rosyjskie bomby uderzyły w to miejsce. W wyniku uderzeń budynek Chersońskiej Obwodowej Administracji Państwowej uległ jeszcze większym zniszczeniom. Był już wcześniej wielokrotnie atakowany przez Rosjan”. W wyniku ataku trzy osoby zostały ranne. W godzinach nocnych Rosjanie zaatakowali Charków rakietami i dronami, uderzając w rejon słobidzki. Bezpośrednie trafienia w wieżowce zraniły 19 osób, w tym 13-letnie dziecko, 17-letnią dziewczynę i kobietę w ciąży. Mieszkania i samochody w pobliżu budynków stanęły w płomieniach. Zanotowano sześć ataków dronów, z których jeden nie eksplodował. W sumie w rejonie słobidzkim zostało uszkodzonych siedem wieżowców, a cztery samochody całkowicie spłonęły.
Sztab Generalny Sił Zbrojnych Ukrainy poinformował, że armia ukraińska, we współpracy z SBU, przeprowadziła atak rakietowy na koncentrację wojsk rakietowych 26 Brygady Artylerii w pobliżu miasta Klińce w obwodzie briańskim, niszcząc wyrzutnię Iskander i poważnie uszkadzając dwie kolejne. Według doniesień Rosjanie przygotowywali się do ataku na Kijów. Jest to pierwsze odnotowane uszkodzenie tego sprzętu od początku wojny.
Ukraina i Japońska Agencja Współpracy Międzynarodowej (JICA) podpisały niezbędną umowę do otrzymania 3 miliardów dolarów w ramach inicjatywy Nadzwyczajnego Przyspieszenia Przychodów (ERA). Premier Denys Szmyhal stwierdził, że: „Środki zostaną pozyskane z wpływów z zamrożonych aktywów FR. Środki przekażemy na priorytetowe wydatki budżetowe, w tym na rozwój gospodarki i wzmocnienie Ukrainy”.
Armia rosyjska ogłosiła, że opracowała drona FPV o zasięgu 50 km, wykorzystującego szpulę kabla światłowodowego ważącą mniej niż 4 kg.
Prezydent Stanów Zjednoczonych Donald Trump podczas spotkania z kanclerzem Niemiec Friedrichem Merzem zapewnił Ukrainę o swoim wsparciu, ale podkreślił, że jego głównym celem jest zakończenie wojny.

### 6 czerwca
Materiały geolokalizowane pokazały, że siły rosyjskie zajęły wieś Andrijiwka w kierunku sumskim oraz miejscowości Wesełe i Fedorivka, na południe od Komar. w obwodzie donieckiem. Rosyjscy blogerzy wojenni stwierdzili, że Rosjanie zajęły Nowoserhijiwkę, na północny wschód od Novopawliwki.
Według ISW urzędnik ukraiński Pawło Palisa poinformował, że Rosja zamierza przejąć połowę Ukrainy do końca 2026 roku, jednak było to wysoce nieprawdopodobne, aby wojska rosyjskie były w stanie dokonać tak dużych postępów w tak wąskich ramach czasowych, biorąc pod uwagę ówczesne możliwości ofensywne Rosji i zakładając, że napływ zachodniej pomocy do Ukrainy będzie kontynuowany. Domniemane cele rosyjskiego dowództwa na 2026 rok wykraczały daleko poza formalne żądania terytorialne Rosji i miały na celu przejęcie znacznej części centralnej oraz większości południowej i wschodniej Ukrainy. Wojsko rosyjskie prawdopodobnie nie będzie w stanie osiągnąć swoich domniemanych celów, biorąc pod uwagę znaczne straty w sile roboczej i sprzęcie, jakie siły rosyjskie poniosły w ciągu ostatnich trzech lat wojny, oraz niezdolność wojsk rosyjskich do osiągnięcia manewrów operacyjnych na polu bitwy. Tymczasem siły rosyjskie posunęły się naprzód w obwodach biełgorodzkim i sumskim oraz w pobliżu Łymanu i Wełykiej Nowosiłki.
Siły Powietrzne Ukrainy poinformowały, że w nocy Rosja zaatakowała Ukrainę przy pomocy 452 obiektów powietrznych, w tym sześciu pocisków balistycznych Iskander-M/KN-23 (wystrzelonych z obwodów kurskiego i woroneskiego), 36 pocisków manewrujących Ch-101 (z bombowców strategicznych Tu-95MS/Tu-160MS z obwodu saratowskiego nad Morzem Kaspijskim), dwóch rakiet manewrujących Iskander-K (z Dżankoja na Krymie), pocisku przeciwradarowego Ch-31P (z samolotu taktycznego nad Morzem Czarnym) oraz 407 dronów Shahed 136/131 i dronów-wabików różnych typów (z Kurska, Orła, Millerowa, Szatałowa, Primorsko-Achtarska i Krymu). Ukraińska obrona przeciwlotnicza zneutralizowała 406 obiektów, w tym cztery rakiety Iskander-M/KN-23 (kolejne dwie rakiety nie osiągnęły swoich celów), 30 rakiet Ch-101, dwie Iskander-K i 199 dronów, a kolejne 169 zaginęło na Ukrainie w ramach walki elektronicznej. Rosyjskie drony/rakiety zostały trafione w 13 lokalizacjach, a zestrzelone szczątki spadły w 19 lokalizacjach. Według MON Rosji masowe rosyjskie ataki na Ukrainę w nocy z 5 na 6 czerwca były „odpowiedzią na ataki terrorystyczne z Kijowa” z 1 czerwca br. Moskwa przeprowadziła „masowy atak z użyciem broni dalekiego zasięgu o wysokiej precyzji z powietrza, morza i lądu, a także dronów szturmowych”.
Minister spraw wewnętrznych Ihor Kłymenko podał, że podczas usuwania skutków ataków w Kijowie zginęło trzech ratowników Państwowej Służby Ukrainy ds. Sytuacji Nadzwyczajnych, a dziewięciu zostało rannych. Ponadto w atakach 40 kolejnych osób zostało rannych. Rosjanie wystrzelili 15 dronów i sześć pocisków w kierunku Łucka (przy granicy z Polską), w wyniku czego jedna osoba zginęła, a 30 zostało rannych. Uszkodzeniu uległ 9-piętrowy budynek, ponad 2000 okien, placówki edukacyjne i inne obiekty. W wyniku rosyjskiego ataku na Tarnopol 10 osób zostało rannych, w tym pięciu ratowników. Armia rosyjska zaatakowała Czernihów dronami Gerań-2, pociskiem manewrującym i rakietą Iskander-M, ostrzeliwując obszar mieszkalny oraz uszkadzając budynki mieszkalne i domy prywatne, krytyczną infrastrukturę i obiekty socjalne. Jedna osoba zginęła, a cztery zostały ranne.
Rosyjscy urzędnicy i media poinformowali, że w nocy rafineria ropy naftowej w Engelsie w obwodzie saratowskim stanęła w płomieniach po ataku dronów. Gubernator Roman Busargin oświadczył, że doszło do pożaru w nieokreślonym „przedsiębiorstwie przemysłowym”, a drony uszkodziły budynek mieszkalny. Nie zgłoszono ofiar. Rosyjskie Ministerstwo Obrony stwierdziło, że przechwycono 174 ukraińskie drony nad Krymem i 12 rosyjskimi regionami. Szef ukraińskiego Centrum Zwalczania Dezinformacji Andrij Kowalenko powiedział, że ok. 2:15 czasu lokalnego ukraińskie drony uderzyły w placówkę obronną „Progress” (główny dostawca elementów systemów rakietowych i lotniczych) w Miczuryńsku w obwodzie tambowskim. W wyniku ataku wybuchł pożar i co najmniej trzy osoby zostały ranne. Tej samej nocy ukraińskie drony zaatakowały również skład paliwa w Engelsie, uderzyły w bazę lotniczą Diagilewo w obwodzie riazańskim i lotnisko Briańsk, gdzie zniszczono sprzęt wojskowy. Rosyjski serwis „Astra” poinformował, że na lotnisku Briańsk został zniszczony śmigłowiec Mi-8 i uszkodzony Mi-35. W obwodzie saratowskim potwierdzono wielokrotne trafienia w co najmniej trzy zbiorniki z paliwem i smarami w „Zakładzie Kryształ”, w wyniku których doszło do zapłonu i dużego pożaru. Ponadto Punkt logistyczny rosyjskiego 30 Pułku Strzelców Zmotoryzowanych 72 Dywizji Strzelców Zmotoryzowanych został uszkodzony w pobliżu miejscowości Kulbaki w obwodzie kurskim.
Partyzant grupy „Atesz” donosił, że ukraiński okręt desantowy „Kostiantyn Olszanśkyj” był wykorzystywany jako „dawca” części do innych okrętów podobnego typu z Sewastopola. Okręt został trafiony pociskiem Neptun w marcu 2024 roku, co spowodowało jego wyłączenie z eksploatacji.
Minister obrony Sébastien Lecornu ogłosił, że francuska firma samochodowa Renault zgodziła się na utworzenie linii produkcyjnych dronów na Ukrainie, zauważając, że została ona wybrana ze względu na jej zdolność do organizacji masowej produkcji. Linie produkcyjne będą zlokalizowane kilkadziesiąt lub kilkaset kilometrów od frontu. Nowe drony zostaną również dostarczone armii francuskiej.
Ukraińskie Siły Powietrzne oświadczyły, że rosyjskie Siły Powietrzno-Kosmiczne zaczęły używać bombowców Tu-160 do wystrzeliwania pocisków manewrujących (m.in. Ch-101) z powodu utraty bombowców Tu-95MS podczas operacji Pajęczyna.
Dziennik The Wall Street Journal zauważył, że administracja prezydenta USA Donalda Trumpa próbowała zmusić republikańskiego senatora Lindsey'a Grahama do znacznego złagodzenia ustawy o sankcjach wobec Rosji. W szczególności zaproponowali dodanie wyjątków, które pozwoliłyby Trumpowi wybrać, przeciwko komu lub jakie sankcje zostałyby nałożone, a także zastąpienie słowa „musi” słowem „może” wszędzie tam, gdzie pojawia się ono w tekście ustawy. Rozmówcy gazety uważali, że te poprawki uczyniłyby ustawę „bezzębną”.
Komisje Spraw Zagranicznych parlamentów Estonii, Łotwy i Litwy wydały wspólne oświadczenie, potwierdzając, że kraje bałtyckie zdecydowanie popierają Ukrainę w stawianiu oporu Rosji oraz dążeniu do przystąpienia do Unii Europejskiej i NATO, a także witają Ukrainę jako pełnoprawnego członka Unii Europejskiej przed 1 stycznia 2030 roku. Wezwano także do podjęcia konkretnych kroków politycznych na nadchodzącym szczycie NATO w Hadze w Holandii w 2025 roku, aby Ukraina mogła zostać członkiem NATO. Uważano, że przystąpienie Ukrainy do NATO umocni sprawiedliwy i trwały pokój nie tylko na Ukrainie, ale także w całej Europie i pomoże utrzymać oparty na zasadach porządek międzynarodowy na całym świecie.

### 7 czerwca
Według projektu DeepState siły rosyjskie zajęły miejscowości Kindratiwka i Ołeksijiwka w obwodzie sumskim oraz posunęły w kierunku Biłowody, Łokni i Sadkiwu, dokonując taktycznych postępów.
W ocenie ISW rosyjscy urzędnicy kontynuowali wysiłki, aby odwrócić uwagę od Rosji i zrzucić winę na państwa zachodnie za brak postępów w kierunku pokojowego porozumienia. Prezydent Donald Trump zasygnalizował, że jest skłonny zaostrzyć sankcje wobec Rosji. Jednakże zmagania gospodarcze Rosji były i będą napędzane przez rosyjskie straty wojskowe na polu bitwy. Maksymalna presja ekonomiczna USA na Rosję nie jest możliwa bez kontynuacji sprzedaży broni Ukrainie. Wojska ukraińskie posuwały się w kierunku Torećka, z kolei siły rosyjskie posunęły się w północnym obwodzie sumskim oraz w pobliżu Kupiańska, Nowopawliwki, Kurachowego i Wełykiej Nowosiłki.
Według Sił Powietrznych Ukrainy w nocy wojska rosyjskie zaatakowały Ukrainę przy pomocy 215 obiektów powietrznych, w tym dwóch pocisków balistycznych Iskander-M/KN-23 (wystrzelonych z obwodu woroneskiego), sześciu pocisków manewrujących Ch-59/Ch-69 (z samolotów taktycznych z okupowanego obwodu zaporoskiego), jednej rakiety manewrującej Iskander-K (z obwodu rostowskiego) oraz 206 dronów Shahed 136/131 i dronów-wabików różnych typów (z Briańska, Kurska, Orła, Millerowa, Primorsko-Achtarska i Krymu). Ukraińska obrona przeciwlotnicza zestrzeliła 174 obiekty, w tym sześć rakiet Ch-59/Ch-69, jeden Iskander-K i 87 dronów, a kolejne 80 zaginęło na Ukrainie w ramach walki elektronicznej. Rosyjskie drony/rakiety zostały trafione w 10 lokalizacjach, a zestrzelone szczątki spadły w siedmiu lokalizacjach.
Według gubernatora Ołeksandra Prokudina i mera Ihora Terechowa wczesnym rankiem pięć osób zginęło, a 22 zostały ranne, w tym dwoje dzieci, w rosyjskich atakach na Chersoń i Charków. Siły rosyjskie zbombardowały centralną część Ukrainy, zabijając jedną osobę w rejonie synelnykowskim w obwodzie dniepropetrowskim. Przemysłowy rejon obwodu został zaatakowany przez drony, artylerię i wyrzutnie rakiet, niszcząc budynki i linie energetyczne. „Zniszczonych zostało również pięć prywatnych domów i przedszkole”. W rejonie nikopolskim uszkodzono firmę, cztery domy i linie energetyczne. W Dnieprze ponad 5 tys. abonentów zostało pozbawionych prądu z powodu nocnego ataku Rosjan. Eksplozje uszkodziły 10 budynków mieszkalnych, dwie szkoły i dwa przedszkola, a zniszczenia spowodowane atakami rosyjskimi były eliminowane również w Pawłohradzie, gdzie uszkodzono 27 wieżowców. Zniszczenia dotyczą również kompleksu sportowego i sali gimnastycznej. Według gubernatora Wadyma Fiłaszkina Rosjanie ostrzelali obwód doniecki, w wyniku czego dwie osoby zginęły w Jabłuniwce. W Konstantynówce zginęła kobieta.

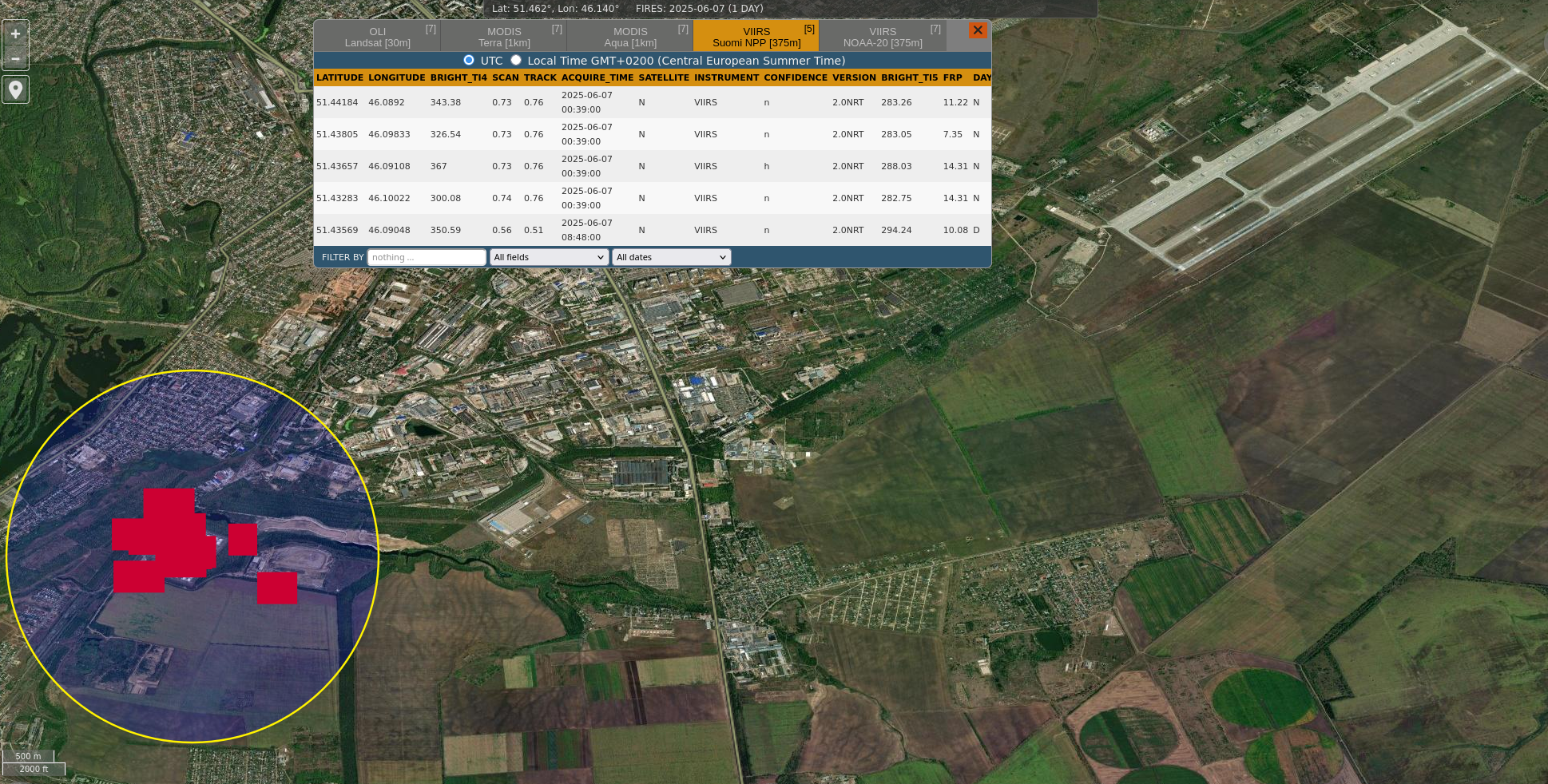
Zdjęcia NASA FIRMS pokazujące pożary z 7 czerwca roku o 8:48 (UTC) w bazie paliw Engelsie.

W nocy z 7 na 8 czerwca zakłady chemiczne „Azot” w Nowomoskowsku w obwodzie tulskim zostały zaatakowane przez ukraińskie drony. Mieszkańcy usłyszeli ok. 5–8 eksplozji, wybuchł pożar, a loty na lotnisku Kaługa zostały tymczasowo ograniczone. W mieście Kstowo w obwodzie niżnonowogrodzkim drony uderzyły w fabrykę bitumu „Bitumnoe Proizvodstvo” w rafinerii ropy naftowej „Łukoil”, powodując pożar o objętości ok. 200 m³. W Puszkinie w obwodzie moskiewskim, wybuchł duży pożar w magazynie paliw. Pożar objął obszar ponad 21 tys. m². Według ukraińskich Sił Powietrznych rosyjski samolot Su-35 został zestrzelony nad obwodem kurskim. Siły Obronne Południowej Ukrainy poinformowały, że uderzono w lokomotywę z kolumną rosyjskiego sprzętu. Straty wyniosły 13 czołgów oraz ponad sto pojazdów pancernych i samochodów.
Kanadyjskie Ministerstwo Obrony poinformowało, że dostarczy Ukrainie pakiet pomocy wojskowej o wartości 25,5 mln dolarów, który obejmie pojazdy opancerzone Coyote i Bison, a także nowy sprzęt i amunicję wyprodukowaną przez firmy kanadyjskie. Poza tym Kanada dostarczy Ukrainie ok. 3,6 mln dolarów na zestawy przeciwzakłóceniowe do walki elektronicznej od kanadyjskiego przemysłu obronnego. Ministerstwo Obrony Ukrainy stwierdziło, że zaczęto gromadzić krajowe pociski balistyczne, po tym jak w połowie maja przetestowano nowy pocisk, który uderzył w rosyjskie stanowisko dowodzenia oddalone o prawie 300 km.

### 8 czerwca
Ministerstwo Obrony Rosji stwierdziło, że elementy 90 Gwardyjskiej Dywizji Pancernej po raz pierwszy wkroczyły do obwodu dniepropetrowskiego w ramach ofensywy. Rzecznik SG Ukrainy major Andrij Kowaliow zaprzeczył, jakoby jakiekolwiek wojska rosyjskie znajdowały się w obwodzie; „Informacje te nie są prawdziwe. W obwodzie donieckim trwają walki. Wróg nie wkroczył do obwodu dniepropietrowskiego”. Rzecznik ukraińskiego Zgrupowania „Chortyca” Wiktor Trehubow powiedział, że „Rosjanie stale rozpowszechniają fałszywe informacje, że weszli do obwodu dniepropetrowskiego z kierunku Pokrowska i Nowopawlwiwki, ale informacje te nie są prawdziwe”. Południowe Siły Obronne Ukrainy podały, że Rosjanie kontynuowali wysiłki, aby wkroczyć do obwodu dniepropetrowskiego, mówiąc, że sytuacja wokół pozycji 31 Samodzielnej Brygady pozostawała „napięta”. Projekt DeepState poinformował, że armia rosyjska zajęła Łoknię w obwodzie sumskim, która jest strategicznie odsłoniętym obszarem w pobliżu granicy.
W opinii ISW wojska ukraińskie i rosyjskie posunęły się w pobliżu Torećka, a siły rosyjskie posunęły się w kierunku Powrowska.
Sztab Ukrainy ogłosił, że Rosja atakowała w kierunkach Kupiańska, Łymanu, Siewierska, Kramatorska, Torećka, Pokrowska, Nowopawłowska, Hulajpola, Zaporoża i Chersonia, gdzie doszło do 159 starć. W ciągu doby wojska rosyjskie przeprowadziły jeden atak rakietowy, 83 naloty (używając 142 bomby lotnicze), 3139 ataków dronów i 131 ostrzałów na pozycje i miejscowości ukraińskie. Operacja w obwodzie kurskim trwała; wojska rosyjskie przeprowadziły 27 ataków, 215 ataków artyleryjskich, cztery ostrzały i 13 nalotów, używając 25 bomb lotniczych na pozycje ukraińskie. Ukraińskie lotnictwo i artyleria zaatakowały 17 miejsc koncentracji, trzy jednostki artylerii, stanowisko dowodzenia i obserwacji oraz punkt kontroli dronów i stację walki radioelektronicznej.
Ukraińskie Siły Powietrzne podały, że w nocy armia rosyjska zaatakowała Ukrainę przy pomocy pocisku przeciwokrętowego P-800 Oniks (wystrzelonego z Krymu), dwóch rakiet manewrujących Ch-59/Ch-69 (z okupowanego obwodu zaporoskiego) oraz 49 dronów Shahed 136/131 i dronów-wabików różnych typów, wystrzelonych (z Kurska, Millerowa i Primorsko-Achtarska). Głównymi kierunkami ataków były obwody charkowski i doniecki. Ukraińska obrona przeciwlotnicza zniszczyła 22 dronów na wschodzie, południu, północy i w centrum kraju, a kolejne 18 zaginęło na Ukrainie w ramach walki elektronicznej. Rosyjskie drony/rakiety odnotowano w pięciu lokalizacjach. Gubernator Ołeh Hryhorov stwierdził, że mimo rosyjskich postępów w obwodzie sumskim, wówczas nie było planów masowych ewakuacji cywilów z Sum. „Obecnie nie ma podstaw do ewakuacji z miasta Sumy. Sytuacja wzdłuż granicy obwodu sumskiego jest napięta, ale kontrolowana przez siły ukraińskie”.
Mer Siergiej Sobianin poinformował, że nad ranem dwa główne lotniska (Wnukowo i Domodiedowo) w Moskwie tymczasowo zawiesiły działalność z powodu fali ukraińskich ataków dronów wymierzonych w stolicę i jej okolice. Według niego rosyjska obrona przeciwlotnicza zniszczyła 10 dronów. Ministerstwo Obrony Rosji stwierdziło, że 61 ukraińskich dronów przechwycono w obwodach moskiewskim, briańskim, biełgorodzkim, kałuskim, tulskim, orłowskim i kurskim. Niezależny serwis „Astra” podał, że w nocy zakład chemiczny „Azot” Nowomoskowsku w obwodzie tulskim stanął w płomieniach po tym, jak drugi dzień z rzędu został zaatakowany przez drona. Gubernator Dmitrij Milajew powiedział, że „według wstępnych informacji dwie osoby zostały ranne, ale ich życie nie było zagrożone”. Według SG Ukrainy drony 14 Samodzielnego Pułku Dronowego zniszczyły rosyjski system rakietowy Buk-M3 wraz z amunicją. Strona internetowa Kolei Rosyjskich została wyłączona w wyniku cyberataku przeprowadzonego przez wywiad ukraiński.
Prezydent Wołodymyr Zełenski potwierdził, że administracja peezydenta USA Donalda Trumpa przekierowała 20 tys. pocisków przeciwdronowych pierwotnie przeznaczonych dla Ukrainy do amerykańskich sił na Bliskim Wschodzie. „Mamy duże problemy z Shahedami... znajdziemy wszystkie narzędzia, aby je zniszczyć. Liczyliśmy na ten projekt – 20 000 pocisków. Pocisków anty-Shahed. To nie było drogie, ale to specjalna technologia”. Izrael dostarczył Ukrainie kilka systemów rakietowych Patriot, co stanowiło znaczącą eskalację wsparcia militarnego dla obrony Ukrainy przed nieustającą kampanią powietrzną Rosji. Ambasador Izraela na Ukrainie Michaił Brodski potwierdził to w wywiadzie dla Prawda USA.

### 9 czerwca
Rzecznik prezydenta Rosji Dmitrij Pieskow powiedział, że wojska rosyjskie rozpoczęły ofensywę w obwodzie dniepropetrowskim, w ramach ustanawiania strefy buforowej na terytorium Ukrainy. Szef ukraińskiego Centrum Zwalczania Dezinformacji Andrij Kowalenko powiedział, że „od rana 9 czerwca wszystkie rosyjskie informacje, w tym oświadczenia Pieskowa, o ofensywie w obwodzie dniepropetrowskim nie odpowiadały rzeczywistości”.
ISW oceniło, że wojska rosyjskie wkroczyły do obwodu dniepropetrowskiego, podczas gdy urzędnicy rosyjscy nadal demonstrowali, że Rosja ma większe ambicje terytorialne na Ukrainie niż obwody ługański, doniecki, zaporoski i chersoński oraz Krym. Siły ukraińskie posunęły się w pobliżu Łymanu, a wojska rosyjskie poczyniły postępy w pobliżu Czasiw Jaru, Torećka, Novopawliwki i Kurachowego.
Ukraińskie Siły Powietrzne podały, że w nocy Rosjanie zaatakowali Ukrainę przy pomocy 499 obiektów powietrznych, w tym czterech pocisków hipersonicznych Kindżał (wystrzelonych z obwodu tambowskiego), 10 pocisków manewrujących Ch-101 (z obwodu saratowskiego), trzech rakiet manewrujących Ch-22 (znad Morza Czarnego), dwóch rakiet przeciwradarowych Ch-31P (znad Morza Czarnego), dwóch rakiet przeciwradarowych Ch-35 (z Krymu) oraz 479 dronów Shahed 136/131 i dronów-wabików różnych typów (z Kurska, Szatalowa, Orła, Millerowa i Primorsko-Achtarska). Ukraińska obrona przeciwlotnicza zniszczyła 479 obiektów, w tym 10 rakiet Ch-101, cztery Kindżały, po dwie rakiety Ch-22 (nie dotarły do celu) i Ch-31P, jeden Ch-35 i 277 dronów, a kolejne 183 zaginęły na Ukrainie w ramach walki elektronicznej. Rosyjskie drony/rakiety zostały trafione w 10 lokalizacjach, a zestrzelone szczątki spadły w 17 lokalizacjach. Rzecznik Sił Powietrznych Jurij Ihnat, że głównym celem rosyjskiego ataku było jedno z ukraińskich lotnisk, dodając, że był to „jeden z największych [ataków], jakie Rosja przeprowadziła przeciwko Ukrainie w ostatnim czasie”.
Cztery ukraińskie rakiety HIMARS uderzyły podobno w rosyjską placówkę dyżurną w Rylsku w obwodzie kurskim. P.o. gubernatora Aleksandr Chinsztejn stwierdził, że „centrum kulturalno-rekreacyjne” w Prigorodnej Słobodce zostało trafione przez ukraiński pocisk, w wyniku czego zginął 64-letni mężczyzna, a pięć kolejnych osób zostało rannych. Sztab Ukrainy poinformował, że w nocy ukraińskie drony uderzyły w lotnisko Sawaslejka (wykorzystywane do wystrzeliwywania pocisków Kindżał) w obwodzie niżnonowogrodzkim, uszkadzając dwa samoloty, MiG-31 i myśliwiec Su-30 lub Su-34. W godzinach porannych ukraińskie drony zaatakowały również fabrykę „JSC VNIIR-Progress” produkującą części do dronów Shahed w Czeboksarach w Czuwaszji (ok. 975 km od granicy z Ukrainą). Według serwisu „Astra” wybuchł pożar, a zakład został tymczasowo zamknięty. Szef Republiki Czuwaskiej Oleg Nikołajew potwierdził atak i dodał, że szczątki dwóch dronów spadły na teren zakładu.
Prezydent Wołodymyr Zełenski powiedział, że Ukraina i Rosja rozpoczęły wymianę jenców na dużą skalę w ramach porozumienia osiągniętego 2 czerwca 2025 rokupodczas rozmów pokojowych w Stambule w Turcji. Wśród repatriowanych były ciężko ranni żołnierze i osoby poniżej 25 roku życia.
Szef ukraińskiego wywiadu generał Kyryło Budanow powiedział, że Rosja zgodziła się pomóc Korei Północnej rozpocząć krajową produkcję dronów kamikadze Shahed, dodając, że Rosja i KRLD osiągnęły porozumienie w sprawie rozpoczęcia produkcji zaprojektowanych przez Iran dronów „Garpija” i „Gerań” na terytorium Korei Północnej. Stwierdził, że: „Chodzi bardziej o transfer technologii”, ostrzegając, że rozwój ten może zaburzyć równowagę militarną na Półwyspie Koreańskim. „Po prostu zgodzili się rozpocząć organizację tej produkcji”.
Sekretarz Generalny NATO Mark Rutte stwierdził, że Rosja produkowała tyle samo amunicji w ciągu trzech miesięcy, ile NATO w ciągu roku, co stwarzało poważne ryzyko dla sojuszu. „Możliwości machiny wojennej Putina przyspieszają, a nie zwalniają. Rosja odtwarza swoje siły dzięki chińskiej technologii i produkuje więcej broni szybciej, niż myśleliśmy”. Według Rutte Rosja przywracała swój potencjał militarny przy pomocy Chin, Iranu i Korei Północnej. W 2025 roku rosyjski kompleks przemysłowy miał wyprodukować 1500 czołgów, 3 tys. pojazdów opancerzonych i 200 pocisków Iskander. „Rosja może być gotowa do użycia siły militarnej przeciwko NATO w ciągu 5 lat. Nie oszukujmy się. Jesteśmy teraz wszyscy na wschodniej flance. Nowa generacja rosyjskich pocisków poruszała się z prędkością dźwięku. Odległość między stolicami europejskimi to kwestia minut. Nie ma już wschodu ani zachodu. Jest tylko NATO”. Ponadto Rutte stwierdził, że droga Ukrainy do przystąpienia do NATO jest nieodwracalna i chociaż nie zostało to wyraźnie wspomniane w komunikacie końcowym szczytu, który odbył się w Hadze, polityczne zaangażowanie Ukrainy w przystąpienie do NATO w przyszłości pozostaje niezmienne.

### 10 czerwca
Ukraiński obserwator wojskowy stwierdził, że siły ukraińskie odbiły miejscowości Wesełe i Fedoriwka, na południe od Komaru w obwodzie donieckim.
Według ISW Rosja prawdopodobnie pracowała nad zwiększeniem liczby północnokoreańskich migrantów zarobkowych w Rosji, prawdopodobnie w celu wsparcia rosyjskiej siły roboczej i bezpośredniego dołączenia do armii rosyjskiej. Wojska ukraińskie posunęły się w kierunku Wołczańska, Borowej, Łymanu i Torećka, z kolei siły rosyjskie poczyniły postępy w kierunku Kupiańska i Torećka.
Według Sił Powietrznych Ukrainy w nocy wojska rosyjskie zaatakowały terytorium Ukrainy przy pomocy 315 obiektów powietrznych, w tym czterech pocisków KN-23 (wystrzelonych z obwodu woroneskiego), pięciu rakiet manewrujących Iskander-K (z obwodu kurskiego) oraz 315 dronów Shahed 136/131 i dronów-wabików różnych typów (z Kurska, Szatałowa, Orła, Millerowa i Primorsko-Achtarska). Głównym kierunkiem ataku był Kijów. Ukraińska obrona przeciwlotnicza zestrzeliła 284 obiekty, w tym dwie rakiety KN-23, pięć Iskander-K i 220 dronów, a kolejne 64 zaginęły na Ukrainie w ramach walki elektronicznej. Rosyjskie drony/rakiety zostały trafione w 11 lokalizacjach, a zestrzelone szczątki spadły w 16 lokalizacjach.
Według lokalnych władz cztery osoby zginęły, a co najmniej 12 zostało rannych w rosyjskim ataku rakietowym i dronów na Kijów i Odessę. Szef Miejskiej Administracji Wojskowej Timur Tkaczenko powiedział, że w Kijowie „zarejestrowano ponad 40 lokalizacji z uszkodzeniami i spadającymi szczątkami zestrzelonych dronów i pocisków. Uszkodzenia odnotowaliśmy w ośmiu obszarach. Badamy kilka kolejnych lokalizacji”. Według niego najbardziej ucierpiały rejony obołoński, darnicki i szewczenkowski. Według ukraińskiego Ministerstwa Kultury, Sobór Sofijski w Kijowie, wpisana na Listę Światowego Dziedzictwa UNESCO, została uszkodzona w rosyjskim ataku. Fala ciśnieniowa zniszczyła część gzymsu zewnętrznej fasady, ale wnętrze nie zostało uszkodzone.
Gubernator Wiaczesław Gładkow stwierdził, że jedna osoba zginęła, a cztery zostały ranne w ukraińskim ataku dronów na stację benzynową w Biełgorodzie w obwodzie biełgorodzkim. Później Gładkow powiedział, że dwie osoby zostały ranne w ukraińskim ostrzale i atakach dronów na Szebiekino i wioskę Proletarsky. Rosyjskie MON oświadczyło, że w ciągu nocy obrona przeciwlotnicza zestrzeliła 102 ukraińskie drony nad obwodami briańskim (46), biełgorodzkim (20), woroneskim (9), kałuskim (4), Tatarstanem (4), moskiewskim (3), leningradzkim (2), orłowskim (2), kurskim (2), smoleńskim (1) i Krymem (9). Drony zaatakowały zakłady montażowe Shahed w Niżniekamsku i Jełabudze w Tatarstanie (1500 km od granicy z Ukrainą). Serwis „Astra” poinformował, że miejscowi mieszkańcy donosili o eksplozjach, a loty z lotnisk w Niżniekamsku, Petersburgu i Moskwie zostały tymczasowo wstrzymane. Żołnierze z jednostki „Chimera” wywiadu ukraińskiego, przy wsparciu innych jednostek „Aratta” i Batalionu Syberyjskiego, zaatakowali rosyjskich żołnierzy w pobliżu Kupiańska, zabijając ponad 30 Rosjan, raniąc ponad 40 kolejnych i biorąc dwóch do niewoli, a także „niszcząc ponad 40 wrogich umocnień i obiektów inżynieryjnych”. Grupa partyzancka Atesz poinformowała, że jej członkowie zniszczyli pojazd wojskowy wyposażony w mobilny system walki elektronicznej w okupowanym rejonie Melitopola, paraliżując operacje dronów rosyjskiego 64 Samodzielnego Mobilnego Korpusu Strzeleckiego.
Według OSW Rosjanie kontynuowali ataki w stronę Konstantynówki z trzech kierunków. Trwały walki o ostatni pas obrony na południowy zachód od miasta, oparty na miejscowościach Jabłuniwka i Ołeksandro-Kałynowe. Rosja poczyniła kolejne postępy od strony Torećka, gdzie Ukraińcy starali się utrzymać miejscowość i stację kolejową Dylijiwka, a także Czasiw Jaru. Wojskom rosyjskim udało się oskrzydlić Ukraińców w południowej części Czasiw Jaru i przystąpili do ich wypierania z tej części miasta. Pod rosyjską kontrolę przeszły kolejne miejscowości pomiędzy Pokrowskiem a Wełyką Nowosiłką, gdzie Rosjanie w kilku miejscach zbliżyli się do granicy obwodu dniepropetrowskiego. Wcześniej osiągnęli ją w okolicach Horichowego, a według niektórych źródeł rosyjskie grupy dywersyjno-rozpoznawcze ją przekroczyły. Toczyły się walki o lokalny węzeł drogowy Komar, ostatni kontrolowany przez Ukraińców w tym rejonie obwodu donieckiego. Rosjanie poszerzyli kontrolowany obszar na zachód od drogi Pokrowsk–Konstantynówka, na wschód od Siewierska, na północ od Łymanu i Kupiańska, jednakże ich postępy nie zmieniły ogólnej sytuacji. Do nieznacznych przesunięć na korzyść Rosji doszło w obwodzie zaporoskim. Rosjanie zrobili postępy na północ od Sum, do których pozostawało im ok. 17 km. Trwały walki o Junakiwkę, przez którą biegnie główna droga do Sum, wcześniej pełniącą funkcję węzła logistycznego ukraińskiej operacji w obwodzie kurskim. Według doniesień siły ukraińskie w dalszym ciągu podejmowały próby ataku na terytorium FR w okolicach Tiotkina.
Rosja i Ukraina przeprowadziły drugą wymianę jeńców w ramach porozumienia osiągniętego podczas negocjacji pokojowych 2 czerwca 2025 roku w Stambule.
Niezależna agencja śledcza „Follow the Money” opublikowała badanie, z którego wynikało, że od czasu inwazji Rosji na Ukrainę w 2022 roku zachodnie firmy zapłaciły Rosji co najmniej 46 miliardów dolarów podatków. Spośród 20 największych zagranicznych podatników korporacyjnych Rosji 17 firm pochodziło z krajów G7 i Unii Europejskiej, a kwota zapłaconych podatków stanowiło ⅛ budżetu obronnego Rosji na 2025 rok.

### 11 czerwca

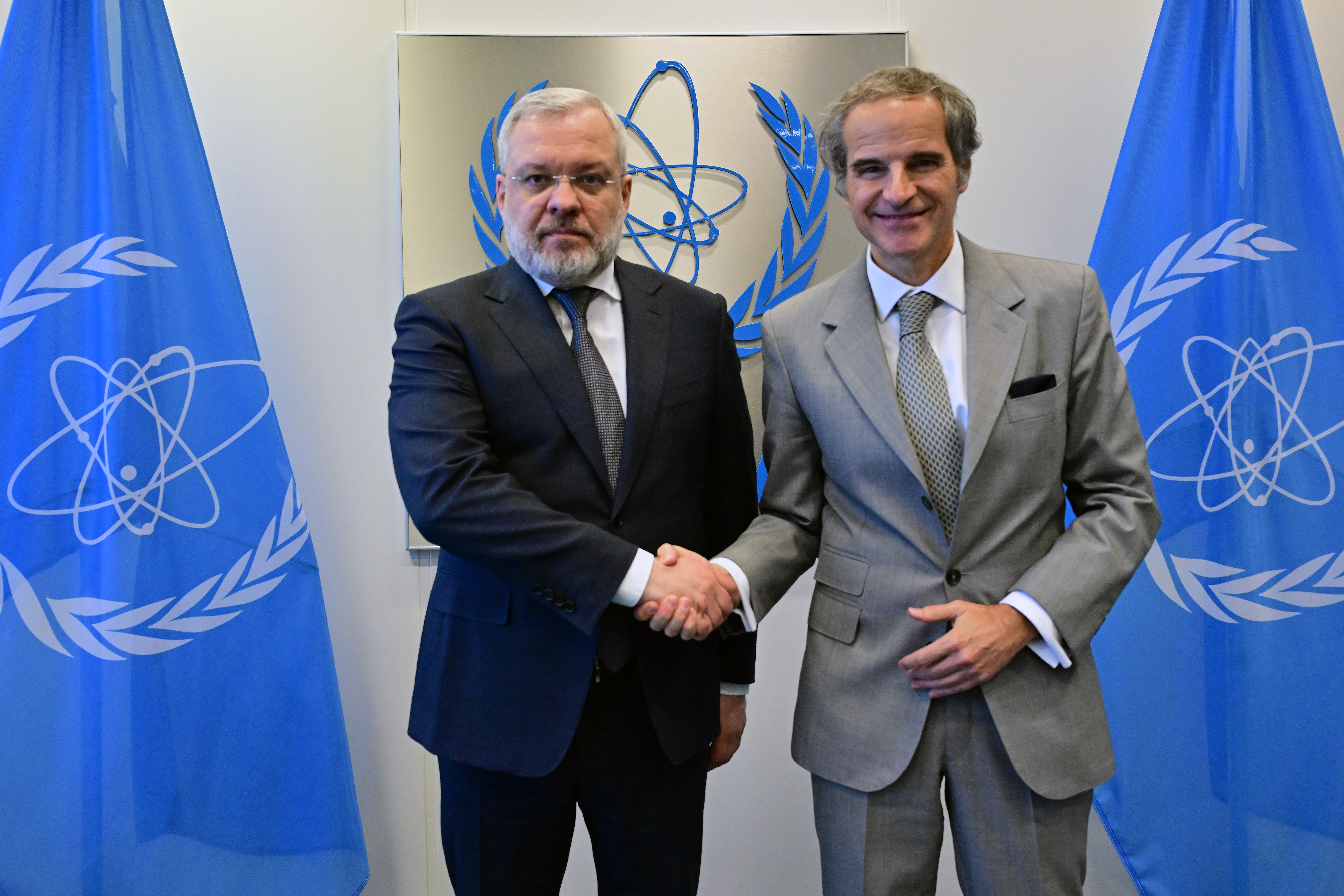
Spotkanie dyrektora generalnego MAEA Rafaela Grossiego z ministrem energetyki Ukrainy Hermanem Hałuszczenką w Wiedniu w Austrii.

W ocenie ISW zmniejszenie amerykańskiej pomocy wojskowej dla Ukrainy nie doprowadzi do trwałego pokoju na Ukrainie ani nie zmusi prezydenta Władimira Putina do ponownej oceny swojej teorii zwycięstwa. Siły ukraińskie zbliżyły się do Borowej, a wojska rosyjskie posunęły się w pobliżu Czasiw Jaru, Torećka, Pokrowska i Nowopawliwki.
Siły Powietrzne Ukrainy oświadczyły, że w nocy siły rosyjskie zaatakowały Ukrainę przy użyciu rakiety balistycznej Iskander-M (wystrzelonej z obwodu kurskiego) oraz 85 dronów Shahed 136/131 i dronów-wabików różnych typów (z Kurska, Orła, Millerowa, Primorsko-Achtarska i Krymu). Głównymi rejonami ataków były obwody doniecki, charkowski i odeski. Ukraińska obrona przeciwlotnicza zniszczyła 40 dronów na wschodzie, południu, północy i w centrum kraju, a kolejne dziewięć zaginęło na Ukrainie w ramach walki elektronicznej. Rosyjskie drony zostały trafione w 14 lokalizacjach, a zestrzelone szczątki spadły w dwóch lokalizacjach. Według władz ukraińskich co najmniej trzy osoby zginęły, a 64 zostały ranne, w tym dziewięcioro dzieci, w rosyjskim nocnym ataku dronów na Charków. Mer Ihor Terechow powiedział, że uderzono w 5-piętrowy budynek mieszkalny w dzielnicy słobidzkiej, pozostawiając 15 mieszkań w płomieniach. Trafiono również w kilka domów w dzielnicy osnowiańskiej. Gubernator Ołeh Siniehubow stwierdził, że atak uderzył także w zajezdnię trolejbusową, kilka pojazdów, place zabaw i lokalne firmy.
Fabryka prochu w Kotowsku w obwodzie tambowskim, została zaatakowana przez ukraińskie drony, a miejscowi usłyszeli „wiele eksplozji”, podczas gdy wybuchł duży pożar. Gubernator Jewgienij Pierwyszow powiedział, że atak nie spowodował ofiar. Agencja TASS podała, że atak dronów został odparty, ale pożar został wywołany przez „rosyjskie systemy obrony powietrznej”. Sztab Generalny Ukrainy poinformował, że ukraińskie drony zaatakowały w nocy kilka rosyjskich celów wojskowych, w tym fabrykę prochu w obwodzie tambowskim, skład amunicji 106 Gwardyjskiej Dywizji Powietrznodesantowej w obwodzie kurskim i magazyn na lotnisku Buturnowka w obwodzie woroneskim.
Premier Denys Szmyhal powiedział, że Ukraina ma otrzymać 2,26 miliarda dolarów od Wielkiej Brytanii na zakup systemów obrony powietrznej Rapid Ranger i lekkich pocisków wielozadaniowych M-20, co znacznie wzmocni zdolności obrony powietrznej Ukrainy w obliczu nasilenia rosyjskich ataków powietrznych.
Ukraińskie Dowództwo Koordynacyjne ds. Traktowania Jeńców Wojennych poinformowało, że przy pomocy SBU, MSW, DSNS i Sił Zbrojnych, a także Międzynarodowego Czerwonego Krzyża, Rosja zwróciła szczątki 1212 ukraińskich żołnierzy, którzy zginęli podczas walk w obwodach charkowskim, donieckim, chersońskim, sumskim, ługańskim i zaporoskim.
Prezydent Putin spotkał się z urzędnikami wojskowymi i wyższą kadrą kierowniczą przedsiębiorstw wojskowo-przemysłowych w celu przejrzenia projektu krajowego planu uzbrojenia na lata 2027–2036. Zwrócił uwagę, że „udział nowoczesnej broni i sprzętu w strategicznych siłach nuklearnych wynosił już 95%. To dobry wskaźnik, w rzeczywistości jest to najwyższy wskaźnik ze wszystkich mocarstw nuklearnych na świecie”, jednak Siły Lądowe Rosji muszą zostać ulepszone tak szybko, jak to możliwe. Zauważył, że we współczesnych operacjach wojskowych o dowolnej skali i intensywności dominującą siłą nadal są Siły Lądowe.
Służba Bezpieczeństwa Ukrainy opublikowała materiał filmowy szczegółowo opisujący operację Pajęczyna przeprowadzoną przeciwko rosyjskiemu lotnictwu strategicznym. Przygotowania przeprowadzono w rosyjskim mieście Czelabińsk, w pobliżu lokalnego biura FSB. Operacja obejmowała 117 dronów ukrytych w ciężarówkach w całej Rosji i rozmieszczonych w pobliżu czterech rosyjskich baz lotniczych tys. km od granicy z Ukrainą. Z powodzeniem zniszczono i uszkodzono 41 samolotów wojskowych, w tym bombowce Tu-95, Tu-22M3 i Tu-160, samoloty rozpoznawcze A-50 oraz samoloty transportowe An-12 i Ił-78, powodując straty przekraczające 7 miliardów dolarów. Operacja pierwotnie miała na celu również zaatakowanie bazy lotniczej Ukrainka w obwodzie amurskim, ale związany z nią atak się nie powiódł. Podczas ataku Ukraina użyła specjalnie zaprojektowanych dronów, które mogą być używane do przeprowadzania ataków głęboko na tyłach. Szef SBU Wasyl Maluk podkreślił, że ukraińskie drony atakowały „absolutnie uzasadnione cele, lotniska wojskowe i samoloty atakujące nasze spokojne miasta”.

### 12 czerwca
Materiały geolokalizowane pokazywały, że siły rosyjskie zajęły wioskę Hryhoriwka, na północny wschód od Siewierska w obwodzie donieckim.
Według ISW ukraiński SG poinformował, że siły rosyjskie poniosły ponad milion ofiar od początku rosyjskiej inwazji w lutym 2022 roku, z czego ponad połowa miała miejsce od stycznia 2024 roku. Wojska rosyjskie przekroczyły zachodnią granicę obwodu doniecko-dniepropetrowskiego na północny zachód od Kurachowego w ramach wysiłków mających na celu wkroczenie do obwodu dniepropietrowskiego. Rosjanie prawdopodobnie próbowali wyrównać linie frontu na kierunkach Nowopawliwki i Kurachowego, aby wkroczyć do obwodu dniepropietrowskiego. Tymczasem wojska ukraińskie posuwały się w pobliżu Torećka, z kolei siły rosyjskie zrobiły postępy w północnym obwodzie sumskim oraz w pobliżu Siewerska i Kurachowego.
SG Ukrainy ogłosił, że Rosja atakowała w kierunkach, Charkowa, Kupiańska, Łymanu, Siewierska, Kramatorska, Torećka, Pokrowska, Nowopawłowska, Hulajpola, Zaporoża i Chersonia, gdzie doszło do 209 starć. W ciągu 24h wojska rosyjskie przeprowadziły 78 nalotów (używając 124 bomby lotnicze), 3135 ataków dronów i 108 ostrzałów na pozycje i miejscowości ukraińskie. Operacja w obwodzie kurskim trwała; wojska rosyjskie przeprowadziły 27 ataków, 225 ataków artyleryjskich, pięć ostrzałów i 18 nalotów, używając 34 bomb lotniczych na pozycje ukraińskie. Ukraińskie lotnictwo i artyleria zaatakowały 19 miejsc koncentracji, cztery jednostki artylerii i dwa stanowiska dowodzenia.
Według ukraińskich Sił Powietrznych w nocy Rosjanie zaatakowali Ukrainę przy pomocy 63 dronów Shahed 136/131 i dronów-wabików różnych typów, wystrzelonych z Kurska, Orła, Millerowa, Primorsko-Achtarska i Krymu. Głównymi rejonami ataków były obwody charkowski, doniecki i odeski. Ukraińska obrona przeciwlotnicza zneutralizowała 28 dronów na wschodzie, południu i północy kraju, a kolejne 21 zaginęło na Ukrainie w ramach walki elektronicznej. Rosyjskie drony zostały trafione w siedmiu lokalizacjach, a zestrzelone szczątki spadły w czterech lokalizacjach. W wyniku rosyjskiego ataku w obwodzie odeskim zniszczeniu uległy  magazyny i wybuchły pożary. Według gubernatora Ołeha Siniehubowa 15 osób, w tym czworo dzieci, zostało rannych w Charkowie w wyniku rosyjskich ataków dronów. W obwodzie charkowskim ataki rosyjskich dronów i bomb szybowcowych raniły 16 osób oraz uszkodziły 11 bloków mieszkalnych, liczne samochody i dwie szkoły.
W nocy ukraińskie Siły Systemów Bezzałogowych zaatakowały dronami fabrykę „Rezonit” produkującą rosyjski sprzęt wojskowy w technoparku Zubowo w obwodzie moskiewskim. W zakładzie produkcyjnym doszło do eksplozji. Operacja miała na celu „ograniczenie zdolności Rosji do produkcji zaawansowanej technologicznie broni i sprzętu”, ponieważ zakład montuje płytki obwodów i elektronikę dla rosyjskiego kompleksu wojskowo-przemysłowego. Gubernator Wiaczesław Gładkow stwierdził, że wczesnym rankiem zginęło dziecko, a dwie osoby zostały ranne w ataku dronów w Borisowce w obwodzie biełgorodzkim. Grupa partyzancka „Atesz” stwierdziła, że zabito „kilku okupantów” rosyjskich w ataku na ciężarówkę wojskową Ural w pobliżu Melitopola.
Prezydent Wołodymyr Zełenski spotkał się z ministrem obrony Niemiec Borisem Pistoriusem. Podczas konferencji prasowej obaj politycy ogłosili, że Niemcy dostarczą Ukrainie nowe systemy obrony powietrznej IRIS-T w ramach 3-letniego planu dostaw, dodając jednak, że Berlin nie planuje dostarczać rakiet dalekiego zasięgu Taurus.
Prezydent Zełenski potwierdził, że Ukraina i Rosja przeprowadziły trzecią wymianę jeńców w ramach porozumienia osiągniętego podczas negocjacji pokojowych 2 czerwca 2025 roku w Stambule w Turcji. Wśród repatriowanych byli ciężko ranni jeńcy i osoby poniżej 25 roku życia. Ukraińskie Dowództwo Koordynacyjne ds. Traktowania Jeńców Wojennych poinformowało, że trzecia grupa uwolnionych więźniów obejmowała żołnierzy z różnych rodzajów wojsk, a większość z nich brała udział w operacjach bojowych w obwodach donieckim, ługańskim, charkowskim, chersońskim i zaporoskim.

### 13 czerwca
Rosyjskie Ministerstwo Obrony stwierdziło, że siły rosyjskie zajęły miejscowość Koptiewe, na północny wschód od Pokrowska i Komaru w obwodzie donieckim. Rzecznik ukraińskiego Zgrupowania „Chortyca” Wiktor Trehubow powiedział, że nie ma potwierdzonych informacji, że wojska rosyjskie wkroczyły do obwodu dniepropetrowskiego, odrzucając wcześniejsze twierdzenia opublikowane przez The New York Times.
W opinii ISW rosyjscy urzędnicy w dużej mierze potępili izraelskie ataki na Iran z 13 czerwca, ponieważ prezydent Władimir Putin nadal oferował ułatwienie negocjacji w sprawie irańskiego programu nuklearnego. Wzrost cen ropy naftowej po izraelskich atakach na Iran może zwiększyć rosyjskie dochody ze sprzedaży ropy naftowej i poprawić zdolność Rosji do kontynuowania wojny na Ukrainie. Wojska ukraińskie posuwały się w pobliżu Torećka, z kolei wojska rosyjskie poczyniły postępy w północnym obwodzie sumskim oraz w pobliżu Czasiw Jaru, Pokrowska i Wełykiej Nowosiłki.
Siły Powietrzne Ukrainy podały, że w nocy siły rosyjskie zaatakowały Ukrainę przy użyciu czterech rakiet balistycznych Iskander-M/KN-23 (wystrzelonych z obwodów woroneskiego i rostowskiego) oraz 55 dronów Shahed 136/131 i dronów-wabików różnych typów (z Kurska, Millerowa i Primorsko-Achtarska). Głównymi rejonami ataków były obwody charkowski, doniecki i dniepropetrowski. Ukraińska obrona przeciwlotnicza zestrzeliła 43 drony na wschodzie, południu i północy kraju, a kolejne 15 zaginęło na Ukrainie w ramach walki elektronicznej. Odnotowano trafienia w dziewięciu lokalizacjach. W nocy Rosjanie przeprowadzili ataki rakietowe na rejony synelnykowski i pawłohradzki w obwodzie dniepropetrowskim.
Siły Powietrzne Ukrainy poinformowały, że ukraiński myśliwiec MiG-29 przeprowadził precyzyjny atak na rosyjskie pozycje w kierunku Zaporoża, celując w stanowisko dowodzenia operatorów dronów oraz połączony skład amunicji i paliwa. Nie ujawniono dokładnej lokalizacji ataku, ale podziękowano międzynarodowym partnerom za dostarczenie kierowanej amunicji użytej w ataku. Kanał na Telegramie „Crimean Wind” podał, że wczesnym rankiem na Krymie było słychać eksplozje, w tym w Sewastopolu i Symferopolu pośród rosyjskich twierdzeń o ukraińskich atakach dronów. Partyzanci z grupy „Atesz” donosili o „precyzyjnych trafieniach” w rosyjskie obiekty wojskowe w pobliżu Symferopola. „Nasi agenci informują, że z powodu zaniedbań [rosyjskiego] dowództwa, cenny sprzęt został uszkodzony, prawdopodobnie system rakiet obrony powietrznej. Były również straty wśród żołnierzy”. MON Rosji oświadczyło, że w nocy obrona przeciwlotnicza zestrzeliła 125 ukraińskich dronów, w tym 70 nad Krymem i siedem nad Morzem Czarnym. Według doniesień rosyjski myśliwiec Su-25 rozbił się w obwodzie donieckim. Okoliczności katastrofy pozostawały niejasne, jednak potencjalną przyczyną katastrofy był rosyjski „ogień sojuszniczy”.
Premier Denys Szmyhal powiedział, że w ramach pożyczki pomocowej G7 Ukraina otrzymała piątą transzę w wysokości 1,1 miliarda dolarów pomocy makrofinansowej od Unii Europejskiej, która zostanie spłacona z zysków z zamrożonych aktywów rosyjskich.
Dyrektor ukraińskiego Centrum Studiów nad Armią, Konwersją i Rozbrojeniem Walentyn Badrak powiedział, że taktyczny system rakiet krótkiego zasięgu Grom-2 opracowany i wyprodukowany przez Ukrainę pomyślnie przeszedł testy bojowe i został wdrożony do produkcji seryjnej. Instytut badawczy przeprowadził badanie w maju 2025 roku. Pocisk miał ładowność 480 kg i skutecznie trafiał w rosyjskie cele wojskowe w odległości prawie 300 kg.
Ukraińskie Dowództwo Koordynacyjne ds. Traktowania Jeńców Wojennych poinformowało, że ciała 1200 ukraińskich żołnierzy i obywateli zostały zwrócone przez Rosję w ramach porozumienia osiągniętego podczas negocjacji pokojowych 2 czerwca 2025 roku w Stambule.

### 14 czerwca
Ukraiński obserwator wojskowy poinformował, że siły rosyjskie odbiły Fedoriwkę, na południe od Komaru w obwodzie donieckim. Materiały geolokalizowane pokazywały, że siły rosyjskie zajęły miasto Horikowe, na wschód od Nowopawliwki.
W ocenie ISW siły rosyjskie nadal osiągały niewielkie postępy terytorialne na wschód od Nowopawliwki, próbując wkroczyć do obwodu dniepropetrowskiego i posuwając się w kierunku miejscowości z trzech kierunków. Tymczasem wojska ukraińskie posuwały się w pobliżu Nowopawliwki, a siły rosyjskie zrobiły postępy pobliżu Torećka.
Ukraińskie Siły Powietrzne poiformowały, że w nocy Rosjanie zaatakowali Ukrainę przy wykorzystaniu 58 dronów Shahed 136/131 i dronów-wabików różnych typów, wystrzelonych z Briańska, Orła, Millerowa, Szatałowa i Primorsko-Achtarska). Głównymi celami ataków były obwody charkowski, doniecki, dniepropietrowski i zaporoski. Ukraińska obrona przeciwlotnicza zniszczyła 23 drony na wschodzie i północy kraju, a kolejne 20 zaginęło na Ukrainie w ramach walki elektronicznej. Odnotowano trafienia w dziewięciu lokalizacjach, a szczątki zestrzelonych dronów znaleziono w pięciu. W wyniku ataku rosyjskiego drona na Zaporoże dwóch funkcjonariuszy policji zostało rannych.
Według SG Ukrainy w godzinach nocnych drony Sił Bezzałogowych Systemów zaatakowały zakład „JSC NNK” (producent materiałów wybuchowych dla rosyjskiego wojska) w obwodzie samarskim, w wyniku czego doszło do eksplozji i pożaru, oraz zakład „Newinnomyssk Azot” (wytwórca komponentów do „materiałów wybuchowych, amunicji i paliwa rakietowego”) w Kraju Stawropolskim, gdzie również odnotowano eksplozje. Wywiad ukraiński poinformował, że w okupowanym obwodzie zaporoskim za pomocą dronów zniszczono trzy rosyjskie systemy obrony powietrznej, w tym Buk-M3, Pancyr-S1 i radar 9S19 Imbir z systemu S-300V. Siły ukraińskie zaatakowały rosyjski konwój wojskowy, składający się z wojskowych ciężarówek i autobusów przewożących personel, w okupowanej Makiejewce w obwodzie donieckim, używając wyrzutni HIMARS uzbrojonych w amunicję kasetową. Lokalne źródła donosiły o „dużej liczbie zabitych i rannych” po ataku. Ponadto wywiad ukraiński poinformował, że wczesnym rankiem podpalono podstację elektryczną podczas operacji sabotażowej w Królewcu, powodując poważne szkody o wartości 5 milionów dolarów i odcinając prąd w wojskowym ośrodku produkcyjnym.
Rosja i Ukraina przeprowadziły czwartą wymianę jeńców w ramach porozumienia osiągniętego podczas negocjacji pokojowych 2 czerwca 2025 roku w Stambule. W ramach porozumienia Rosja zwróciła także ciała 1200 Ukraińców poległych w walce.

### 15 czerwca
Ministerstwo Obrony Rosji stwierdziło, że wojska rosyjskie zajęły miejscowość Mała Korczakiwka na kierunku sumskim.
Według ISW prezydent Władimir Putin nadal przedstawiał Rosję jako skutecznego i niezbędnego partnera międzynarodowego dla USA w obliczu trwających napięć na linii Iran–Izrael. Siły rosyjskie posuwały się naprzód w północnym obwodzie sumskim oraz w pobliżu Kupiańska, Siewierska, Czasiw Jaru i Torećka.
Sztab Ukrainy poinformował, że Rosja atakowała w kierunkach Charkowa, Kupiańska, Łymanu, Siewierska, Kramatorska, Torećka, Pokrowska, Nowopawłowska i Zaporoża, gdzie doszło do 175 starć. W ciągu doby wojska rosyjskie przeprowadziły cztery ataki rakietowe, 54 naloty (używając 11 rakiet i 99 bomb lotniczych), 3081 ataków dronów i 67 ostrzałów na pozycje i miejscowości ukraińskie. Operacja w obwodzie kurskim trwała; wojska rosyjskie przeprowadziły 24 ataki, 233 ataki artyleryjskie, dziewięć ostrzałów i 12 nalotów, używając 25 bomb lotniczych na pozycje ukraińskie. Ukraińskie lotnictwo i artyleria zaatakowały 22 miejsca koncentracji.
Siły Powietrzne Ukrainy poinformowały, że w nocy Rosja zaatakowała terytorium Ukrainy przy pomocy 194 obiektów powietrznych, w tym dwóch pocisków hipersonicznych Kindżał (wystrzelonych z obwodu astrachańskiego), jednego pocisku balistycznego Iskander-M/KN-23 (z obwodu kurskiego), czterech rakiet manewrujących Iskander-K (z obwodu rostowskiego), czterech pocisków manewrujących Kalibr (znad Morza Czarnego) oraz 183 dronów Shahed 136/131 i dronów-wabików różnych typów (z Kurska, Szatałowa, Orła, Briańska, Millerowa i Primorsko-Achtarska). Głównym celem ataku był obwód połtawski i miasto Krzemieńczuk. Ukraińska obrona przeciwlotnicza zneutralizowała 167 obiektów, w tym dwie rakiety Kindżał, trzy Iskander-K, trzy Kalibry i 111 dronów, a kolejne 48 zaginęło na Ukrainie w ramach walki elektronicznej. Rosyjskie drony/rakiety zostały trafione w Krzemieńczuku, a zestrzelone szczątki spadły w sześciu lokalizacjach.
Władze ukraińskie poinformowały, że w wyniku rosyjskich ostrzałów Chersonia jedna osoba zginęła, a siedem zostało rannych. Ataki uszkodziły mieszkania, domy i gazociągi, a także inną infrastrukturę. Gubernator Wadym Fiłaszkin podał, że ataki rosyjskie w obwodzie donieckim zraniły dwie osoby w Pokrowsku i Myrnohradzie. Gubernator Wołodymyr Kohut powiedział, że masowe ataki rakietowe i dronów były głównie wymierzone w Krzemieńczuk w obwodzie połtawskim; nnie było ofiar, ale ataki uderzyły w obiekty energetyczne i rolnicze.
Przywódca Tatarstanu Rustam Minnichanow stwierdził, że jedna osoba zginęła, a 13 zostało rannych w ataku ukraińskiego drona w rejonie jełabuskim. Dron został zniszczony, ale spadające szczątki spowodowały pożar i uderzyły w fabrykę pojazdów w regionie, ok. 1200 km od linii frontu. Ministerstwo Obrony Rosji poinformowało, że w ciągu nocy zestrzelono sześć ukraińskich dronów. Według ukraińskiego Sztabu Generalnego drony uderzyły w rosyjską fabrykę produkującą i testującą drony.
Ciała 1200 Ukraińców zostały repatriowane w ramach porozumienia osiągniętego podczas negocjacji pokojowych 2 czerwca 2025 roku w Stambule.
Armia rosyjska nadal zmieniała swoje podejście do wojny, w tym zwiększała wykorzystanie bezzałogowych statków powietrznych w atakach na ukraińskie miasta. Liczba używanych dronów wzrastała, a same ataki stawały się bardziej skoncentrowane. Wysokość, na której latała większość tych dronów, zmniejszała skuteczność tradycyjnych środków obrony powietrznej, w tym karabinów maszynowych, co utrudniało ich przechwytywanie.
Według brytyjskiego MON Korea Północna poniosła ponad 6 tys. ofiar podczas operacji ofensywnych w obwodzie kurskim, co stanowiło ponad połowę z ok. 11 tys. żołnierzy pierwotnie rozmieszczonych w regionie Kurska jesienią 2024 roku. Wysoki wskaźnik ofiar był skutkiem wyniszczających ataków piechoty.

### 16 czerwca
Ministerstwo Obrony Rosji stwierdziło, że wojska rosyjskie zajęły miejscowość Nowomykolajiwka zajęto miasto Nowomykołajiwkę na granicy obwodu dniepropetrowskiego. Rzecznik ukraińskiego Zgrupowania „Chortyca” Wiktor Trehubow powiedział, że siły rosyjskie zintensyfikowały działania ofensywne na wielu odcinkach frontu, nasilając ataki w sektorach Nowopawliwki i Charkowa, co jest niezwykłym wydarzeniem w tych obszarach. „To sygnał, że mamy oczekiwany wzrost aktywności latem”. Stwierdził także, że wzrost aktywności w pobliżu Nowopawliwki sugerował, że Rosjanie próbowali wkroczyć do obwodu dniepropetrowskiego, sąsiadującym z ogarniętym walkami obwodem donieckim. „Ale im się to [Rosji] nie udało”. Dodał, że w obwodzie donieckim Rosja próbowała okrążyć Konstantynówkę, atakując miasto z trzech kierunków.
W ocenie ISW zużycie przez Rosję zapasów czołgów z czasów radzieckich spadała, prawdopodobnie z powodu coraz częstszego korzystania przez Rosję z motocykli i pojazdów terenowych (ATV) na polu bitwy. Siły ukraińskie posunęły się w kierunku Borowej i obwodu zaporoskiego, a wojska rosyjskie zrobiły postęp w kierunku Siewierska, Torećka i Nowopawliwki.
SG Ukrainy poinformował, że Rosja atakowała w kierunkach Charkowa, Kupiańska, Łymanu, Siewierska, Kramatorska, Torećka, Pokrowska, Nowopawłowska, Hulajpola, Zaporoża i Chersonia, gdzie doszło do 186 starć. W ciągu doby wojska rosyjskie przeprowadziły dwa ataki rakietowe, 56 nalotów (używając pięć rakiet i 110 bomb lotniczych), 3226 ataków dronów i 96 ostrzałów na pozycje i miejscowości ukraińskie. Operacja w obwodzie kurskim trwała; wojska rosyjskie przeprowadziły 38 ataków, 225 ataki artyleryjskie, jeden ostrzał i 14 nalotów, używając 32 bomby lotnicze na pozycje ukraińskie. Ukraińskie lotnictwo i artyleria zaatakowały osiem miejsc koncentracji i pięć jednostek artylerii.
Według ukraińskich Sił Powietrznych w nocy Rosjanie zaatakowali Ukrainę przy użyciu 138 dronów Shahed 136/131 i dronów-wabików różnych typów, wystrzelonych z Briańska, Kurska, Orła i Szatałowa. Głównym celem ataku był obwód doniecki. Ukraińska obrona przeciwlotnicza zniszczyła 84 drony na wschodzie, północy, południu i w centrum Ukrainy, a kolejne 41 zaginęło na Ukrainie w ramach walki elektronicznej. Rosyjskie drony/rakiety zostały trafione w 10 lokalizacjach, a zestrzelone szczątki spadły w ośmiu lokalizacjach. W nocy w Kijowie ranna została jedna osoba; mężczyzna, urodzony w 2004 roku, trafił do szpitala w stanie ciężkim. W ciągu doby Rosjanie przeprowadzili 18 ataków na obwód charkowski. Nalot na Kupiańsk zabił co najmniej trzech cywilów i uszkodził 10 domów. Siły rosyjskie przeprowadziły masowy atak dronów na obwód kijowski, w szczególności na rejon obuchowski. W wyniku ataku został ranny 60-letni mężczyzna oraz uszkodzony został budynek mieszkalny i zabudowania gospodarcze.
W godzinach nocnych drony zaatakowały rosyjskie miasto Orzeł, a mieszkańcy donosili o serii 10–13 eksplozji w pobliżu składu ropy naftowej. Ministerstwo Obrony Rosji poinformowało, że 11 dronów zostało „przechwyconych i zniszczonych” nad obwodem orłowskim, ale nie przedstawiło żadnych dowodów. P.o. gubernatora Aleksandr Chinsztejn powiedział, że jedna osoba zginęła w ataku ukraińskich dronów na Gonczarowkę w obwodzie kurskim.
Ciała 1245 ukraińskich żołnierzy zostały repatriowane z Rosji w ramach porozumienia osiągniętego podczas negocjacji pokojowych 2 czerwca 2025 roku w Stambule. Łącznie 6057 ciał zostało zwróconych w ramach porozumień stambulskich. Ministerstwo Obrony Rosji oświadczyło później, że Rosja była gotowa przekazać Ukrainie szczątki kolejnych 2239 ukraińskich żołnierzy. Minister spraw wewnętrznych Ihor Kłymenko stwierdził, że warunki, w jakich Rosja przechowywała szczątki, sprawiły, że prace identyfikacyjne stały się niezwykle skomplikowane. Różne części szczątków niektórych ukraińskich żołnierzy zostały zapakowane w różne torby, a nawet szczątki tej samej osoby były zwracane podczas różnych wymian. Wskazał również, że Rosja mogła wymieszać szczątki ukraińskich i rosyjskich żołnierzy, i przekazać je Ukrainie celowo lub przez przypadek. Według Kłymenki Rosja mogła to zrobić, aby zwiększyć liczbę zwróconych ciał, zwiększyć obciążenie pracą ukraińskich ekspertów medycyny sądowej i wywrzeć presję informacyjną. W każdym razie Ukraina zakończy identyfikację szczątków.
Wiceminister spraw zagranicznych Aleksandr Gruszko powiedział, że Rosja będzie nalegać, aby Ukraina zniszczyła całą broń dostarczoną przez Zachód w ramach jakiegokolwiek porozumienia o zawieszeniu broni. Zauważył, że broń i pomoc wojskowa dostarczona przez Zachód zagrażała nie tylko Rosji, ale także Europie, ostrzegając, że broń może ostatecznie trafić na czarny rynek. „To szaleństwo, jak lekkomyślni są niektórzy politycy, wciąż zalewając rynek bronią”.

### 17 czerwca
W opinii ISW siły rosyjskie posunęły się w pobliżu Siewierska, Torećka i Pokrowska. Materiały geolokalizowane pokazywały, że siły rosyjskie wkroczyły do Seriebrianki, na północny wschód od Siewierska w obwodzie donieckim.
Sztab Ukrainy poinformował, że Rosja atakowała w kierunkach Charkowa, Kupiańska, Łymanu, Siewierska, Kramatorska, Torećka, Pokrowska, Nowopawłowska, Hulajpola i Chersonia, gdzie doszło do 186 starć. W ciągu doby wojska rosyjskie przeprowadziły dwa ataki rakietowe, 45 nalotów (używając 33 rakiet i 79 bomb lotniczych), 3600 ataków dronów i 72 ostrzały na pozycje i miejscowości ukraińskie. Operacja w obwodzie kurskim trwała; wojska rosyjskie przeprowadziły 28 ataków, 215 ataki artyleryjskie, cztery ostrzały i sześć nalotów, używając 11 bomb lotniczych na pozycje ukraińskie. Ukraińskie lotnictwo i artyleria zaatakowały 28 miejsc koncentracji, 10 jednostek artylerii, system przeciwlotniczy, stację radarową, pięć punktów kontroli dronów i skład amunicji. Prezydent Wołodymyr Zełenski stwierdził, że w czerwcu Rosja wystrzeliła w kierunku Ukrainy już prawie 5,8 tys. dronów i bomb lotniczych oraz 140 rakiet. Do czerwca Rosjanie użyli przeciwko Ukrainie ok. 2,8 tys. dronów, prawie 3 tys. bomb lotniczych i 140 pocisków różnych typów.
Siły Powietrzne Ukrainy podały, że w nocy wojska rosyjskie zaatakowały Ukrainę przy wykorzystaniu 472 obiektów powietrznych, w tym dwóch pocisków hipersonicznych Kindżał (wystrzelonych z obwodu tambowskiego), 16 rakiet manewrujących Ch-101 (z samolotów strategicznych z obwodu saratowskiego), czterech rakiet manewrujących Kalibr (znad Morza Czarnego), dziewięciu pocisków manewrujących Ch-59/Ch-69 (z samolotów taktycznych z obwodów biełgorodzkiego i briańskiego) i jednej rakiety przeciwradarowej Ch-31P oraz 440 dronów Shahed 136/131 i dronów-wabików różnych typów (z Kurska, Szatałowa, Orła, Briańska, Millerowa i Primorsko-Achtarska). Głównym celem ataku był Kijów. Ukraińska obrona przeciwlotnicza zestrzeliła 428 obiektów, w tym dwie rakiety Kindżał (jedna zaginęła), 15 rakiet Ch-101, osiem Ch-59/Ch-69 (jedna zaginęła), jeden Ch-31P i 239 dronów, a kolejne 163 zaginęły na Ukrainie w ramach walki elektronicznej. Rosyjskie drony/rakiety zostały trafione w 10 lokalizacjach, a zestrzelone szczątki spadły w 34 lokalizacjach. Rosyjski atak dotknął obwody kijowski, odeski, zaporoski, czernihowski, żytomierski, kirowohradzki, mikołajowski i kijowski.
Państwowa Służba Ukrainy ds. Sytuacji Nadzwyczajnych oświadczyła, że podczas rosyjskiego ataku na stolicę Ukrainy co najmniej 28 osób zginęło, a 134 zostało rannych. 18 osób zginęło w trafionym 9-piętrowym budynku w rejonie sołomiańskim. Według lokalnych władz na miasto wystrzelono 175 dronów, ponad 14 pocisków manewrujących i co najmniej dwie rakiety balistyczne. Alarm przeciwlotniczy trwał ok. 9h. Doszło do rozległych zniszczeń i pożarów. Zawaliło się wejście do 9-trowego budynku (gdzie, według ukraińskich Sił Powietrznych, trafił pocisk Ch-101), a inne budynki, akademiki, instytucja edukacyjna i magazyny zostały uszkodzone. Podczas ataku użyto również amunicji kasetowej. 18 czerwca 2025 roku dzień ogłoszono dniem żałoby w mieście. Władze regionalne poinformowały, że dwie osoby zginęły, a 26 zostało rannych, w tym kobieta w ciąży i dziecko, w ataku dronów na Odessę. Atak uszkodził ponad 50 budynków mieszkalnych, w tym pięć poważnie, w historycznym centrum miasta, a także przedszkole i ośrodek wsparcia integracyjnego. Uszkodzona została również infrastruktura cywilna w całym mieście, w tym budynki mieszkalne. W Zaporożu uszkodzeniu uległ wielopiętrowy budynek, akademik i garaże; nie było ofiar śmiertelnych. Nad ranem wojska rosyjskie zaatakowały dronem rejon Dniepru w Chersoniu, zabijając dwie osoby i raniąc 20 kolejnych.
Po 1:40 w nocy w Kotowsku w obwodzie tambowskim doszło do ok. 10 eksplozji w wyniku ataku dronów. Ok. 2:00 ataki rozprzestrzeniły się na inne miejscowości, w tym Inżawinę, Miczuryńsk, Kuźmino-Gatę i Kalaisy. Prawdopodobnie celem ataku była fabryka „Progress” w Miczuryńsku, która specjalizuje się w produkcji systemów sterowania dla lotnictwa i technologii rakietowej.
Według OSW Rosjanie kontynuowali ataki w obwodzie sumskim, koncentrując się na przełamaniu ukraińskiej obrony w Junakiwce i Andrijiwce. 14 czerwca poinformowano o odbiciu z rąk Rosjan drugiej z miejscowości. Celem rosyjskim było dotarcie do linii miejscowości Chotiń–Pysariwka–Sadky, znajdujących się na korzystnych wzniesieniach umożliwiających skuteczne rażenie Sum z wykorzystaniem artylerii i dronów, oraz dojście do szerokiego pasa obszarów leśnych okalających miasto od północy. Ataki Rosjan wspierała jednostka operatorów dronów „Rubikon” odpowiedzialna za niszczenie logistyki i rozpoznania dronowego Ukraińców. Siły rosyjskie nie zaprzestawały prób otoczenia Konstantynówki. Trwały walki w okolicach Czasiw Jaru oraz kluczowych tras logistycznych wiodących do Konstantynówki z Pokrowska, Doniecka i Torećka. Wojskom rosyjskim udało się zrobić postępy na wschód od Kurachowego w kierunku granicy obwodów donieckiego i dniepropetrowskiego. Mieli też przejąć kontrolę nad Komarem, Odradnem, Bahatyrem, Nowopilem i Bohdaniwką. Z kolei Ukraińcy skutecznie kontratakowali w Kotlariwce. Według rosyjskiego MON wojska miały dotrzeć do granicy obwodu dniepropetrowskiego, czemu zaprzeczała strona ukraińska. Pod nadzorem rosyjskim znalazły się również miejscowości Dworiczna, Zapadne i Dowheńke w obwodzie charkowskim oraz Małyniwka w zaporoskim.
Premier Mark Carney podczas spotkania z prezydentem Wołodymyrem Zełenskim ogłosił nowy pakiet wsparcia dla Ukrainy o wartości 1,5 miliarda dolarów. Pakiet obejmował finansowanie dronów, amunicji i pojazdów opancerzonych, a także pożyczkę w wysokości 2,3 miliarda dolarów na wsparcie odbudowy ukraińskiej infrastruktury uszkodzonej przez rosyjskie ataki.
Sekretarz Rady Bezpieczeństwa Federacji Rosyjskiej Siergiej Szojgu spotkał się w Pjongjangu z przywódcą Korei Północnej Kim Dzong Unem i po rozmowach ogłosił, że przywódca KRLD podjął decyzję o wysłaniu 1 tys. saperów i 5 tys. wojskowych robotników budowlanych w celu odbudowy obwodu kurskiego.
Komisja Europejska zaproponowała projekt ustawy, według której do końca 2027 roku stopniowo zostanie wycofany import rosyjskiego gazu i ropy, proponując zakaz importu rosyjskiego gazu na podstawie nowych kontraktów od 1 stycznia 2026 roku, a także całkowite wstrzymanie importu na podstawie wszystkich długoterminowych kontraktów do końca 2027 roku. Przewodnicząca Komisji Europejskiej Ursula von der Leyen powiedziała, że celem propozycji jest wyeliminowanie zależności Unii Europejskiej od rosyjskich paliw kopalnych.

### 18 czerwca

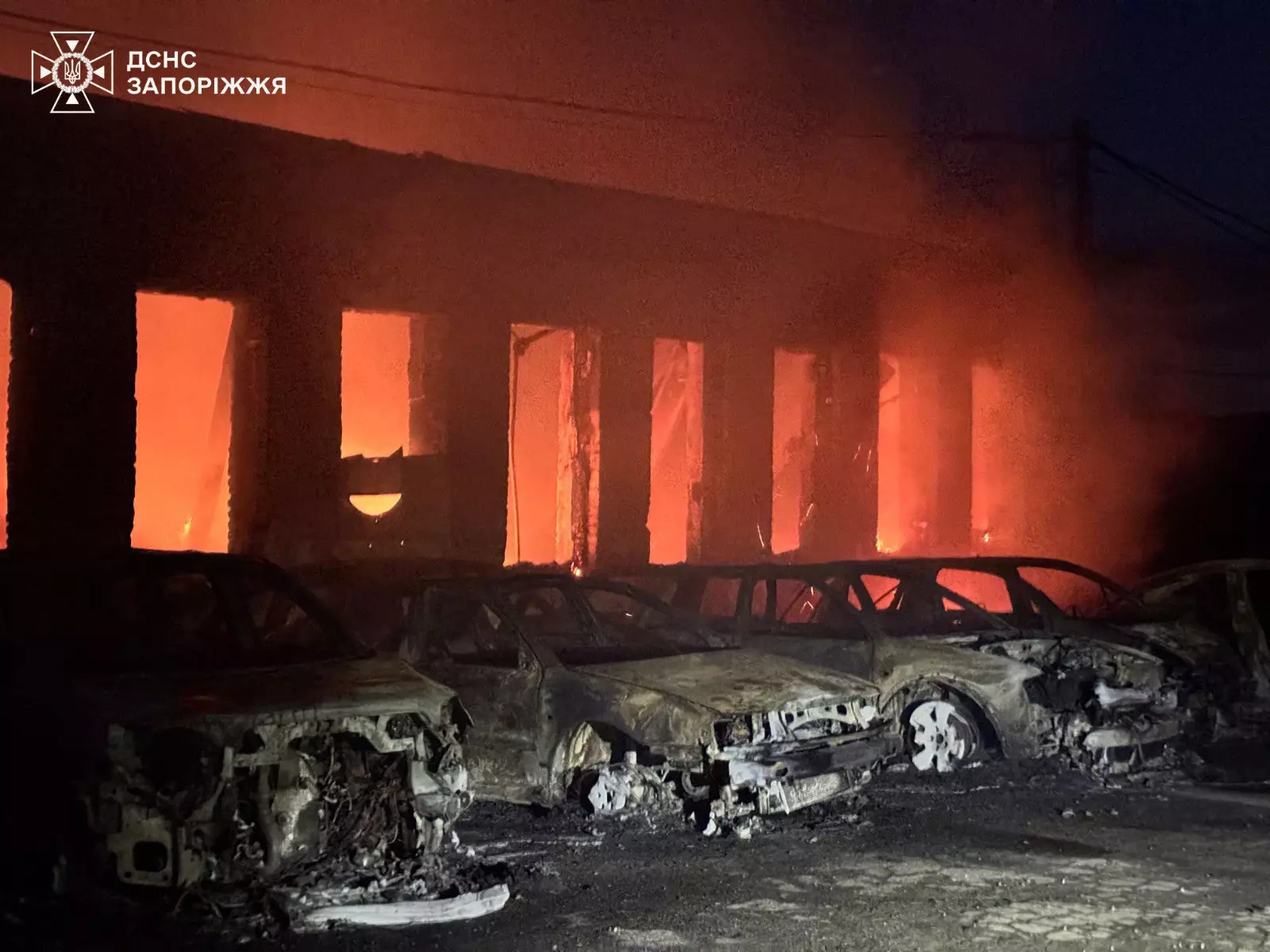
Pożar w Zaporożu w wyniku nocnego ataku rosyjskiego drona. Spłonęły budynki przemysłowe i 47 samochodów.

Rosyjskie Ministerstwo Obrony podało, że siły rosyjskie zajęły miejscowość Dowheńke, na północ od Dworicznej w obwodzie charkowskim. Nagranie geolokalizowane pokazywały, że Rosjanie zajęli wieś Stupoczky, na południe od Czasiw Jaru w obwodzie donieckim.
Według ISW siły rosyjskie przeprowadziły atak zmechanizowany wielkości plutonu w kierunku Torećka. Wojska rosyjskie posuwały się naprzód w północnych obwodach sumskim i charkowskim oraz w pobliżu Czasiw Jaru i Torećka.
SG Ukrainy oświadczył, że Rosja atakowała w kierunkach Charkowa, Kupiańska, Łymanu, Siewierska, Kramatorska, Torećka, Pokrowska, Nowopawłowska, Hulajpola i Zaporoża, gdzie doszło do 163 starć. W ciągu 24h wojska rosyjskie przeprowadziły 40 nalotów (używając 58 bomb lotniczych), 3269 ataków dronów i 99 ostrzałów na pozycje i miejscowości ukraińskie. Operacja w obwodzie kurskim trwała; wojska rosyjskie przeprowadziły 29 ataków, 205 ataki artyleryjskie, jeden ostrzał i sześć nalotów, używając 19 bomb lotniczych na pozycje ukraińskie. Ukraińskie lotnictwo i artyleria zaatakowały 16 miejsc koncentracji, jednostkę artylerii i stanowisko dowodzenia.
Ukraińskie Siły Powietrzne ogłosiły, że w nocy siły rosyjskie zaatakowały Ukrainę przy użyciu 58 dronów Shahed 136/131 i dronów-wabików różnych typów, wystrzelonych z Kurska, Primorsko-Achtarska i Krymu. Głównymi celami ataków były obwody doniecki, dniepropetrowski i zaporoski. Ukraińska obrona przeciwlotnicza zniszczyła 12 dronów na wschodzie i północy kraju, a kolejne 18 zaginęło na Ukrainie w ramach walki elektronicznej. Trafienia odnotowano w dziewięciu lokalizacjach. W nocy wojska rosyjskie zaatakowały Kramatorsk za pomocą dronów i uderzyły w przedsiębiorstwa przemysłowe.
Doniecka Prokuratura Obwodowa podała, że pięciu cywilów zostało rannych w wyniku nocnego ataku rakietowego na Świętogórsk. Rosjanie uderzyli w dzielnicę mieszkalną za pomocą systemu przeciwlotniczego S-300. W ataku uszkodzono 19 budynków mieszkalnych i domów prywatnych, siedem samochodów, garaż i centra handlowe. Według lokalnych władz ataki rosyjskie na obwód chersoński w dniach 18–19 czerwca 2025 roku zraniły dziewięć osób i uszkodziły lokalną infrastrukturę. Artyleria i drony zaatakowały 34 miejscowości, w tym Komyszany, Romaszkowo, Biłozerkę, Berysław, Antoniwkę i Chersoń. Podczas ataków uszkodzono infrastrukturę cywilną, w tym domy prywatne i budynki mieszkalne oraz gazociąg, klinikę ratownictwa medycznego i remizę straży pożarnej.
Ukraiński 225 Pułk Szturmowy podał, że zaatakowano i zlikwidowano stanowisko dowodzenia rosyjskiego 30 Pułku Strzelców Zmotoryzowanych w pobliżu Andrijiwk w obwodzie sumskim, ok. 5 km od granicy z Rosją. Pułk poinformował, że podczas ataku zabito rosyjskiego majora Andrieja Jarcewa (ur. 1974 roku) w i przejęto jego dokumenty. Zdjęcia niektórych dokumentów zostały opublikowane na kanale 225 Pułku na Telegramie. Wywiad ukraiński stwierdził, że dokonano zamachu na zastępcę mera Berdiańska w obwodzie zaporoskim, Mychajła Hrytsaja, przy użyciu pistoletu PSM z tłumikiem. Według wywiadu był bezpośrednio zaangażowany w organizowanie represji wobec lokalnej ludności ukraińskiej i tworzenie izb tortur dla jeńców wojennych.
Specjalista w dziedzinie walki elektronicznej i wywiadu Serhij Bieskrestnow powiedział, że na Ukrainie odnotowano pierwsze użycie drona Shahed z wbudowaną kamerą, modułem SI z wizją maszynową i systemem bezpośredniego sterowania radiowego. „Modem radiowy zainstalowany w dronie umożliwiał zdalne sterowanie nim z odległości do 150 km od granic Rosji lub linii frontu. W przypadku wykorzystania przekaźników lotniczych w ukraińskiej przestrzeni powietrznej odległość ta może być jeszcze większa”. Ponadto ukraińscy inżynierowie badający fragmenty Shahedów, stwierdzili, że wówczas najbardziej martwił ich system sterowania rosyjskimi dronami. Według nich najnowsze modele rosyjskich dronów były odporne na ukraiński sprzęt walki elektronicznej, ponieważ nie opierały się już na nawigacji GPS, lecz były sterowane przez SI i wykorzystywały ukraińskie sieci internetu mobilnego.
Według doniesień amerykańskich mediów, specjalny przedstawiciel USA Keith Kellogg udał się na Białoruś, aby porozmawiać z Alaksandrem Łukaszenką na temat wznowienia rozmów pokojowych pomiędzy Rosją i Ukrainą. Możliwa wizyta specjalnego przedstawiciela na Białorusi była związana z chęcią Stanów Zjednoczonych, aby wpłynąć na rosyjskiego prezydenta Władimira Putina.

### 19 czerwca
W ocenie ISW w ciągu ostatniego roku Zachodowi nie udało się przekonać prezydenta Władimira Putina do ponownej oceny swojej teorii zwycięstwa na Ukrainie. Publiczne oświadczenia Putina wskazywały, że nadal uważał, że siły rosyjskie będą w stanie wygrać wojnę na wyniszczenie, utrzymując stopniowe postępy wzdłuż linii frontu w nieskończoność. Putin oświadczył, że nie podpisze porozumienia pokojowego z prezydentem Wołodymyrem Zełenskim. Siły ukraińskie posuwały się naprzód w północnym obwodzie sumskim, a Rosjanie robili postępy w pobliżu Kupiańska, Torećka i Nowopawliwki.
Sztab Ukrainy podał, że Rosja atakowała w kierunkach Charkowa, Kupiańska, Łymanu, Siewierska, Kramatorska, Torećka, Pokrowska, Nowopawłowska, Hulajpola i Chersonia, gdzie doszło do 176 starć. W ciągu doby wojska rosyjskie przeprowadziły jeden atak rakietowy, 55 nalotów (używając pięć rakiet i 75 bomb lotniczych), 2798 ataków dronów i 114 ostrzałów na pozycje i miejscowości ukraińskie. Operacja w obwodzie kurskim trwała; wojska rosyjskie przeprowadziły 13 ataków, 207 ataki artyleryjskie, 10 ostrzałów i osiem nalotów, używając dziewięciu bomb lotniczych na pozycje ukraińskie. Ukraińskie lotnictwo i artyleria zaatakowały 22 miejsca koncentracji, dwa stanowiska dowodzenia i sześć jednostek artylerii.
Siły Powietrzne Ukrainy poinformowały, że w nocy Rosjanie zaatakowali Ukrainę przy pomocy 104 dronów Shahed 136/131 i dronów-wabików różnych typów, wystrzelonych z Millerowa, Kurska, Orła, Primorsko-Achtarska i Krymu. Ukraińska obrona przeciwlotnicza zniszczyła 40 dronów na północy, wschodzie, południu i w centrum kraju, a kolejne 48 zaginęło na Ukrainie w ramach walki elektronicznej. Trafienia odnotowano w sześciu lokalizacjach. W nocy podczas nalotu na Zaporoże słychać było eksplozje. W wyniku rosyjskiego ataku zginął pracownik „Chersonobłenergo” w obwodzie chersońskim podczas wykonywania obowiązków służbowych. W wyniku rosyjskiego ataku zginęła jedna osoba w obwodzie dniepropetrowskim. Pięć osób zostało rannych w wyniku rosyjskich ataków na rejony nikopolski i samarski w obwodzie dniepropetrowskim.
Ukraińskie drony zaatakowały Wołgograd, blokując ruch lotniczy na lotniskach w Wołgogradzie, Saratowie i Kałudze. Rosyjskie Ministerstwo Obrony stwierdziło, że zostało zestrzelonych ok. 81 dronów nad obwodami briańskim (19), kurskim (17), smoleńskim (13), wołgogradzkim (7), orłowskim (6), rostowskim (5), biełgorodzkim (3), astrachańskim (3), riazańskim (2), moskiewskim (2) i Krymem (5). Nie zgłoszono żadnych ofiar ani szkód.
Rosja i Ukraina przeprowadziły piątą wymianę jeńców w ramach porozumienia osiągniętego podczas negocjacji pokojowych 2 czerwca 2025 roku w Stambule. Nie podano liczby uwolnionych osób, ale cześć z nich to jeńcy ukraińscy z kategorii „poważnie chorzy i ranni”.
Prezydent Wołodymyr Zełenski mianował generała brygady Hennadija Szapowałowa nowym dowódcą Wojsk Lądowych Ukrainy, po rezygnacji Mychajła Drapatyja na początku tego miesiąca.
Korea Północna rozważała wysłanie pracowników w celu zwiększenia produkcji rosyjskich dronów Shahed w zamian za szkolenie w zakresie obsługi dronów i wzmocnienie własnej armii. Wymagałoby to zaangażowania 25 tys. pracowników w „zakładzie znajdującym się w specjalnej strefie ekonomicznej «Alabuga» w republice Tatarstanu”.

### 20 czerwca
Rosyjskie Ministerstwo Obrony Stwierdziło, że siły rosyjskie zajęły miejscowość Myrowe, na północny wschód od Kupiańska w obwodzie charkowskim. Prezydent Wołodymyr Zełenski zauważył, że 23% rosyjskich ataków skoncentrowano w kierunku Sum, gdzie użyto bomb i północnokoreańskich rakiet.
W opinii ISW prezydent Putin powiedział, że Rosjanie i Ukraińcy są jednym narodem, a cała Ukraina jest w istocie rosyjska, jako część wysiłków mających na celu uzasadnienie jego dalszego podboju Ukrainy. Putin stwierdził, że Rosja będzie w stanie osiągnąć swoje cele poprzez przedłużającą się wojnę na Ukrainie. Siły rosyjskie posunęły się w pobliżu Kupiańska, Siewierska, Torećka i Pokrowska.
Według ukraińskich Sił Powietrznych w nocy wojska rosyjskie zaatakowały Ukrainę przy użyciu 86 dronów Shahed 136/131 i dronów-wabików różnych typów, wystrzelonych z Millerowa, Kurska, Orła, Briańska, Primorsko-Achtarska i Krymu. Ukraińska obrona przeciwlotnicza zneutralizowała 34 drony na północy, wschodzie i południu kraju, a kolejne 36 zaginęło na Ukrainie w ramach walki elektronicznej. Trafienia odnotowano w ośmiu lokalizacjach, a szczątki dronów spadły w 11 lokalizacjach.
W nocy Rosjanie przeprowadzili potężny atak na Odessę, Charków i ich przedmieścia, używając ponad 20 dronów. Ok. 20 osób zostało rannych, w tym dwoje dzieci, dziewczynki w wieku 12 i 17 lat. Biuro Prokuratora Generalnego poinformowało, że ok. 1:00 w nocy czasu lokalnego jedna osoba zginęła, a a co najmniej 14 zostało rannych w tym trzech pracowników służb ratunkowych, w „potężnym” rosyjskim ataku dronów na budynki mieszkalne w Odessie. Drony uderzyły w ponad 10 celów, w tym siedem budynków mieszkalnych, i doprowadziły do wielu pożarów na dużą skalę. Uszkodzeniu uległ 23-piętrowy budynek, kilka innych budynków mieszkalnych, z których jeden został całkowicie zniszczony, budynki gospodarcze, placówka edukacyjna, sklepy i samochody. Uszkodzona została takżę infrastruktura głównego dworca kolejowego w mieście. Ponadto w Odessie zostały uszkodzone dwie placówki edukacyjne, Akademia Prawa i Uniwersytet Technologiczny.
Niezależny serwis „Astra” poinformował, |że siły ukraińskie wstrzymały produkcję w jednym z najważniejszych rosyjskich przedsiębiorstw obronnych. „Biuro Projektowe Aparatury im. akademika A. G. Szypunowa” w Tule w obwodzie tulskim przestało pracować po dwukrotnym ataku w ciągu ostatnich trzech dni. Ataki spowodowały poważne uszkodzenia zakładu.
Rosja i Ukraina przeprowadziły szóstą wymianę jeńców w ramach porozumienia osiągniętego podczas negocjacji pokojowych 2 czerwca 2025 roku w Stambule. Ciężko ranni i ciężko chorzy jeńcy wojenni wrócili na Ukrainę. Większość żołnierzy ukraińskich była w niewoli od ponad dwóch lat. Prezydent Zełenski powiedział, że Rosja wykorzystywała powrót poległych na wojnie jako narzędzie manipulacji, aby ukryć skalę strat przed opinią publiczną. Według niego władze Ukrainy potwierdziły, że co najmniej 20 ciał zwróconych przez Rosję jako Ukraińców to w rzeczywistości rosyjscy żołnierze, którzy „czasami (...) mieli nawet rosyjskie paszporty”. „Putin boi się przyznać, ile osób zginęło. Ponieważ jeśli nadejdzie moment, w którym będzie musiał się zmobilizować, jego społeczeństwo będzie się bać”.
Podczas wystąpienia na Forum Ekonomicznym w Petersburgu prezydent Władimir Putin potwierdził roszczenia Rosji do całej Ukrainy i zagroził zajęciem stolicy regionu, Sum. Ponownie zaprzeczył niepodległości narodu ukraińskiego, stwierdzając, że Rosjanie i Ukraińcy są jednym narodem.

### 21 czerwca
Ministerstwo Obrony Rosji ogłosiło, że wojska rosyjskie zajęły wioskę Ołeksandro-Kałynowe, na zachód od Torećka. Materiały geolokalizowane pokazywały, że siły rosyjskie zajęły wioski Zaporiżżia, na południe od Nowopawliwki oraz Szewczenko, na zachód od Wełykiej Nowosiłki. Naczelny dowódca SZ Ukrainy generał Ołeksandr Syrski powiedział, że siły rosyjskie próbowały przesunąć się wzdłuż niemal całego frontu we wschodniej Ukrainie, próbując jednocześnie utworzyć strefę buforową w północno-wschodniej części obwodu sumskiego. Celem ofensywy było dotarcie do granic administracyjnych obwodów donieckiego i ługańskiego na wschodzie i utworzenie strefy buforowej na terenach granicznych obwodów sumskiego i charkowskiego. Stwierdził, że Ukrainie udało się powstrzymać rosyjskie postępy w obwodzie sumskim; „Sytuacja tam się ustabilizowała... odbiliśmy Andrijiwkę i w ciągu tygodnia posunęliśmy się o 200 do 700 m w Junakiwce”. Siły rosyjskie próbowały również całkowicie wyprzeć wojska ukraińskie z terytorium Rosji w obwodach kurskim i biełgorodzkim. „Kontrolujemy ok. 90 km² w rejonie głuszkowskim w obwodzie kurskim”. Dodał, że od połowy czerwca Ukraińcy walczyli z blisko 695 tys. rosyjskich żołnierzy na froncie o długości 1200 km, dodając, że Rosja zrekrutowała w 2025 roku ok. 440 tys. żołnierzy kontraktowych.
Według ISW długoterminowe żądania prezydenta Putina dotyczące całkowitej kapitulacji Ukrainy pozostawały niezmienne. Urzędnicy ukraińscy odpowiedzieli na oświadczenia prezydenta Putina na Międzynarodowym Forum Ekonomicznym w Petersburgu i wezwali społeczność międzynarodową do podjęcia bardziej zdecydowanych działań przeciwko Rosji. Wojska rosyjskie posunęły się w pobliżu Nowopawliwki i Wełykiej Nowosiłki.
Siły Powietrzne Ukrainy oświadczyły, że w nocy wojska rosyjskie zaatakowały Ukrainę przy użyciu 280 obiektów powietrznych, w tym dwóch pocisków hipersonicznych Kindżał (wystrzelonych z obwodu tambowskiego), czterech rakiet manewrujących Kalibr (znad Morza Czarnego), dwóch pocisków manewrujących Iskander-K (z obwodu biełgorodzkiego) oraz 272 dronów Shahed 136/131 i dronów-wabików różnych typów (z Briańska, Primorsko-Achtarska, Kurska, Orła, Millerowa, Szatałowa i Krymu). Głównym celem ataku był obwód połtawski, w szczególności Krzemieńczuk. Ukraińska obrona przeciwlotnicza zniszczyła 260 obiektów, w tym jeden Kindżał (jedna zaginęła), trzy pociski Iskander-K, jeden Kalibr i 140  dronów, a kolejne 112 zaginęły na Ukrainie w ramach walki elektronicznej. Rosyjskie drony/rakiety zostały trafione w Krzemieńczuku, a zestrzelone szczątki spadły w trzech lokalizacjach. Bezpośrednie trafienia i spadające szczątki odnotowano w obiektach infrastruktury energetycznej i na otwartych obszarach w rejonie Krzemieńczuka. Głównym celem Rosji mogła być rafineria ropy naftowej.
W godzinach nocnych wojska rosyjskie ostrzelały Kramatorsk i Słowiańsk w obwodzie donieckim. W Słowiańsku zginął 17-letni chłopiec, a cztery osoby zostały ranne. Uszkodzonych zostało 32 domy prywatne, dwa budynki administracyjne, cztery budynki mieszkalne, zakład produkcyjny i trzy samochody. Według Rady Miasta Kramatorska Rosjanie wystrzelili siedem pocisków na miasto. Wojska rosyjskie zrzuciły cztery bomby lotnicze na Semeniwkę w hromadzie Kramatorska, raniąc trzy osoby oraz uszkadzając 28 domów prywatnych i dwa samochody. Biłokuzminiwka w hromadzie Konstantynówka również została zaatakowana; zraniono jedną osobę i uszkodzono sześć domów. Ponadto została ostrzelana Illiniwka, gdzie zraniono jedną osobę i uszkodzono dom. Władze lokalne podały, że rosyjskie drony zaatakowały rejon niżyński w obwodzie czernihowskim, w wyniku czego odnotowano jedną ofiarę śmiertelną. Atak zniszczył i uszkodził budynki mieszkalne, budynek gospodarczy i garaż. Gubernator Ołeksandr Prokudin powiedział, że Rosja rozpoczęła ataki na kilka miejscowości w obwodzie chersońskim wczesnym rankiem 20 i 21 czerwca, raniąc co najmniej siedmiu cywilów.
Według doniesień drony wywiadu ukraińskiego uderzyły w rosyjski pociąg przewożący paliwo dla jednostek rosyjskich w okupowanej części obwodu zaporoskiego. Aktywista Petro Andriuszczenko opublikował zdjęcie przedstawiające kilka płonących cystern paliwa po ataku przeprowadzonym przez wywiad ukraiński, dodając, że: „W tej chwili Siły Obronne zaatakowały i dobijają rosyjski pociąg cystern na odcinku kolejowym między wsią Łewadne a miastem Mołoczanśk, rejon tokmacki, obwód zaporoski. Na razie płonie 11 zbiorników z paliwem. Dym widać z odległości 15–20 km. Miejscowi potwierdzali główny wynik, przerwanie linii kolejowej. Naprawy potrwają kilka tygodni, co oznacza brak dostaw paliwa na front w tym okresie”.
Naczelny dowódca armii ukraińskiej generał Syrski powiedział, że ataki ukraińskie głęboko na terytorium Rosji między styczniem a majem kosztowały Rosję ponad 10 miliardów dolarów, w tym 1,3 miliarda dolarów bezpośrednich szkód w obiektach przemysłowych i infrastrukturze. Pośrednie szkody spowodowane zakłóceniem rosyjskiej działalności przemysłowej oszacowano na 9,5 miliarda dolarów, co dało stosunek kosztów do rezultatów ukraińskich głębokich ataków na poziomie 1:15. Syrski stwierdził, że „podczas negocjacji strona rosyjska wymieniła wstrzymanie ataków na przemysł rafinacji ropy naftowej jako jeden z warunków. To pokazuje, że nasze ataki były naprawdę skuteczne. Oczywiście będziemy kontynuować. Zwiększymy skalę i głębokość”, podkreślając, że ataki były wymierzone wyłącznie w obiekty wojskowe. Syrski stwierdził także, że pomimo poważnego niedoboru rakiet ziemia-powietrze, Ukraina nadal zestrzelała ok. 82% rosyjskich dronów podczas rosyjskich nalotów na miasta ukraińskie, wskazując, że Ukraina musi mieć dwa razy więcej rakiet ziemia-powietrze i systemów przeciwlotniczych, aby zapewnić niezawodną obronę miast i infrastruktury krytycznej.
Wywiad ukraiński podał, że na dzień 15 czerwca 2025 roku Rosja miała w swoim arsenale ponad 1950 pocisków strategicznych, w tym 500 pocisków balistycznych Iskander-M, 150 hipersonicznych pocisków Ch-47M2 Kindżał i ponad 60 północnokoreańskich pocisków balistycznych KN-23, a także 300 pocisków manewrujących Iskander-K, 260 pocisków manewrujących Ch-101, ponad 280 pocisków manewrujących Ch-22/Ch-32 i ponad 400 pocisków manewrujących Kalibr, przy szacowanej miesięcznej produkcji do 195 pocisków. Ponadto Rosja posiadała ponad 6 tys. dronów Shahed i ponad 6 tys. dronów Gerbera, a przewidywano, że będzie w stanie zwiększyć produkcję ze 170 do 190 szt. dziennie.
Wywiad ukraiński poinformował także, że obywatele Uzbekistanu i Tadżykistanu stawali się coraz częściej celami rekrutacji do armii rosyjskiej. Byli to migranci zarobkowi, którzy przybywali do Rosji w poszukiwaniu pracy. Przedstawiciele armii rosyjskiej wprowadzali cudzoziemców w błąd obietnicami wysokich dochodów w ramach krótkoterminowych kontraktów, po czym tworzyli oddzielne jednostki dla migrantów, które najczęściej były wykorzystywane w najbardziej niebezpiecznych rejonach frontu.

### 22 czerwca
Rosyjskie Ministerstwo Obrony stwierdziło, że wojska rosyjskie zdobyły wioskę Hrekiwka w obwodzie ługańskim.
Materiały geolokalizowane pokazywały, że siły rosyjskie zajęły wsie Komar i Perebudowa w obwodzie donieckim. Naczelny dowódca armii ukraińskiej generał Ołeksandr Syrski oświadczył, że nie można wykluczyć możliwości nowego ataku ze strony Białorusi. Według doniesień na terytorium Białorusi trwały prace przygotowawcze. Mobilizowane były znaczące kontyngenty oraz zbierany był sprzęt i środki bojowe. Do tej pory zostało przyjętych 13 tys. żołnierzy. Aktywna faza jest zaplanowana na okres od 12 do 16 czerwca 2025 roku.
W ocenie ISW możliwa decyzja Iranu o zamknięciu cieśniny Ormuz spowoduje znaczny wzrost światowych cen ropy naftowej, co przyniesie Rosji ogromne korzyści ekonomiczne i finansowe, odwracając trwające od miesięcy spadające dochody z rosyjskiej ropy naftowej i umożliwiając jej dalsze finansowanie wojny z Ukrainą w średnim okresie. Zintensyfikowane wysiłki Rosji w zakresie generowania sił wydawały się generować siły rezerwowe, które Rosja będzie mogła wykorzystać na Ukrainie lub przeciwko NATO w przyszłości, pomimo obecnych ograniczeń rosyjskich możliwości ofensywnych na Ukrainie. Wojska ukraińskie posuwały się naprzód w północnym obwodzie sumskim, a siły rosyjskie poczyniły postępy w pobliżu Nowopawliwki.
Sztab Ukrainy podał, że Rosja atakowała w kierunkach Charkowa, Kupiańska, Łymanu, Siewierska, Kramatorska, Torećka, Pokrowska, Nowopawłowska, Zaporoża i Chersonia, gdzie doszło do 142 starć. W ciągu doby wojska rosyjskie przeprowadziły cztery ataki rakietowe, 63 naloty (używając 10 rakiet i 76 bomb lotniczych), 3416 ataków dronów i 118 ostrzałów na pozycje i miejscowości ukraińskie. Operacja w obwodzie kurskim trwała; wojska rosyjskie przeprowadziły 20 ataków, 257 ataków artyleryjskich, osiem ostrzałów i 10 nalotów, używając 17 bomb lotniczych na pozycje ukraińskie. Ukraińskie lotnictwo i artyleria zaatakowały sześć miejsc koncentracji, dwie jednostki artylerii i system przeciwlotniczy.
Według ukraińskich Sił Powietrznych w nocy Rosja zaatakowała terytorium Ukrainy za pomocą dwóch pocisków balistycznych Iskander-M/KN-23 (wystrzelonych z obwodów woroneskiego i rostowskiego), rakiety przeciwlotniczej S-300 (z obwodu donieckiego) oraz 47 dronów Shahed 136/131 i dronów-wabików różnych typów (z Kurska i Primorsko-Achtarska). Głównym celem ataku był obwód czernihowski. Ukraińska obrona przeciwlotnicza zneutralizowała 18 dronów na północy, wschodzie i południu kraju, a kolejne 10 zaginęło na Ukrainie w ramach walki elektronicznej. Rosyjskie drony/rakiety zostały odnotowane w siedmiu lokalizacjach, w tym w obwodach czernihowskim, sumskim i odeskim.
Rzecznik armii ukraińskiej Witalij Sarantsew poinformował, że Rosja przeprowadziła atak rakietowy (prawdopodobnie za pomocą rakiety Iskander-M) na tymczasowy poligon ukraińskiej brygady zmechanizowanej, gdzie szkolono personel wojskowy. W wyniku ataku zginęły trzy osoby, a 14 zostało rannych. Według jednego z kanałów na Telegramie poligon znajdował się w obwodzie mikołajowskim.
Ukraina otrzymała pierwszy lekki dwukołowy samolot „Shark”, wyprodukowany przez czesko–słowacką firmę Shark.Aero. Wyposażone są w systemy walki radioelektronicznej przeciwko dronom. Pod kadłubem w środku płatowca umieszczono kontener WRE, a podczas lotu na wysokości 1800 m samolot może zakłócić wrogie systemy w promieniu 4,5 km. Norwegia ogłosiła plany rozwoju i produkcji dronów nawodnych na terytorium Ukrainy. Według oświadczenia ministerstwa obrony Norwegia otrzymała ok. 580 milionów euro na wsparcie „koalicji morskiej” pod przewodnictwem tego kraju i Wielkiej Brytanii. Norweska firma zbrojeniowa Kongsberg Defense & Aerospace (KDA) podpisała umowę ze ukraińskim partnerem na rozwój i produkcję dronów nawodnych na Ukrainie przy użyciu norweskich technologii i w pełnym zakresie. Poinformowano również, że Norwegia, wraz z firmą Kongsberg i Ukrainą, finansowała i rozwijała pociski dla systemu przeciwlotniczego NASAMS. Kanada pomagała Ukrainie zmodernizować śmigłowce do przechwytywania dronów Shahed. Firmy kanadyjskie przekazały Ukrainie sprzęt, aby zmodernizować śmigłowce i poprawić ich zdolności bojowe. Początkowe rozmowy dotyczyły systemów sterowania optycznego i namierzania.

### 23 czerwca

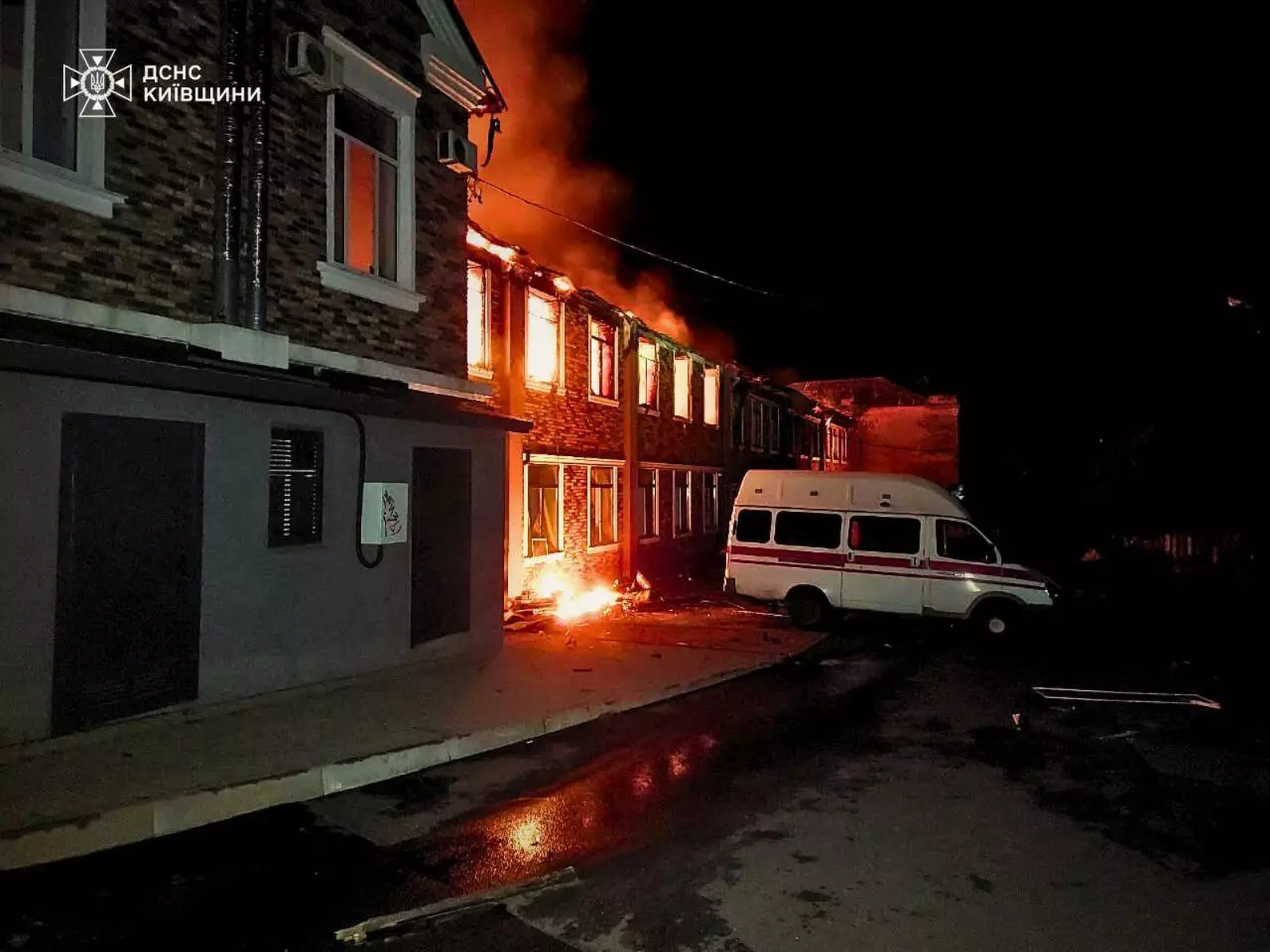
Klinika „CSM. Biała Cerkiew” w Białej Cerkwi po nocnym rosyjskim ataku rakietowym i dronów na Ukrainę. Jedna osoba zginęła, a osiem zostało rannych, w tym pacjenci i dwóch ratowników medycznych.

Według ISW siły ukraińskie posuwały się naprzód w północnym obwodzie sumskim. Wojska rosyjskie poczyniły postępy w pobliżu Kupiańska, Borowej, Pokrowska i Nowopawliwki oraz w obwodzie sumskim.
SG Ukrainy podał, że Rosja atakowała w kierunkach Charkowa, Kupiańska, Łymanu, Siewierska, Kramatorska, Torećka, Pokrowska, Nowopawłowska i Chersonia, gdzie doszło do 165 starć. W ciągu doby wojska rosyjskie przeprowadziły trzy ataki rakietowe, 36 nalotów (używając 72 bomby lotnicze), 2861 ataków dronów i 113 ostrzałów na pozycje i miejscowości ukraińskie. Operacja w obwodzie kurskim trwała; wojska rosyjskie przeprowadziły 10 ataków, 262 ataków artyleryjskich, osiem ostrzałów i 12 nalotów, używając 22 bomb lotniczych na pozycje ukraińskie. Ukraińskie lotnictwo i artyleria zaatakowały 17 miejsc koncentracji, trzy jednostki artylerii i stanowisko dowodzenia.
Siły Powietrzne Ukrainy poinformowały w nocy Rosjanie zaatakowali terytorium Ukrainy za pomocą 368 obiektów powietrznych, w tym 11 pocisków balistycznych Iskander-M/KN-23 (wystrzelonych z obwodów rostowskiego i briańskiego), pięciu pocisków manewrujących Iskander-K (z obwodu kurskiego) oraz 352 dronów Shahed 136/131 i dronów-wabików różnych typów (z Kurska, Szatałowa, Orła, Briańska, Millerowa i Primorsko-Achtarska). Głównym celem ataku był Kijów. Ukraińska obrona przeciwlotnicza zniszczyła 354 obiekty, w tym siedem Iskander-M/KN-23 (trzy zaginęły), pięć Iskander-K i 146 dronów, a kolejne 193 zaginęły na Ukrainie w ramach walki elektronicznej. Rosyjskie drony/rakiety trafiły w siedmiu miejscach, a szczątki zestrzelonych dronów spadły w 25 lokalizacjach, m.in. w Kijowie i obwodzie kijowskim.
Lokalni urzędnicy poinformowali, że ok. 1:00 w nocy co najmniej dziewięć osób zginęło, a ok. 34 kolejne zostały ranne, w tym czworo dzieci, w rosyjskim ataku rakietowym i dronów na Kijów i okolice. Atak trwał łącznie ok. 3,5 godziny. Największe zniszczenia miały miejsce w rejonie szewczenkowskim, gdzie 5-piętrowy budynek częściowo zawalił się po uderzeniu pociskiem balistycznym. Gubernator Ołeh Kiper podał, że trzy osoby zginęły, a co najmniej 12 zostało rannych po uderzeniu rosyjskiej rakiety balistycznej na Białogród nad Dniestrem w obwodzie odeskim. Atak wymierzony był w lokalną instytucję edukacyjną, niszcząc budynek i pozostawiając kilka osób uwięzionych pod gruzami. W obwodzie czernihowskim dwie osoby zginęły, a 10 zostało rannych, w tym troje dzieci, w wyniku nocnego rosyjskiego ataku dronem Łancet. W wyniku nocnego ataku rosyjskiego na Białą Cerkiew zostały uszkodzone budynki mieszkalne, domy prywatne, przedsiębiorstwo, a także budynek hotelu, w którym mieściła się placówka medyczna. 67-letnia kobieta zmarła w wyniku odniesionych obrażeń, a osiem kolejnych osób zostało rannych, w tym dwóch ratowników.
Ok. 3:41 nad ranem skład ropy naftowej „Atlas Rosrezerw” w obwodzie rostowskim został zaatakowany przez ukraińskie drony, w wyniku czego wybuchł pożar zbiorników paliwa. Rosyjskie Ministerstwo Obrony poinformowało jedynie, że w rejonie Kamensky wybuchł pożar, podczas gdy satelity NASA FIRMS wykryły ciepło.
Rząd Nowej Zelandii ogłosił zobowiązanie w wysokości 2,3 miliona dolarów na wsparcie funduszy związanych z pomocą wojskową dla Ukrainy. Środki trafią do dwóch funduszy międzynarodowych, które zapewniają śmiercionośną i nieśmiercionośną pomoc wojskową dla Ukrainy: NATO Security Assistance and Training Trust Fund for Ukraine (NSATU) oraz kierowanej przez Wielką Brytanię i Łotwę „koalicji dronów” dla Ukrainy.
Szef SBU Wasyl Maluk oświadczył, że udaremniono dwa zamachy na prezydenta Wołodomyra Zełenskiego przeprowadzone przez rosyjską FSB. Jeden z nich dotyczył pułkownika wyznaczonego do ochrony Zełenskiego. Drugi dotyczył „uśpionego agenta” w Polsce, który miał przeprowadzony zamach na lotnisku w Rzeszowie; SBU współpracowała z Agencją Bezpieczeństwa Wewnętrznego.

### 24 czerwca

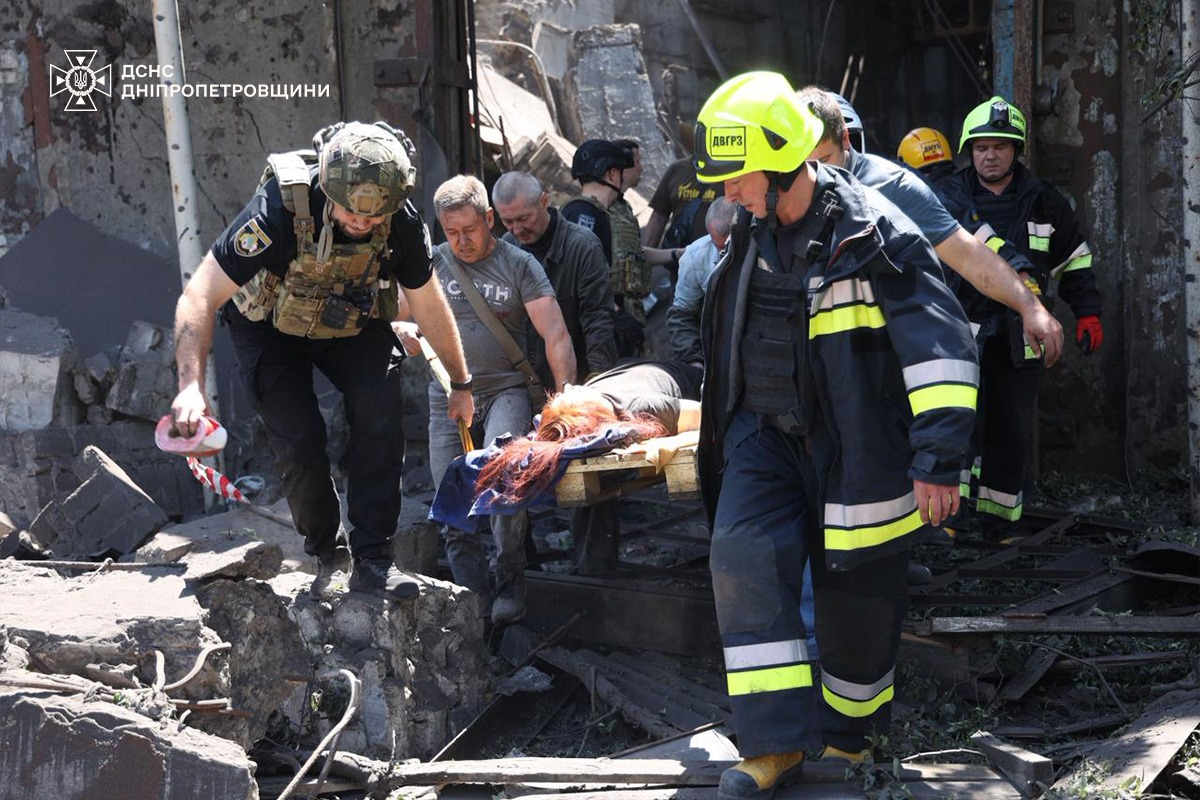
Skutki rosyjskiego ataku rakietowego na obwód dniepropetrowski. Zginęły 23 osoby, a ponad 340 zostało rannych. Uszkodzonych zostało kilkadziesiąt domów i innych obiektów, w tym pociąg pasażerski Odessa—Zaporoże.

Materiały geolokalizowane pokazywały, że wojska rosyjskie zajęły miejscowości Małynivka, na północny wschód od Pokrowska i Nowoserhijiwka, na zachód od Pokrowska. Ponadto rosyjskie źródło stwierdziło, że siły rosyjskie zajęły Dylijiwkę, na północ od Torećka w obwodzie donieckim.
W opinii ISW Rosja kontynuowała wysiłki mające na celu zwiększenie rosyjskiej siły bojowej poprzez ustalenie warunków podporządkowania sił sojuszniczych Rosji z Organizacji Układu o Bezpieczeństwie Zbiorowym pod rosyjskie dowództwo wojskowe. Wojska rosyjskie zwiększały wykorzystanie motocykli na linii frontu na Ukrainie. Siły ukraińskie posunęły się w pobliżu Torećka i Chersonia, a siły rosyjskie poczyniły postępy w północnym obwodzie sumskim oraz w pobliżu Czasiw Jaru, Pokrowska i Nowopawliwki.
Sztab Ukrainy podał, że Rosja atakowała w kierunkach Charkowa, Kupiańska, Łymanu, Siewierska, Kramatorska, Torećka, Pokrowska, Nowopawłowska, Hulajpola, Zaporoża i Chersonia, gdzie doszło do 151 starć. W ciągu 24h wojska rosyjskie przeprowadziły trzy ataki rakietowe, 64 naloty (używając dziewięć rakiet i 118 bomb lotniczych), 3943 ataków dronów i 106 ostrzałów na pozycje i miejscowości ukraińskie. Operacja w obwodzie kurskim trwała; wojska rosyjskie przeprowadziły 10 ataków, 189 ataków artyleryjskich, pięć ostrzałów i 10 nalotów, używając 16 bomb lotniczych na pozycje ukraińskie. Ukraińskie lotnictwo i artyleria zaatakowały osiem miejsc koncentracji, cztery jednostki artylerii, dwa punkty kontroli dronów, skład amunicji i inteligentny radar.
Według ukraińskich Sił Powietrznych w nocy siły rosyjskie zaatakowały Ukrainę  przy użyciu 97 dronów Shahed 136/131 i dronów-wabików różnych typów, wystrzelonych z Orła, Millerowa, Kurska, Primorsko-Achtarska i Krymu. Ukraińska obrona przeciwlotnicza zestrzeliła 63 drony na wchodzie, południu i północy kraju, a kolejne 15 zaginęło na Ukrainie w ramach walki elektronicznej. Odnotowano trafienia w sześciu lokalizacjach.
Według lokalnych urzędników o 11:00 nad ranem co najmniej 19 osób zginęło, a ok. 300 zostało rannych, w tym 27 dzieci, w rosyjskich atakach rakietowych na Dniepr i Samar. Gubernator Serhij Łysak powiedział, że Rosjanie uderzyli w infrastrukturę cywilną i pociąg pasażerski w Dnieprze; atak wywołał duży pożar, a także uszkodził akademik, salę gimnastyczną i budynek administracyjny. Miasto Mirhorod również zostało zaatakowane przez Rosjan. W sumie wojska rosyjskie wystrzeliły sześć pocisków balistycznych Iskander-M w kierunku Dniepru i Mirhorodu; cztery eksplodowały w Dnieprze i obwodzie dniepropetrowskim, a dwa w Mirhorodzie. W Dnieprze uszkodzono 14 szkół i przedszkoli. Atak uszkodził również miejski szpital i poliklinikę. Jedna z rakiet uderzyła w pobliżu stacji kolejowej, uszkadzając pociąg nr. 52 Odessa–Zaporoże. Znaczne szkody odnotowano także w sektorze prywatnym. Gubernator Ołeh Hryhorow poinformowało, że siły rosyjskie przeprowadziły atak dronów na Werchnia Syrowatka w obwodzie sumskim, zabijając trzy osoby, w tym 8-letniego chłopca i raniąc sześć kolejnych osób, w tym troje dzieci. Atak uszkodził ok. 30 budynków mieszkalnych i cztery samochody oraz wywołał duży pożar.
Gubernator Andriej Worobiow powiedział, że nad ranem ukraiński dron uderzył w wielopiętrowy budynek mieszkalny w Krasnogorsku w obwodzie maskiewskim, wywołując pożar i raniąc dwie osoby. Dwa kolejne drony zostały zestrzelone na zachód od Moskwy. Ministerstwo Obrony Rosji poinformowało, że obrona przeciwlotnicza zniszczyły dziewięć dronów nad obwodami kurskim i briańskim. ISW poinformowało o potencjalnym ataku rakietowym za pomocą pocisku Neptun na stanowisko dowodzenia rosyjskiej 88 Brygady Ochotniczej „Hispaniola” na Krymie.
Według OSW siły rosyjskie kontynuowały ataki na kilku kierunkach w Donbasie, jednak osiągnięte przez nie postępy nie spowodowały zmiany sytuacji militarnej. Pod kontrolę Rosjan przeszły kolejne miejscowości pomiędzy Pokrowskiem a Wełyką Nowosiłką, gdzie przekroczyli rzekę Mokri Jały i posuwali się na zachód po obu stronach trasy Donieck–Zaporoże. Trwały walki o broniące dostępu do Konstantynówki miejscowości Jabłuniwka i Ołeksandro-Kałynowe, a także leżące na wschód od niej Biłą Horę i Stupoczky. Rosjanie posunęli się także na północny wschód od Siewierska, gdzie osiągnęli leżącą 4 km od tego miasta Serebriankę, oraz na północ od Łymanu, gdzie przekroczyli granice obwodów donieckiego i charkowskiego. Według niektórych źródeł zajęli również Hrekiwkę, przedostatnią kontrolowaną przez Ukraińców miejscowość w obwodzie ługańskim. Intensywność ataków rosyjskich w przygranicznych rejonach obwodu sumskiego znacząco spadła. Pod kontrolę Rosjan przeszła następna wieś na północ od Sum, Nowomykołajiwka, lecz według generała Ołeksandra Syrskiego siły ukraińskie odzyskały inną z zajętych wcześniej miejscowości, Andrijiwkę.
NATO zainwestowało prawie 37 mln euro w łączność satelitarną dla sił ukraińskich w ramach pakietu kompleksowej pomocy. To wsparcie znacznie wzmocniło kontrolę walki i systemy informacyjne armii ukraińskiej. Według doniesień całkowity koszt projektów przekroczy 70 mln euro w nadchodzących miesiącach. Minister obrony Dick Schoof powiedział, że Holandia przekaże Ukrainie pakiet pomocy wojskowej o wartości 175 mln euro, który obejmował 100 radarów do wykrywania dronów i 20 półbezzałogowych pojazdów modułowych Ermine CASEVAC do ewakuacji rannych. Dostawy sprzętu mają zostać zakończone do końca 2025 roku. Holandia rozpocznie również produkcję dronów dla Ukrainy zgodnie z ukraińskimi specyfikacjami. Minister obrony Rustem Umierow powiedział, że Ukraina i Wielka Brytania osiągnęły porozumienie w sprawie wspólnej produkcji dronów. Dodał, że Wielka Brytania sfinansuje zakup dronów zaprojektowanych przez Ukrainę i wyprodukowanych na Wyspach Brytyjskich. Umierow podpisał również list intencyjny z ministrem obrony Troelsem Lundem Poulsenem w sprawie rozpoczęcia ukraińskiej produkcji obronnej w Danii, przy czym Dania zapewniła 47 milionów dolarów na ten projekt. Premier Wielkiej Brytanii Keir Starmer powiedział, że Wielka Brytania wykorzysta zyski z zamrożonych aktywów rosyjskich na zakup 350 pocisków przeciwlotniczych dla Ukrainy o wartości 87 milionów dolarów. Minister finansów Lars Klingbeil powiedział, że rząd niemiecki zatwierdził projekt budżetu państwa na 2025 rok, który obejmuje 8,3 mld euro pomocy wojskowej dla Ukrainy.
Prezydent Wołodymyr Zełenski, podczas przemówienia na sesji plenarnej Forum Przemysłu Obronnego na szczycie NATO w Hadze, powiedział, że potencjał ukraińskiego kompleksu obronno-przemysłowego przekroczył już 35 miliardów dolarów i obejmował prawie 1 tys. rodzajów produktów, ale 40% nie ma odpowiedniego finansowania. Zełenski wspomniał również, że od początku inwazji Rosja wystrzeliła w kierunku 28 743 wyprodukowanych w Iranie dronów Shahed 136/131, z czego 2736 wystrzelono w samym czerwcu 2025 roku. Podkreślił, że bez wsparcia Iranu Rosja nigdy nie byłaby w stanie przeprowadzić ataków dronów na taką skalę i wezwał do pociągnięcia do odpowiedzialności osób zaangażowanych.

### 25 czerwca

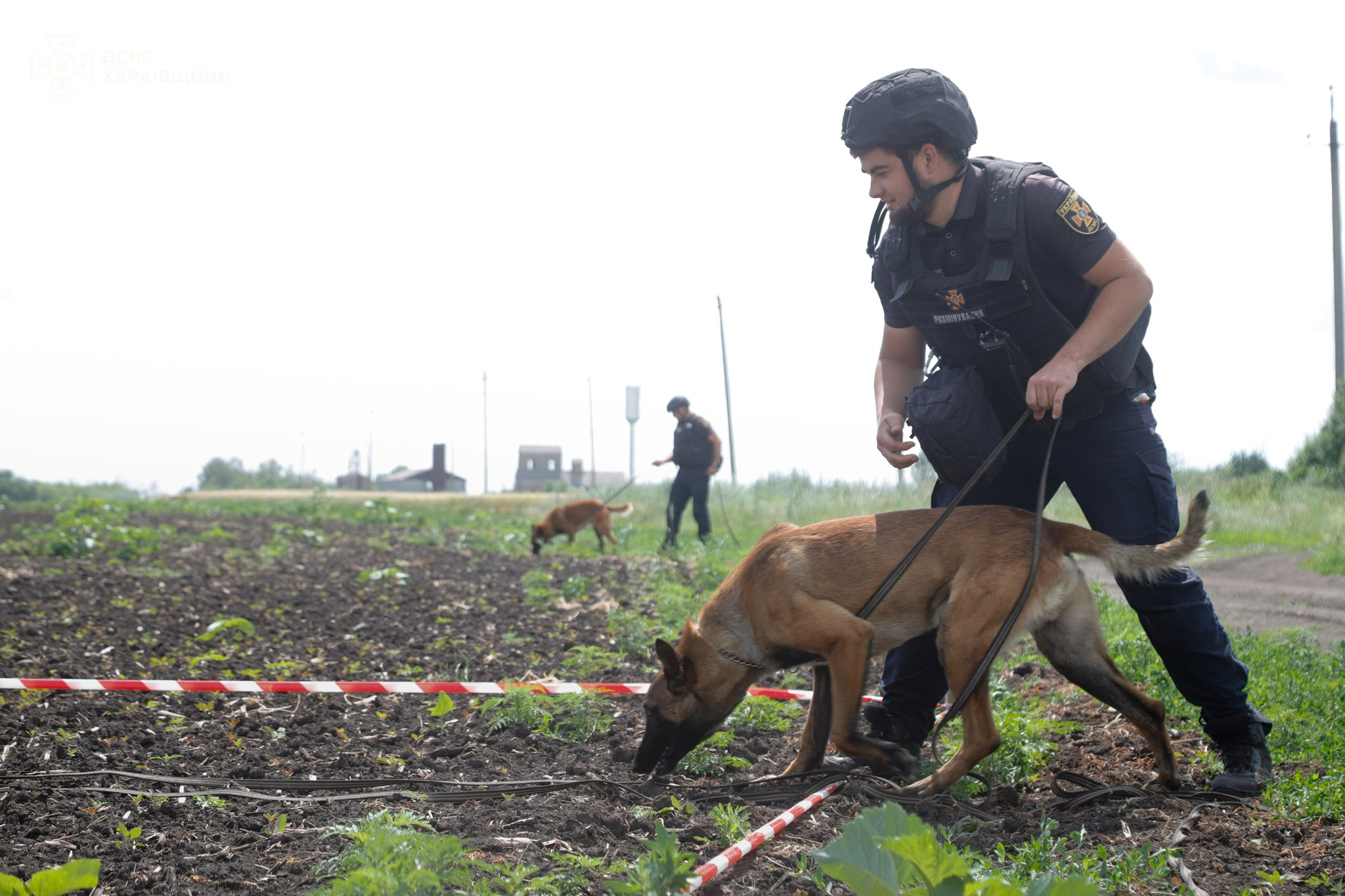
Psy Państwowej Służby Ratowniczej Ukrainy przeszukują tereny pod kątem ładunków wybuchowych na polach obwodu charkowskiego.

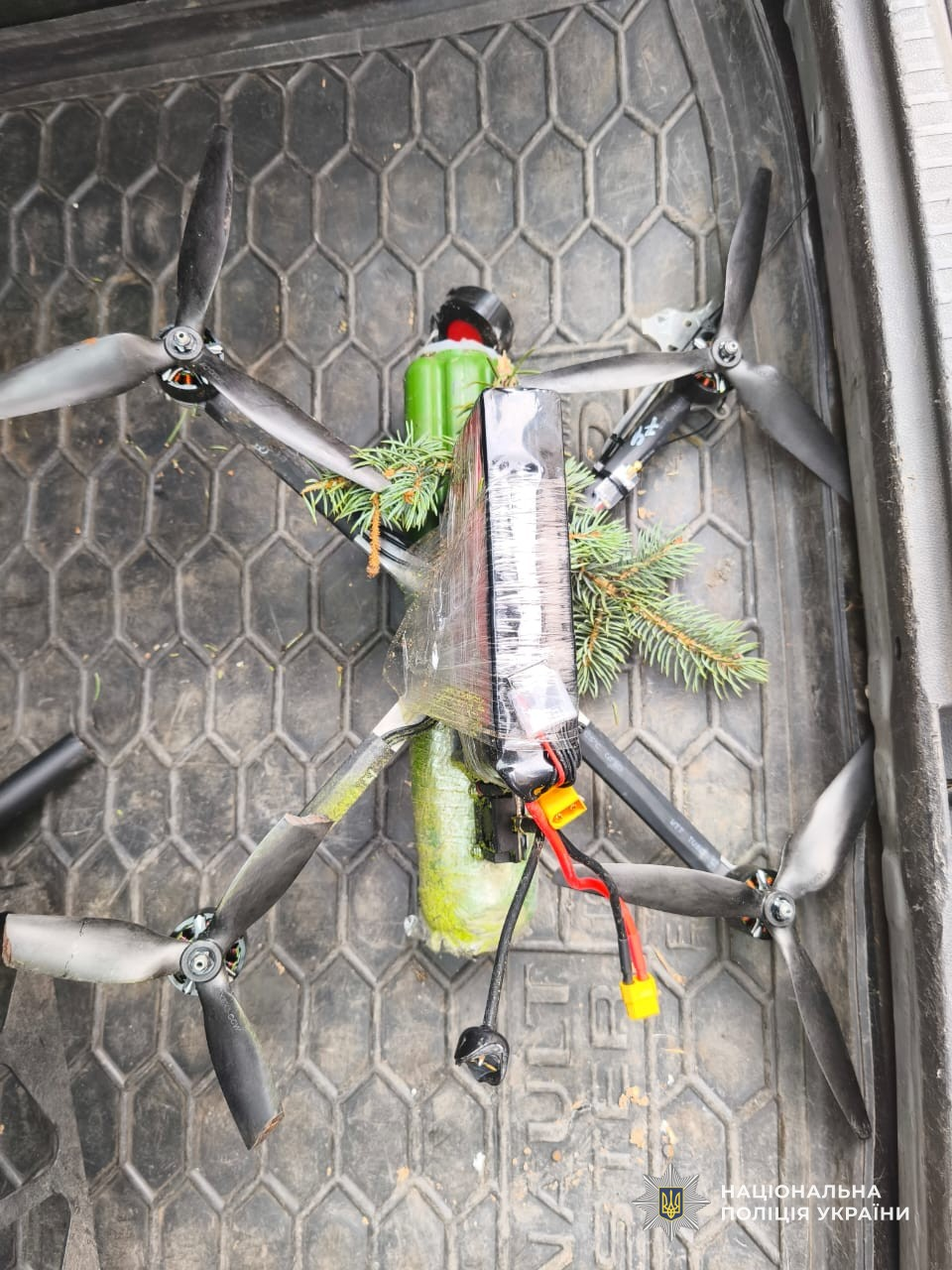
Rosyjski dron z ładunkiem wybuchowym, który został wystrzelony w pobliżu Nikopola, ale utknął na świerku.

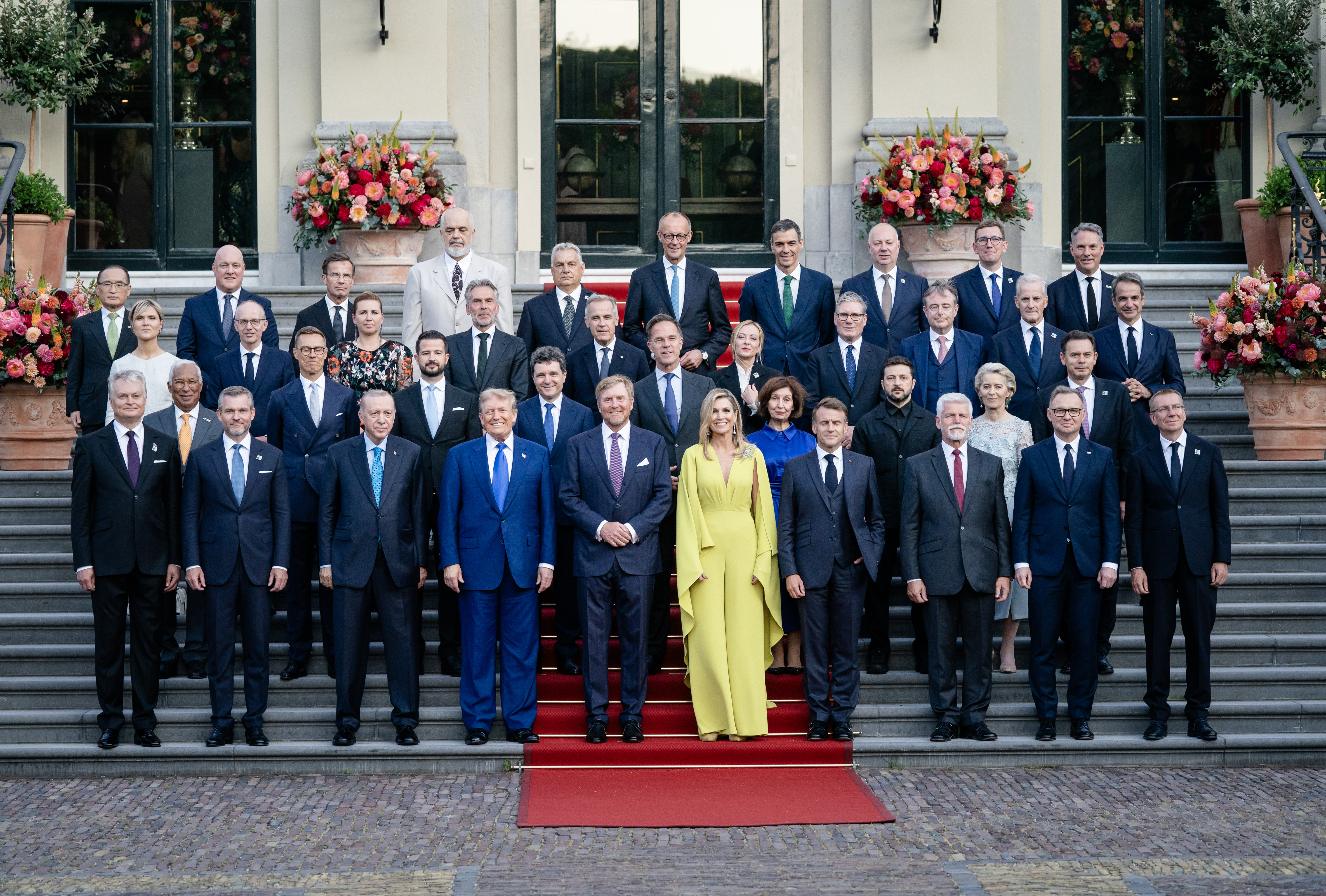
Spotkanie szefów państw i rządów 32 krajów członkowskich NATO, krajów partnerskich i Unii Europejskiej, odbywające się w Hadze w Holandii w dniach 24–25 czerwca 2025 roku.

Nagrania geolokalizacyjne pokazywały, że siły ukraińskie odbiły miejscowość Zełenyj Haj, na wschód od Borowej w obwodzie charkowskim.
Według ISW prezydent Donald Trump stwierdził, że Rosja może mieć ambicje terytorialne wykraczające poza Ukrainę; zgodnie z długoletnimi ocenami Instytutu Rosja przygotowowała się do przyszłego konfliktu z NATO i ustalała warunki uzasadniające przyszłą agresję przeciwko byłym państwom Związku Radzieckiego spoza NATO. Siły ukraińskie posunęły się w pobliżu Borowej i Wełykiej Nowosiłki, a wojska rosyjskie zrobiły postępy w kierunku Wołczańska oraz w pobliżu Pokrowska i Nowopawliwki.
SG Ukrainy oświadczył, że Rosja atakowała w kierunkach Charkowa, Kupiańska, Łymanu, Siewierska, Kramatorska, Torećka, Pokrowska, Nowopawłowska, Hulajpola, Zaporoża i Chersonia, gdzie doszło do 154 starć. W ciągu doby wojska rosyjskie przeprowadziły 79 nalotów (używając 117 bomb lotniczych), 3278 ataków dronów na pozycje i miejscowości ukraińskie. Operacja w obwodzie kurskim trwała; wojska rosyjskie przeprowadziły 14 ataków, 263 ataki artyleryjskie, siedem ostrzałów i osiem nalotów, używając 20 bomb lotniczych na pozycje ukraińskie. Ukraińskie lotnictwo i artyleria zaatakowały 11 miejsc koncentracji i jednostkę artylerii.
Siły Powietrzne Ukrainy podały, że w nocy wojska rosyjskie zaatakowały Ukrainę przy wykorzystaniu 71 dronów Shahed 136/131 i dronów-wabików różnych typów, wystrzelonych z Briańska, Millerowa, Kurska, Primorsko-Achtarska i Krymu. Ukraińska obrona przeciwlotnicza zniszczyła 32 drony na wchodzie, południu i północy kraju, a kolejne 20 zaginęło na Ukrainie w ramach walki elektronicznej. Odnotowano trafienia w sześciu miejscowościach w obwodach odeskim, sumskim i charkowskim. Ataki miały miejsce w pobliżu wieżowca i przedsiębiorstwa w rejonie kijowskim Charkowa. W wyniku ataku został ranny 64-letni mężczyzna. Ponadto w nocy Rosjanie uderzyli bombami lotniczymi w sektor mieszkalny we wsi Wodiane w rejonie kupiańskim, wyniku czego jedna osoba zginęła, a pięć osób zostało rannych.
Według kanału na Telegramie „Crimean Wind” w godzinach nocnych na Krymie odnotowano eksplozje w Dżankoju, Kerczu i w pobliżu Przylądka Czauda oraz była aktywna lokalna obrona przeciwlotnicza. Szef ukraińskiego Centrum Przeciwdziałania Dezinformacji Ukraińskie Andrij Kowalenko powiedział, że drony zaatakowały i uszkodziły rosyjski zakład „Atlant-Aero” w Taganrogu, związany z produkcją dronów, systemów walki elektronicznej, cyfrowych systemów integracji dla dronów FPV i amunicji krążącej. Gubernator Jurij Ślusar powiedział, że chociaż nie było ofiar, ataki rzekomo spowodowały pożar w kompleksie sportowym oraz uszkodziły szkołę średnią i dwa budynki mieszkalne w Taganrogu, a w pobliskim Azowie uderzono w magazyn zbożowy i zakład przemysłowy. Rosyjskie Ministerstwo Obrony stwierdziło, że przechwycono 40 dronów w kilku obszarach, w tym Krymem i obwodem rostowskim.
Prezydent Wołodymyr Zełenski podczas spotkania z premier Mette Frederiksen powiedział, że Dania stanie się pierwszym krajem, w którym, poza Ukrainą, zostanie ustanowiona wspólna produkcja dronów dalekiego zasięgu i pocisków. W związku z tym Dania planuje przeznaczyć 1,26 mld euro na ukraińską produkcję dronów dalekiego zasięgu. „Przywódcy zwrócili szczególną uwagę na pogłębienie współpracy obronnej i produkcję broni zarówno na Ukrainie, jak i w Danii. Osobno omawiano rozwój «modelu duńskiego», który udowodnił swoją skuteczność”.
Ukraina zaprezentowała zestaw bomb szybowcowych FAB-500 o zasięgu 60 km (w planach do 80 km), który miał być odpowiedzią na rosyjskie bomby szybowcowe KAB (UMPK).
Odbył się drugi dzień szczytu NATO w Hadze. Przywódcy państw członkowskich NATO potwierdzili swoje zobowiązanie do wydawania 5% PKB na obronę, biorąc pod uwagę wyzwania dotyczące bezpieczeństwa stawiane przez Rosję i terroryzm. Jednocześnie kraje będą wydawać 3,5% PKB na podstawowe potrzeby obronne i 1,5% na szersze środki, takie jak cyberbezpieczeństwo, ochrona rurociągów, sieci oraz przygotowywanie dróg i mostów do przemieszczania ciężkiego sprzętu wojskowego.

### 26 czerwca
Naczelny dowódca armii ukraińskiej generał Ołeksandr Syrski ogłosił wstrzymanie rosyjskiej ofensywy w obwodzie sumskim. „Dzień intensywnej pracy na kierunku północno-słobożańskim. Obrona obwodu sumskiego była jednym z głównych zadań. Na podstawie danych z maja-czerwca możemy stwierdzić, że tegoroczna fala prób «letniej ofensywy» wroga z terytorium FR została stłumiona w taki sam sposób, jak próba działań ofensywnych w obwodzie charkowskim. Jednak nasze wcześniej przyjęte decyzje już przynoszą rezultaty. Postęp wojsk rosyjskich w rejonach przygranicznych obwodu sumskiego został zatrzymany w tym tygodniu, a linia kontaktu bojowego ustabilizowała się”. Dodał, że: „Na kierunkach północno-słobożańskim i kurskim zaangażowaliśmy taktycznie ok. 50 tys. żołnierzy SZ Rosji, w tym elitarne brygady wojsk powietrznodesantowych i piechotę morską. Nasze działania ofensywne w rejonie Głuszkowa zmusiły wroga do wysłania pewnej części wojsk do obrony swojego terytorium. Znacznie zmniejszyło to możliwości ofensywne głównej grupy wojsk wroga na kierunku sumskim”.
W ocenie ISW wywiad południowokoreański sugerował, że Korea Północna może wysłać wojska na terytorium Ukrainy, co stanowiłoby znaczącą zmianę na polu bitwy. Zdjęcia satelitarne wybranych zakładów naprawczych pojazdów opancerzonych w Rosji wskazywały, że FR nadal polegała na odnawianiu swoich zapasów pojazdów opancerzonych z czasów radzieckich. Siły ukraińskie posuwały się w pobliżu Nowopawliwki, z kolei wojska rosyjskie poczyniły postępy w kierunku północnego obwodu sumskiego i w pobliżu Torećka.
Według ukraińskich Sił Powietrznych w nocy Rosjanie zaatakowali Ukrainę przy pomocy 41 dronów Shahed 136/131 i dronów-wabików różnych typów, wystrzelonych z Briańska, Kurska, Primorsko-Achtarska i Krymu. Głównym celem ataku rosyjskich dronów były obszary przyfrontowe obwodów donieckiego i charkowskiego. Ukraińska obrona przeciwlotnicza zneutralizowana osiem dronów na wchodzie, południu i północy kraju, a kolejne 16 zaginęło na Ukrainie w ramach walki elektronicznej. Rosyjskie zostały zarejestrowane w siedmiu lokalizacjach. Nocny atak dronów w obwodzie odeskim uszkodził budynek mieszkalny, dachy kilku domów, dwa garaże, samochody, ogrodzenie i gazociąg. W Wełykodołynśke ranny został 14-letni chłopiec. W obwodzie dniepropetrowskim obrona przeciwlotnicza zniszczyła dwa Szahedy. W rejonie nikopolskim ostrzelano hromady Pokrowska, Myrowego i Margańca. Uszkodzono kawiarnię, firmę, trzy domy prywatne, budynki gospodarcze i samochód. W obwodzie kijowskim szczątki zestrzelonych dronów uszkodziły domy prywatne w rejonach boryspolskim, fastowskim i buczańskim. W stolicy w jednym z domów wybito okna, a szczątki spadły na teren spółdzielni garażowej. W obwodzie chmielnickim uszkodzeniu uległo 18 budynków mieszkalnych, budynek gospodarczy, linia energetyczna i cztery przedsiębiorstwa (magazyny, warsztaty i budynki administracyjne) w hromadzie Starokonstantynowska.
Wywiad ukraiński poinformował, że ukraińskie drony jednostki „Ghosts” zaatakowały rosyjski system rakietowy S-400 na Krymie, uszkadzając „krytyczne i drogie komponenty” systemu, w tym dwa wielofunkcyjne radary sterujące 92N2E, dwa radary wykrywające 91N6E i wyrzutnię S-400. P.o. gubernatora Aleksandr Chinsztejn stwierdził, że 63-letni chiński dziennikarz Lu Yuguang został ranny w ukraińskim ataku drona na Korieniewo w obwodzie kurskim, ok. 30 km od granicy z Ukrainą. Rosyjskie Ministerstw Obrony podało, że w nocy obrona przeciwlotnicza przechwyciła i zniszczyła 50 ukraińskich dronów wystrzelonych w obwodach kurskim (23), rostowskim (11), briańskim (6), biełgorodzkim (3), moskiewskim (3), kałuskim (1), Republiki Mordowii (1) i Krymu (2). Późnym rankiem MON poinformowało o przechwyceniu sześciu kolejnych ukraińskich dronów nad obwodem briańskim.
Minister środowiska i zasobów naturalnych Switłana Hrynczuk powiedziała, że Ukraina otrzyma 45,7 mln dolarów od partnerów międzynarodowych na naprawę nowego sarkofagu, który zapobiega wyciekom promieniowania w elektrowni jądrowej w Czarnobylu, w którą w lutym 2025 roku uderzył rosyjski dron.
Minister obrony Rustem Umierow powiedział, że Korea Północna wysłała już ok. 11 tys. żołnierzy, aby wesprzeć wojnę Rosji z Ukrainą, co stanowiło ponad 20% elitarnych sił „rezerwy osobistej” przywódcy Korei Północnej Kim Dzong Una. „To żołnierze specjalnie wybrani na podstawie kryteriów fizycznych, psychologicznych i innych. Te jednostki poniosły już znaczne straty”. Dodał, że informacje wywiadowcze wskazywał, że KRLD rozważała wysłanie dodatkowych sił do walki z Rosją, jednak  to posunięcie jeszcze bardziej uszczupliłoby rezerwy strategiczne Korei i zwiększyło ryzyko dla stabilności reżimu. Południowokoreański polityk Lee Sung-gwon powiedział, że Narodowa Służba Wywiadowcza uważała, że Korea Północna może wysłać dodatkowe wojska do Rosji w lipcu i sierpniu 2025 roku oraz nadal dostarczać broń, aby pomóc Rosji w przygotowaniach do ataku na Ukrainę na dużą skalę w lipcu i sierpniu tego roku.
Ukraina i Rosja przeprowadziły wymianę jeńców, w której wzięła udział nieokreślona liczba jeńców wojennych. Prezydent Wołodymyr Zełenski powiedział, że: „Dziś żołnierze Sił Zbrojnych, Gwardii Narodowej i Państwowej Straży Granicznej wracają do domów”. Większość uwolnionych Ukraińców była przetrzymywana od ponad 3 lat, wielu z nich zostało pojmanych podczas oblężenia Mariupola w 2022 roku.

### 27 czerwca

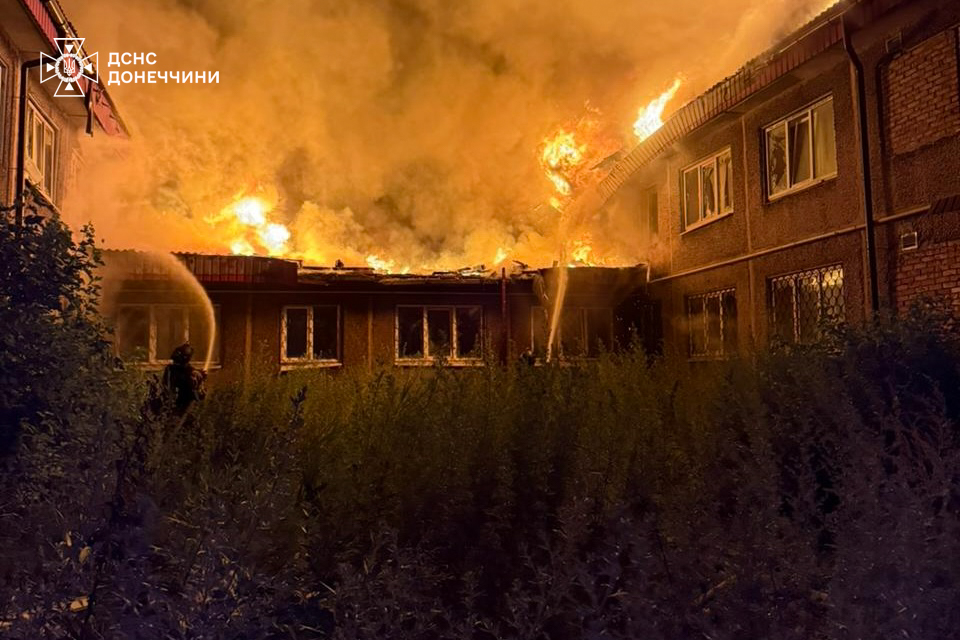
Pożar w Konstantynówce po nocnym rosyjskim ataku dronów. Uszkodzony został budynek administracyjny.

Naczelny dowódca SZ Ukrainy generał Ołeksandr Syrski powiedział, że Pokrowsk pozostawał „najgorętszym punktemna całej 1200-kilometrowej linii frontu”, a Rosja koncentrowała tam największą grupę personelu, siły liczące 111 tys. żołnierzy, dodając, że wojska ukraińskie trzymały linię. „Wróg nadal próbuje przebić się do granicy administracyjnej obwodu donieckiego... Rosyjskie grupy sabotażowe i szturmowe były tutaj szczególnie aktywne dwa tygodnie temu, ale wszystkie zostały zniszczone lub zneutralizowane, a resztki zostały odepchnięte od granicy administracyjnej. Sytuacja jest pod kontrolą”. Rzecznik ukraińskiego Zgrupowania „Chortyca” Wiktor Trehubow, że aktywne walki wciąż trwały wokół wsi Szewczenko w obwodzie donieckim, gdzie znajduje się jedno z największych złóż litu na Ukrainie, zaprzeczając doniesieniom o zajęciu wsi przez Rosję. „To jeden z dwóch najbardziej intensywnych kierunków w tej chwili”.
Według ISW Rosja nadal bagatelizowała społeczne i ekonomiczne koszty wojny na Ukrainie i zawyżone wydatki wojskowe. Biały wywiad sugerował, że Rosja coraz bardziej inwestowała w swój przemysł obronny i rozszerzała swoje możliwości w zakresie dronów, bojowych wozów piechoty oraz produkcji samolotów i budowy okrętów, kilku kluczowych platform, na których Rosja prawdopodobnie polegałaby w przyszłej wojnie z NATO. Siły ukraińskie posuwały się w pobliżu Łymanu, z kolei wojska rosyjskie posuwały się w zachodnim obwodzie zaporoskim oraz w pobliżu Kupiańska, Torećka i Pokrowska.
Siły Powietrzne Ukrainy poinformowały w nocy wojska rosyjskie zaatakowały Ukrainę przy wykorzystaniu 371 obiektów powietrznych, w tym dwóch pocisków hipersonicznych Kindżał (wystrzelonych z riazańskiego), sześciu rakiet manewrujących Kalibr (znad Morza Kaspijskiego) oraz 363 dronów Shahed 136/131 i dronów-wabików różnych typów (z Kurska, Szatałowa, Orła, Briańska i Primorsko-Achtarska). Głównym celem ataku był Starokonstantynów w obwodzie chmielnickim. Ukraińska obrona przeciwlotnicza zneutralizowała 365 obiektów, w tym sześć Kalibrów i 211 dronów, a kolejne 148 zaginęło na Ukrainie w ramach walki elektronicznej. Rosyjskie drony/rakiety trafiły w trzech lokalizacjach, a szczątki zestrzelonych dronów spadły w ośmiu lokalizacjach.
Gubernator Serhij Łysak powiedział, że pięć osób zginęło, a co najmniej 25 kolejnych zostało rannych, w tym cztery w stanie ciężkim, w rosyjskim ataku dronów na Samar w obwodzie dniepropetrowskim. Po ataku wybuchł pożar. Siły rosyjskie przeprowadziły atak na Konstantynówkę w obwodzie donieckim. W wyniku ataku zginął miejscowy mieszkaniec, a kolejny został ranny. Rosjanie przeprowadzili również atak rakietowy (za pomocą rakiety Iskander-M) na Czuhujew, gdzie trzy osoby zostały ranne, w tym jedna była w stanie ciężkim, a dwie były w stanie średnim. W ciągu 24h armia rosyjska zaatakowała obwód zaporoski 312 dronami o różnych modyfikacjach, a także przeprowadziła 12 ataków powietrznych, niszcząc ponad 20 domów prywatnych. Gubernator Ołeksandr Prokudin powiedział, że siły rosyjskie zaatakowały obiekt energetyczny w obwodzie chersońskim, powodując przerwy w dostawie prądu.
Rosyjskie Ministerstwo Obrony poinformowało, że obrona przeciwlotnicza zniszczyła 39 dronów nad obwodami rostowskim (19), wołgogradzkim (13), biełgorodzkim (1), briańskim (1) i samarskim (1) oraz Krymem (4). W rejonie kałaczejewskim w obwodzie wołgogradzki, most nad rzeką Don został zamknięty dla ruchu po pożarze wywołanym atakiem dronów. W Nowokujbyszewsku w obwodzie samarskim, zaatakowano rafinerię ropy Rosnieftu. Gubernator Wiaczesław Fedoriszczew potwierdził, że doszło do pożaru, ale nie było ofiar. W obwodach rostowskim i briańskim podobno nie było ofiar ani zniszczeń. W nocy Federalna Agencja Transportu Lotniczego nałożyła ograniczenia na działalność lotnisk w Wołgogradzie, Samarze i Saratowie. SBU i Sztab Generalny Ukrainy poinformowały, że zniszczono dwa myśliwce-bombowce Su-34 i uszkodziła dwa kolejne w bazie lotniczej Marinowka w obwodzie wołgogradzkim za pomocą dronów dalekiego zasięgu.
Prezydent Wołodymyr Zełenski powiedział na Forum Państwowym i Biznesowym w Kijowie, że ponad 40% obecnej broni Ukrainy używanej do obrony przed inwazją rosyjską jest rozwijanych i produkowanych w kraju.
Według dziennika Le Monde Rosjanie znacznie zwiększyli swoje moce produkcyjne. Rosja rekrutowała setki afrykańskich kobiet do montażu dronów kamikadze. Produkcja Shahedów może wynieść nawet 500 dronów dziennie.
W Niemczech Rosjanie podpalili parking z ciężarówkami Bundeswehry przy jednym z obiektów wojskowych w Erfurcie. Na nagraniu było widać co najmniej sześć ciężarówek MAN Rheinmetallu o różnych modyfikacjach, które płonęły, jednak charakterystyczne krzyże Bundeswehry i niemieckie tablice rejestracyjne były wyraźnie widoczne po bokach, co wskazywało na ich przynależność do armii niemieckiej.

### 28 czerwca
Ministerstwo Obrony Rosji podało, że siły rosyjskie przekroczyły granicę obwodu dniepropetrowskiego i zajęły miejscowość Dachne w pobliżu Nowopawliwki. Materiały geolokalizowane pokazywały, że wojska rosyjskie zajęły miasto Zirka, niedaleko Komaru w obwodzie donieckim.
W ocenie ISW rozmieszczenie przez Rosję eksperymentalnej rakiety-bomby Grom-1 i prawdopodobne działania mające na celu zwiększenie produkcji dronów Shahed były częścią trwających działań mających na celu dostosowanie rosyjskich pakietów uderzeniowych przeciwko Ukrainie w celu przytłoczenia ukraińskiej obrony powietrznej i spowodowania maksymalnych szkód. Siły ukraińskie posunęły się w pobliżu Łymanu, a wojska rosyjskie poczyniły postępy w pobliżu Nowopawliwki.
Państwowa Służba Ratownicza Ukrainy i gubernator Ołeh Kiper poinformowali, że w nocy dwie osoby (małżeństwo) zginęły, a ok. 17 zostało rannych, w tym troje dzieci, w rosyjskim ataku dronów na Odessę. Atak uderzył w 21-piętrowy budynek, powodując pożar na 7., 8. i 9. piętrze, w wyniku którego mieszkańcy zostali uwięzieni w swoich mieszkaniach. Ok. 9:00 rano siły rosyjskie otworzyły ogień artyleryjski w kierunku Biłozerki w obwodzie chersońskim, raniąc 47-letniego mężczyznę.
Według Sił Powietrznych Ukrainy Rosjanie zaatakowali Ukrainę przy użyciu 23 dronów Shahed 136/131 i dronów-wabików różnych typów, wystrzelonych z Primorsko-Achtarska i Krymu. Głównym celem ataku był obwód odeski. Ukraińska obrona przeciwlotnicza zestrzeliła 21 drony na południu kraju, a jeden zaginął na Ukrainie w ramach walki elektronicznej. Trafienie drona odnotowano w Odessie, a upadek szczątków w ośmiu lokalizacjach. Gubernator Serhij Łysak powiedział, że Rosja po raz pierwszy wystrzeliła (z okupowanego obwodu zaporoskiego) nowy pocisk bombowy Ch-36 Grom-1 (hybryda bomby lotniczej i rakiety, opracowanej na bazie Ch-38, o zasięgu do 120 km) na obwód dniepropetrowski, jednak został zestrzelony przez ukraińską obronę przeciwlotniczą. Eksplozje w regionie usłyszano ok. 11:30 czasu lokalnego. „Cel przeleciał ponad 100 km i został zestrzelony przez obronę przeciwlotniczą poza miastem Dniepr”.
Służba Bezpieczeństwa Ukrainy (SBU) stwierdziła, że w nocy zniszczono trzy rosyjskie śmigłowce: Mi-8, Mi-26 i Mi-28 wraz z samobieżnym systemem przeciwlotniczym Pancyr-S1 w wyniku ataku dronów na bazę lotniczą Kirowske na Krymie. Miejscowi mieszkańcy donosili o wtórnych detonacjach po atakach na paliwo, amunicję i drony przechowywane w bazie. SG Ukrainy podainformował, że drony wywiadu ukraińskiego zaatakowały 1060. Centrum Wsparcia Materiałowo-Technicznego (dawniej 120. Arsenał Głównego Zarządu Rakietowego i Artyleryjskiego) w Briańsku, gdzie przechowywany jest rosyjski arsenał rakietowy i dronów. Miejscowi mieszkańcy donosili o głośnych strzałach i eksplozjach. Gubernator Aleksandr Bogomaz potwierdził nocny atak dronów na region, twierdząc, że w ataku rannych zostało czterech cywilów, a dziesięć domów i pojazd zostały uszkodzone. Grupa partyzancka „Atesz” podała, że podpalono szafę sygnalizacyjną kolei w pobliżu Jasynuwaty w obwodzie donieckim, na trasie wykorzystywanej przez rosyjską logistykę wojskową. Według grupy sabotowany odcinek znajduje się w pobliżu rosyjskich jednostek wojskowych, magazynów i obiektów przemysłowych, dodając, że atak zakłócił dostawę pociągu przewożącego paliwo dla sił rosyjskich.
Niemieckie Ministerstwo Obrony potwierdziło, że 900 milionów euro na ukraińską pomoc wojskową „zniknęło” z powodu błędów budżetowych, dodając jednak, że „wszystko jest w porządku” i dodając, że brakujące pieniądze są określane jako współfinansowanie. Niedobór zostanie pokryty przez Europejski Instrument na rzecz Pokoju.
Ukraiński wywiad oświadczył, że Rosja przywracała do służby przestarzałe czołgi T-62 z powodu rosnących strat w sprzęcie podczas wojny z Ukrainą i niedoboru nowoczesnego sprzętu wojskowego. „Kluczowymi czynnikami ograniczającymi zdolność do produkcji nowoczesnych pojazdów opancerzonych w Rosji były brak potencjału przemysłowego i niedobór importowanych komponentów high-tech”. Według wywiadu renowacja T-62 odbywała się głównie w zakładzie we wsi Atamanowka w Kraju Zabajkalskim, dodając, że zapasy czołgów z czasów radzieckich w Rosji były wyczerpywane, a większość czołgów T-62 była w jeszcze gorszym stanie po 10-leciach przechowywania ich na wolnym powietrzu bez konserwacji. „Ze względu na poważny niedobór nowoczesnych czołgów podstawowych, takich jak T-90M i T-72B3M, rozmieszczenie czołgów T-62 jest postrzegane jako środek tymczasowy, ale konieczny”.

### 29 czerwca
W opinii ISW Rosja wydawała się coraz częściej atakować obszary cywilne w ramach swoich pakietów uderzeniowych. Zdjęcia satelitarne i ogłoszenia rosyjskiego rządu wskazywały, że Rosja starała się zwiększyć produkcję samolotów w perspektywie średnio- i długoterminowej. Siły ukraińskie posunęły się naprzód w północnym obwodzie sumskim i w pobliżu Czasiw Jaru.
Siły Powietrzne Ukrainy podały, że w nocy siły rosyjskie przeprowadziły masowy atak Ukrainę przy pomocy 537 obiektów powietrznych, w tym czterech pocisków hipersonicznych Kindżał (wystrzelonych z tambowskiego), siedmiu rakiet balistycznych Iskander-M/KN-23 (z obwodu woroneskiego i Krymu), 41 pocisków manewrujących Ch-101/Iskander-K (z obwodów saratowskiego, kurskiego i briańskiego), sześciu rakiet manewrujących Kalibr (znad Morza Czarnego) i trzech rakiet przeciwlotniczych S-300 (z obwodu kurskiego) oraz 477 dronów Shahed 136/131 i dronów-wabików różnych typów (z Kurska, Szatałowa, Orła, Briańska, Millerowa, Primorsko-Achtarska i Krymu). Większość ataków była wymierzona na obwody lwowski, połtawski, mikołajowski, doniecki i czerkaski. Ukraińska obrona przeciwlotnicza zniszczyła 475 obiektów, w tym rakietę Iskander-M/KN-23, 33 pociski Ch-101/Iskander-K (w tym jeden zaginął), cztery Kalibry i 211 dronów, a kolejne 225 zaginęło na Ukrainie w ramach walki elektronicznej. Rosyjskie drony/rakiety trafiły w sześciu lokalizacjach, a szczątki zestrzelonych celów spadły w ośmiu lokalizacjach.
Według władz Lwowa siły rosyjskie próbowały uderzyć w infrastrukturę krytyczną. Rosyjski atak w nocy w Drohobyczu spowodował pożar. Gubernator Ihor Taburets poinformował, że w nocnym ataku na Smiłę w obwodzie czerkaskim 11 osób zostało rannych, w tym dwoje dzieci. Według wstępnych danych, w mieście odnotowano trzy pociski i osiem dronów. Podczas ataku poważnie uszkodzono trzy 9-piętrowe budynki, domy prywatne i samochody. Uszkodzono również co najmniej cztery placówki edukacyjne, szpital psychiatryczny i budynek akademicki kolegium Narodowego Uniwersytetu Technologii Żywności. Według gubernatorów trzy osoby zginęły w atakach dronów na obwody chersoński, charkowski i dniepropetrowski. Kolejna osoba zginęła w ataku lotniczym w Kostantynówce. Jeden mężczyzna zginął, gdy rosyjskie wojska ostrzelały Chersoń, a ciało 70-letniej kobiety znaleziono pod gruzami 9-piętrowego budynku trafionego przez rosyjski ostrzał w obwodzie zaporoskim.
Ukraiński myśliwiec F-16 został zestrzelony podczas odpierania nocnego rosyjskiego ataku rakietowego i dronów; to czwarty samolot tego typu, który Ukraina straciła. Siły Powietrzne Ukrainy podały, że pilot, podpułkownik Maksym Ustymenko (ur. w 1993 roku), „użył całej swojej broni pokładowej i zestrzelił siedem celów powietrznych. Podczas zestrzeliwania ostatniego, jego samolot został uszkodzony i zaczął tracić wysokość”, dodając, że „zrobił, co mógł, wyprowadził maszynę z miejscowości, ale nie zdążył się katapultować... Zginął jak bohater!”. Prezydent Zełenski podpisał dekret o nadaniu pilotowi (pośmiertnie) tytułu Bohatera Ukrainy.
W rosyjskim Kazaniu rozbudowano Kazańskie Zjednoczenie Przemysłu Lotniczego im. S.P. Gorbunowa, który produkuje i modernizuje bombowce strategiczne zdolne do przenoszenia broni jądrowej. Według dziennikarzy, zimą na terenie zakładu zbudowano nowe duże budynki produkcyjne. Modernizacja przedsiębiorstwa była realizowana w ramach programu o wartości ok. 1 miliarda euro, którego celem jest wzmocnienie własnej produkcji w lotnictwie wojskowym i cywilnym.
Prezydent Wołodymyr Zełenski podpisał dekret o wycofaniu się Ukrainy z Konwencji Ottawskiej zakazującej min przeciwpiechotnych, którą podpisano 24 lutego 1999 roku, uznając potrzebę zakazu stosowania min przeciwpiechotnych. W momencie ratyfikacji Ukraina dysponowała jednym z największych na świecie zapasów tego typu min, ponad 6 milionów sztuk min typu PMN, PMN-2, POM-2 i innych zakazanych na mocy Konwencji.

### 30 czerwca
Ministerstwo Obrony Rosji stwierdziło, że wojska zajęły miejscowość Nowoukrainka, na południe od Pokrowska, a materiały geolokalizowane pokazywały, że Rosjanie zajęli Nowomykołajiwkę, przy granicy z obwodem dniepropietrowskim. Sztab Generalny Ukrainy podał, że siły ukraińskie wyzwoliły Andrijiwkę i posunęły się w kierunku Ołeksijiwki, odpychając Rosjan jeszcze dalej od Sum. „Obecnie sytuacja się ustabilizowała, postępy [Rosjan] zostały zatrzymane na linii Junakiwka–Jabłuniwka–Nowomykołajiwka–Ołeksijiwka– Kindratiwka–granica rosyjska–przyczółek na terytorium FR w rejonie głuszkowskim obwodu kurskiego”. Według doniesień w obwodzie sumskim Rosja rozmieściła swoje najlepsze brygady, w tym piechotę morską, jednostki szturmowe i najbardziej gotowe do walki oddziały wojsk zmotoryzowanych, które aktywnie wykorzystywały artylerię dalekiego zasięgu, lotnictwo i drony.
Siły ukraińskie zdementowały kolejne doniesienia o wkroczeniu wojsk rosyjskich do obwodu dniepropetrowskiego. Rzecznik ukraińskiego Zgrupowania „Chortyca” Wiktor Trehubow powiedział, że „w wioskach położonych w pobliżu granicy administracyjnej regionu toczą się bardzo aktywne walki”, dodając, że Ukraina utrzymuje linię obrony w pobliżu wiosek Jałta, Komar i Szewczenkowo. Rzecznik 33 Samodzielnej Brygady Zmechanizowanej, stacjonującej w obwodzie zaporoskim, Nazar Wojitenkow również powiedział, że armia rosyjska nie poczyniła żadnych postępów w obwodzie dniepropietrowskim; „Trzymamy linię obrony. Linia ta ciągle się zmienia, ale wróg nie przebił się”. Służba prasowa 3 Brygady Gwardii Narodowej, stacjonującej w pobliskim sektorze Pokrowska także zdementowała informacje o przełomie. Z kolei od 29 czerwca ukraiński projekt DeepState oznaczył „szarą” strefę w obwodzie dniepropetrowskim, identyfikując potencjalne walki na tym odcinku linii frontu. W pobliżu wsi Daczne w obwodzie dniepropetrowskim strefa rozciąga się na prawie 2 km w głąb regionu.
Według ISW oświadczenia Kremla, w tym prezydenta Władimira Putina, nadal dowodziły szerszych ambicji terytorialnych Rosji na Ukrainie wykraczających poza Krym i cztery obwody, które Rosja nielegalnie zaanektowała. Siły rosyjskie posunęły się w kierunku Kupiańska i Nowopawliwki oraz w zachodnim obwodzie zaporoskim.
Sztab Ukrainy oświadczył, że Rosja atakowała w kierunkach Charkowa, Kupiańska, Łymanu, Siewierska, Kramatorska, Torećka, Pokrowska, Nowopawłowska, Hulajpola, Zaporoża i Chersonia, gdzie doszło do 146 starć. W ciągu doby wojska rosyjskie przeprowadziły cztery ataki rakietowe, 51 nalotów (używając 79 bomb lotniczych), 3776 ataków dronów, 107 ostrzałów na pozycje i miejscowości ukraińskie. Operacja w obwodzie kurskim trwała; wojska rosyjskie przeprowadziły 17 ataków, 323 ataki artyleryjskie, 16 ostrzałów i 18 nalotów, używając 35 bomb lotniczych na pozycje ukraińskie. Ukraińskie lotnictwo i artyleria zaatakowały 11 miejsc koncentracji, punkt dowodzenia i dwie jednostki artylerii. Prezydent Wołodymyr Zełenski oświadczył, że w ciągu ostatniego tygodnia Rosja wystrzeliła w kierunku Ukrainy 114 pocisków, ponad 1270 dronów i prawie 1100 bomb lotniczych.
Według ukraińskich Sił Powietrznych Rosjanie zaatakowali Ukrainę przy wykorzystaniu 107 Shahed 136/131 i dronów-wabików różnych typów. Głównym celem ataku były obwody doniecki i charkowski. Ukraińska obrona przeciwlotnicza zestrzeliła 64 drony na północy, wschodzie i południu kraju, a kolejne 10 zaginęło na Ukrainie w ramach elektronicznych. Trafienia odnotowano w 15 lokalizacjach, a zestrzelone szczątki dronu spadły w dwóch lokalizacjach. Siły Lądowe Ukrainy podały, że armia rosyjska zaatakowała Krzywy Róg za pomocą dronów. Jedno z uderzeń miało miejsce w pobliżu budynku jednego z obwodowych centrów rekrutacyjnych i socjalnych. W wyniku ataku trzy osoby zostały ranne, w tym jedna była w stanie ciężkim.
Ukraiński samolot MiG-29, używając amerykańskich bomb lotniczych GBU-39 zniszczył rosyjski zakład naprawczy bezzałogowych statków powietrznych na południu. Atak został przeprowadzony przez ukraińskie Siły Powietrzne we współpracy ze specjalistami rozpoznania lotniczego z jednostki „Flying Skull” z Sił Systemów Bezzałogowych. Według doniesień kanału na Telegramie „Astra” i mediów rosyjskich, p.o. dowódcy 8 Armii Ogólnowojskowej, pułkownik Rusłan Goriaczkin, zginął podczas ukraińskiego nalotu (z użyciem rakiet Storm Shadow) na punkt dowodzenia w obwodzie donieckim. Rosyjskie Ministerstwo Obrony poinformowało, że w nocy obrona przeciwlotnicza zestrzeliła trzy drony nad Morzem Azowskim. Kanał na Telegramie „Crimean Wind” poinformował, że Most Krymski został na krótko zamknięty między wieczorem 29 czerwca a wczesnym rankiem 30 czerwca.
Premier Denys Szmyhal ogłosił, że Ukraina otrzymała ok. 1,7 miliarda dolarów od Kanady w ramach inicjatywy Nadzwyczajnego Przyspieszenia Przychodów (ERA). „Razem z naszymi partnerami zmuszamy Rosję do zapłaty za jej zbrodnie i zniszczenia. Od początku [2025] roku, wliczając ostatnią transzę, otrzymaliśmy ok. 17,6 miliarda dolarów z zamrożonych rosyjskich aktywów”.